# Geschiedenis van het klavecimbel

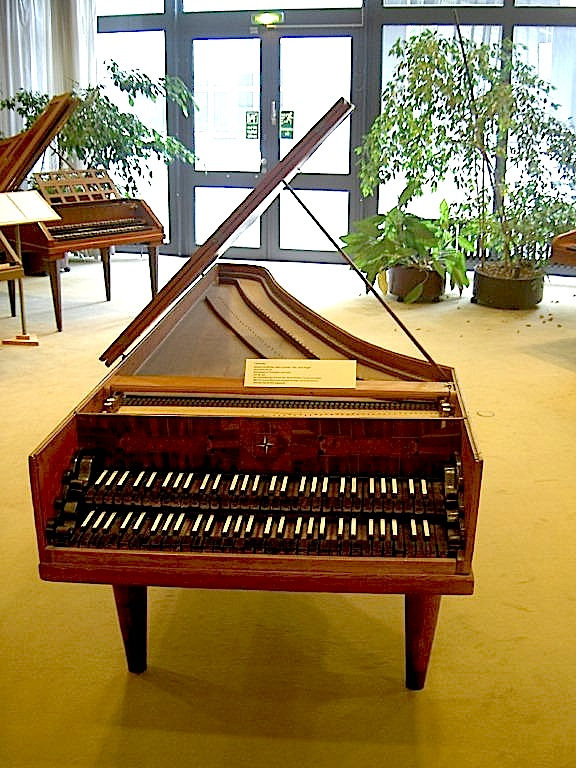
Het Bach-klavecimbel met twee manualen in het Muziekinstrumentenmuseum (Berlijn).

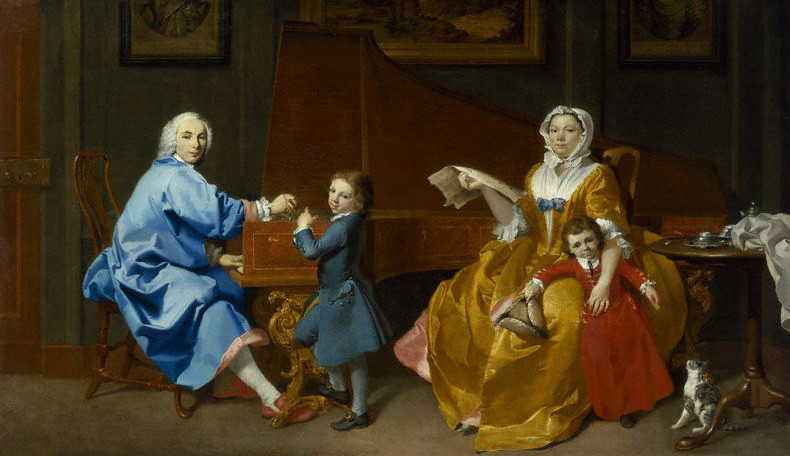
De Engelse klavecimbelbouwer Burkat Shudi accordeert een klavecimbel, omringd door vrouw en kinderen. Marcus Tuscher, c. 1742

Het klavecimbel is een toetsinstrument dat behoort tot de Europese muziek- en instrumentencultuur. De eerste instrumenten zijn te situeren tijdens de 14e eeuw in de provincies die tot het Bourgondische rijk behoorden en in Italië. De verschillende varianten, zoals spinet, virginaal, muselaar, clavicytherium enzovoorts, kenden een snelle technische ontwikkeling en een geografische verspreiding door Europa. Aan de koninklijke en prinselijke hoven, bij de rijke burgerij en de adel, en in bisschoppelijke paleizen deed het klavecimbel zijn intrede, gewild om zowel zijn uitgebreide muzikale mogelijkheden als zijn karakter van luxe- en prestigeobject.
Voor de uitvoering van profane muziek werd dit het instrument bij uitstek. De technische vooruitgang bij het bouwen ging hand in hand met de ontwikkeling van een breed repertoire. Eerst ging het om bewerkte orgelmuziek, maar weldra werd het klavecimbel een onafhankelijke inspiratiebron. Het werd voortaan een vaste waarde als basso continuo-instrument in een ensemble, als solist in concerto's en als solo-instrument.
Nauw verbonden met de barokmuziek en met de groeiende invloed van contrapunt, muzikaal symbool van het ancien régime, werd het klavecimbel verdrongen, eerst door de pianoforte, vervolgens door de piano. Bij de opkomst van de 19e-eeuwse klassieke muziek verdween het klavecimbel bijna volledig. Pas in de eerste helft van de 20e eeuw herwon het een bescheiden belangstelling, om in de tweede helft van die eeuw een triomfantelijke wedergeboorte mee te maken bij de historische uitvoeringspraktijk van oude muziek. In mindere mate werd in de 20e eeuw ook eigentijdse muziek voor het klavecimbel geschreven.

## Historiografie
De geschiedenis van het klavecimbel is tot op heden nooit op wetenschappelijke en exhaustieve manier behandeld. Pas in de 20e eeuw werd onderzoek verricht. Documenten en iconografie zijn erg verspreid en ongelijk van waarde. Meestal zijn het musea en privécollecties die ze bewaren. Sommige archiefstukken zijn traceerbaar en toe te schrijven. Andere blijven anoniem en bieden dan ook heel wat onderzoeksmogelijkheden aan deskundigen en studenten.

## 14e-15e eeuw

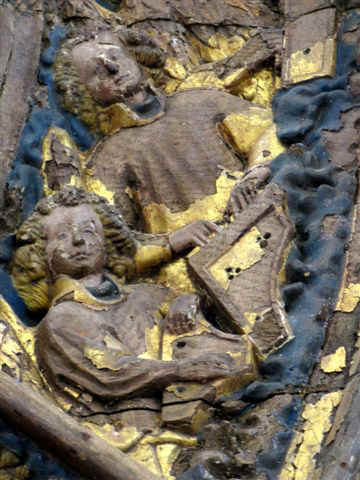
Eerste bekende voorstelling van een klavecimbel, beeldhouwwerk uit de kathedraal van Minden.

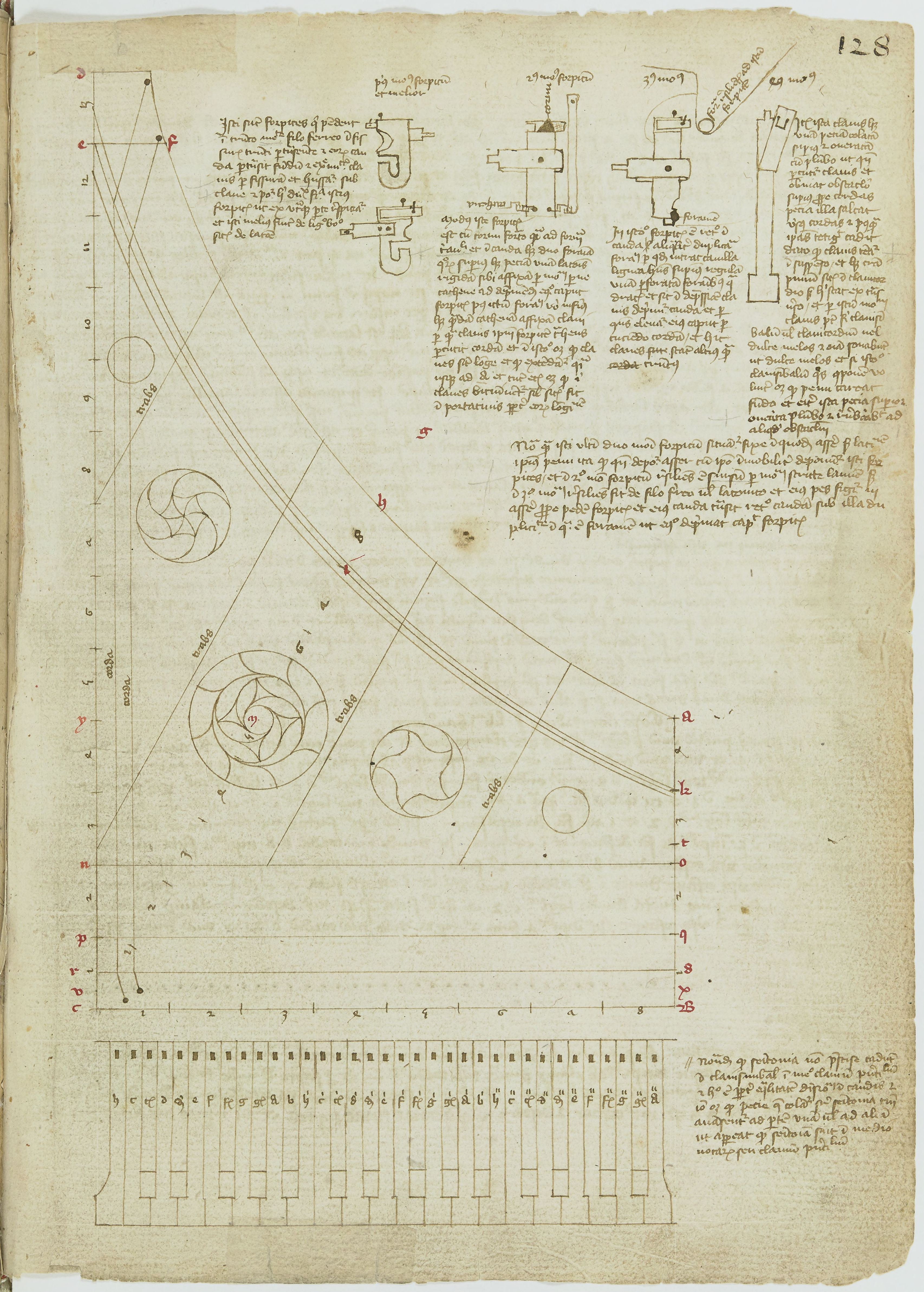
Schema uit het manuscript van Henri Arnout de Zwolle

De vroegste teksten waar snaar- en klavierinstrumenten worden vermeld, dateren uit de 14e eeuw. De gegevens zijn echter onvoldoende om het onderscheid te kunnen maken tussen de instrumenten met snaren die getokkeld worden (zoals het klavecimbel) en de instrumenten met snaren die met pennen aangeslagen worden (klavichord). De eerste waren gegroeid uit het psaltérion, waarbij de speler de snaren tokkelt met een citerpen (plectrum), de tweede waren een evolutie van het tympanon, waarbij de snaren geslagen werden door kleine en lichte hamertjes. Die tweede oorsprong werd in 1511 door Sebastian Virdung vermeld in zijn traktaat Musica getuscht.
Johannes de Muris maakte melding van deze instrumenten in zijn traktaat Musica speculativa, daterende uit 1323. De koning van Frankrijk, Jan II de Goede, kreeg tijdens zijn gevangenschap in Londen rond 1360 van Koning Eduard III een instrument dat de naam droeg eschiquier, dat van een klavier voorzien was maar waarvan het mechanisme onbekend is gebleven. Dit instrument, met verschillende spellingen, werd rond 1367 vermeld als eschaquier d'Engleterre in een tekst van Guillaume de Machault, getiteld La prise d'Alexandrie en vervolgens in 1378 bij Eustache Deschamps. De naam bleef in gebruik tot begin 16e eeuw. Onder de naam Schachtbrett kwam hij voor in 1404 bij Eberhard Cersne in zijn Der Minne Regel en onder de naam Scacarum rond 1426 bij Jean Gerson in zijn De canticorum originali ratione

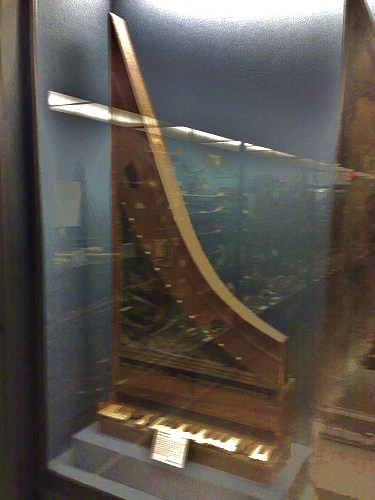
Anoniem Clavicytherium
Ulm (?) rond 1480
Londen, Royal College of Music

Al in 1388 had koning Johan I van Aragón, het in een brief aan hertog Filips de Stoute over een instrument dat op een orgel gelijkt, maar weerklinkt via snaren. Dit kan ook een soort verticaal klavecimbel of clavicytherium geweest zijn.
In 1397 werd voor het eerst in een document expliciet geschreven over een clavicembalum, door de Italianen omgevormd tot clavicembalo en door de Fransen tot clavecin. Het document in kwestie is een brief die geschreven werd door een Padovaanse edelman, Lodovico Lambertacci, aan zijn schoonzoon en waarin hij een zekere Hermann Poll vernoemde als de uitvinder van het instrument. Waarschijnlijk bedoelde hij de uitvinder van het mechanisme, het 'dokje' dat diende om de snaren te tokkelen.
Het clavicembalum, het clavicordium en vele andere instrumenten van allerhande type werden in 1404 vermeld in het gedicht Der Minne Regel van Eberhard Cersne, kanunnik in Minden.
In de eerste helft van de 15e eeuw verschenen de eerste iconografische voorstellingen van de oorspronkelijke klavecimbels. De eerste maal is dit op een beeldhouwwerk uit 1425, in de kathedraal van Minden. Een musicerende engel speelde er op een klein horizontaal instrument, met klavier en met ongeveer de vorm van een klavecimbel.
Het Weimarer Wunderbuch toonde rond 1440 een oorspronkelijk klavecimbel, geplaatst op een tafel. De tekening is summier maar toont duidelijk een instrument met een enkel klankgat en met een gebogen zijwand, in de vorm van een cirkelboog.
Uit dezelfde periode dateren gedetailleerde schema's die verschenen in een Latijns manuscript over muziekinstrumenten, geschreven door Henri Arnaut de Zwolle. Er kwam een schema in voor van een oorspronkelijk klavecimbel (éclisse courbe de forme circulaire, quatre rosaces de différentes tailles), van een klavier met 35 toetsen (si-la) en van mechanismen die toelieten snaren te tokkelen. Het blijkt hieruit dat het thans universele systeem van het dokje toen bestond naast het alternatief van andere mogelijkheden, alvorens veralgemeend te worden (behalve voor de klavichord). Vanaf die tijd kan het klavecimbel een verticale vorm hebben of een langwerpige vierkante vorm, zoals bij de spinetten en de virginalen. Het document van Arnault toont aan dat klavecimbels en klavichords eenzelfde structuur hadden, welk ook het mechanisme was. De instrumenten waren eerder van geringe omvang en werden op een tafel geplaatst om er te kunnen op spelen.
Rond 1460, was Paulirinus van Praag de eerste om het te hebben over een virginaal, een rechthoekig instrument zoals het klavichord maar met een klank die gelijk was aan die van het klavecimbel. Hij gaf er een lovende beschrijving van. Wat de naam betreft gaf hij hierover de volgende verklaring: virginale dictum quod uti virgo dulcorat mitibus et suavissimis vocibus. De iconografie uit die tijd en uit de volgende eeuw toont praktisch altijd vrouwen en jonge meisjes achter het klavier, eerder dan mannen.

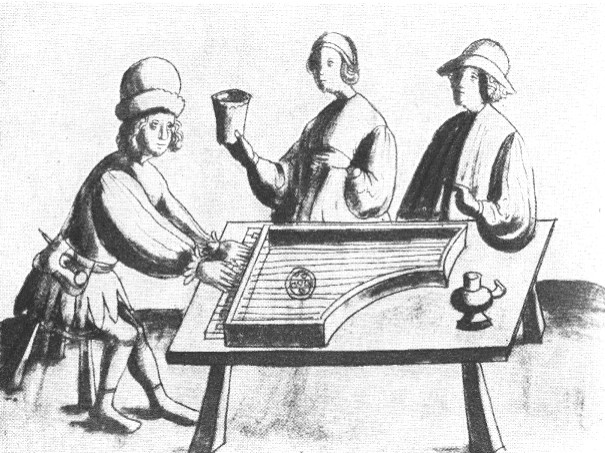
Gravure uit het Weimarer Wunderbuch rond 1440

In Italië, waar waarschijnlijk al in 1420 klavecimbelbouwers actief waren, dateert de eerste geschreven vermelding van een instrument uit 1461 (schuldvordering van een bouwer op de hertog Borso d'Este aan wie hij een klavecijn geleverd had). Er zijn heel wat iconografische voorstellingen uit die tijd, maar geen enkel Italiaans instrument is tot ons gekomen.
Het oudste nog bestaande klavierinstrument met getokkelde snaren dateert van 1470/1480. Dit verticale klavecimbel (clavicytherium) werd waarschijnlijk in Ulm gebouwd en wordt thans bewaard in het Royal College of Music in Londen. Het mechanisme is niet bewaard. Het instrument was wellicht niet representatief voor wat als 'norm' voor die tijd werd aangenomen.

## 16e eeuw

### Algemeen

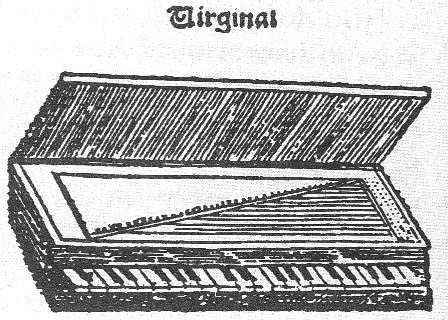
Voorstelling van een virginaal in Musica getutscht

Het klavecimbel kende een snelle verspreiding over heel Europa, weliswaar eerder onder de vorm van virginaal of spinet dan van het grotere klavecimbel. De Italiaanse bouwers verwierven welhaast een monopolie, met tegen het einde van de eeuw de opkomst van een sterke concurrentie in Antwerpen.
In 1511 werd in Bazel het eerste boek gedrukt dat gewijd was aan muziekinstrumenten, het Musica getutscht van de Duitse geestelijke Sebastian Virdung. Hierin beschreef hij drie instrumenten aan wie hij de naam gaf van virginaal, clavicembalum (rechthoekig instrument met horizontaal geplaatste snaren) en claviciterium met vertikaal geplaatste snaren. De gravures die hij er had aan toegevoegd, waren wat onnauwkeurig maar lieten toch toe vast te stellen dat de instrumenten 38 tot 40 noten hadden – iets minder dan vier octaven. De eerder geringe maat van deze instrumenten laat veronderstellen dat ze een octaaf hoger klonken. Het werd een constante tendens in de volgende decennia om de reikwijdte uit te breiden. Zonder het instrument breder te maken, kon men een 'verkort octaaf' (zie 'short octave' op google) invoeren en door middel van een enkele toets bij de lage tonen, een neergaande kwart bijwinnen, van de lagere 'fa' naar 'do'; de 're' en de 'mi' namen dan de plaats in van de chromatische noten 'fa' en 'sol', die ongebruikt bleven in de baspartij van die tijd. Om ze later weer te introduceren, werden de « feintes brisées » (split halves) toegepast, toetsen die in twee delen verdeeld waren.
In de loop van de 16e eeuw zagen de belangrijkste instrumenten hun aantal registers verhogen. Volgens Curt Sachs ging het om twee registers in 1514, principaal en octaaf in 1538, drie registers in 1576, vier in 1583. Dit verhoogde evenredig het klankvolume of liet toe variaties in het timbre aan te brengen.

### Italië

Klavecimbels
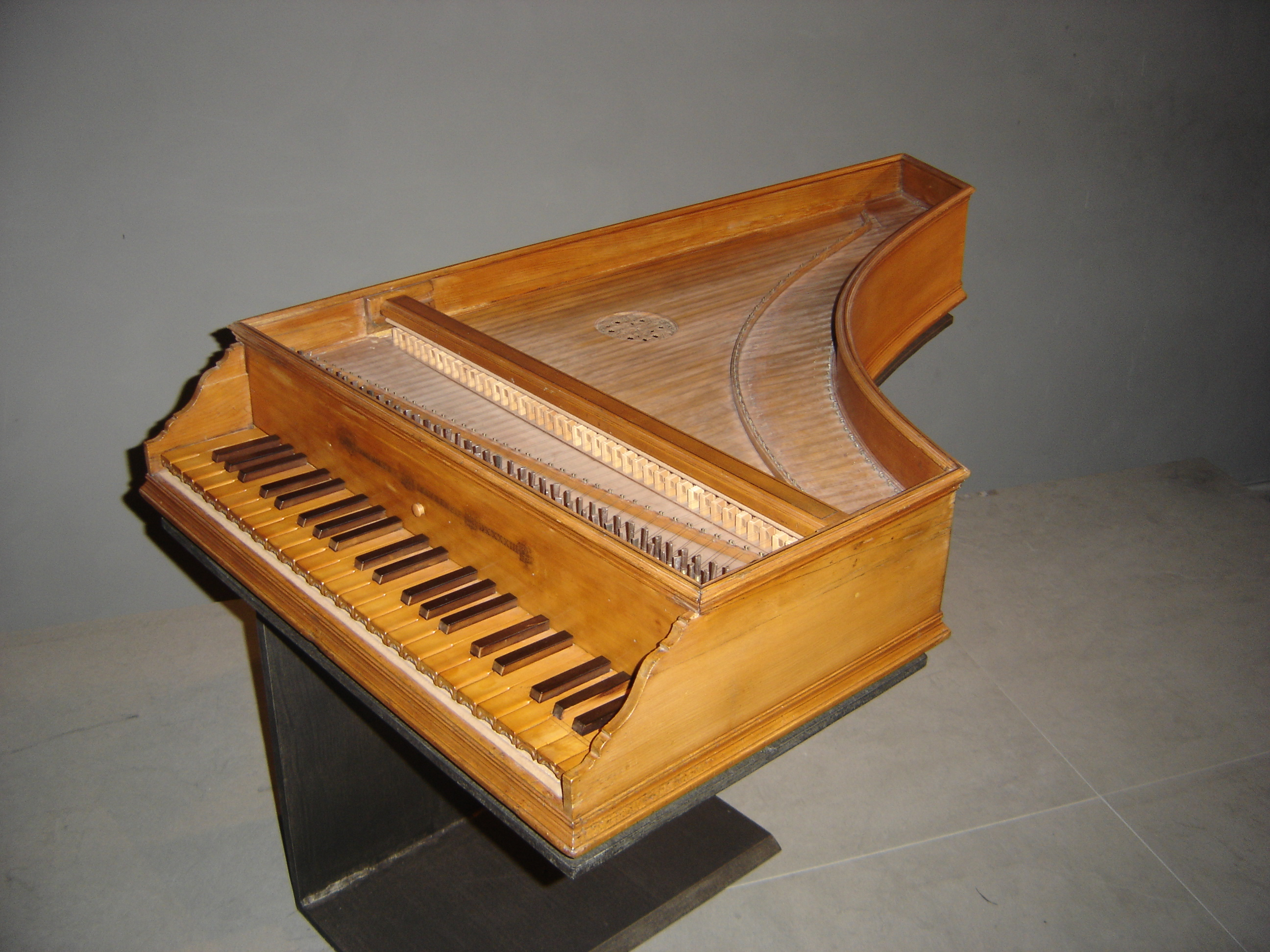
Clavecin à l'octave Dominicus Pisaurensis Venetië 1543 Parijs, Musée de la Musique
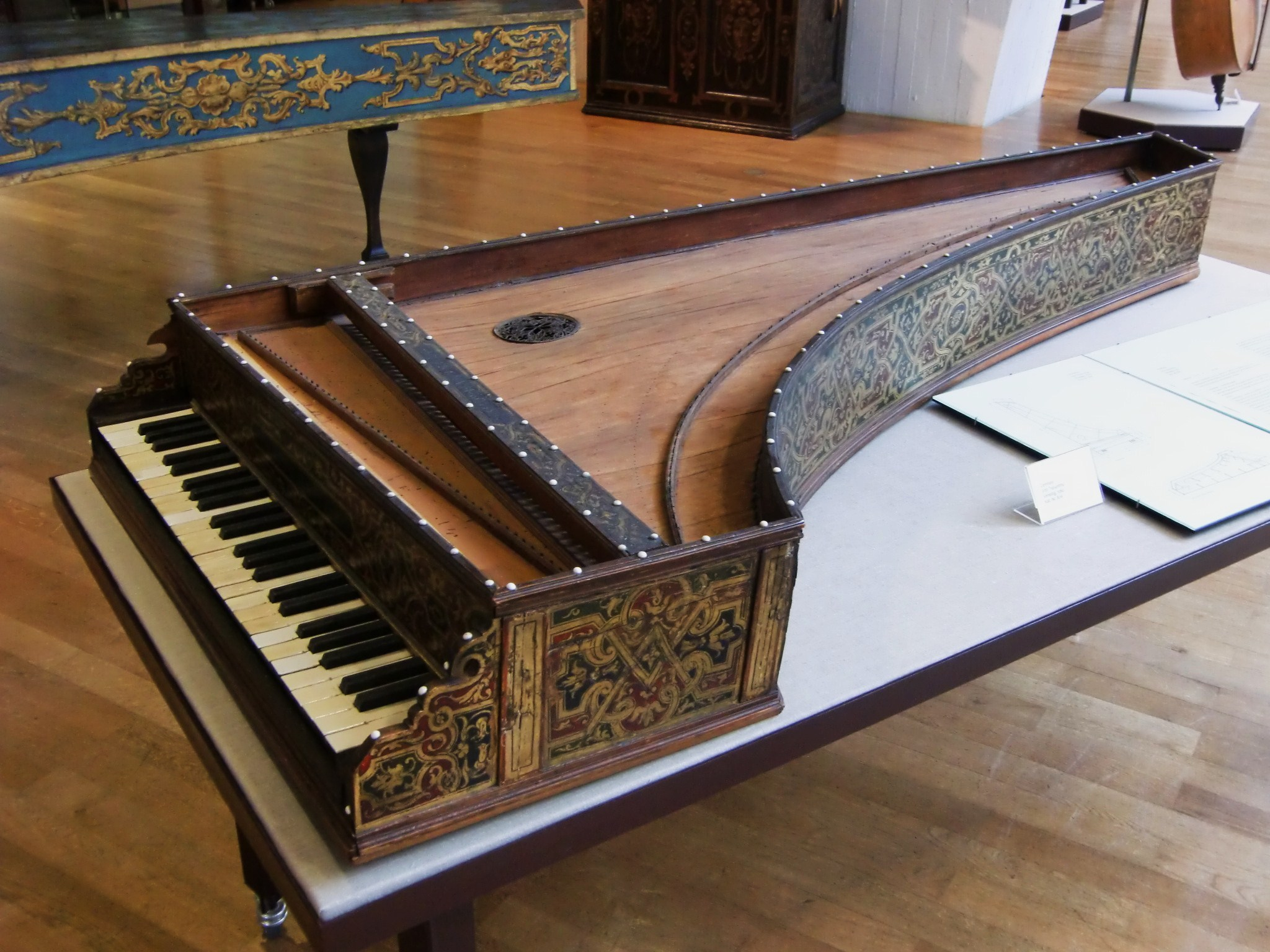
Vito Trasuntino Venetië 1560 Berlijn, Musikinstrumentenmuseum
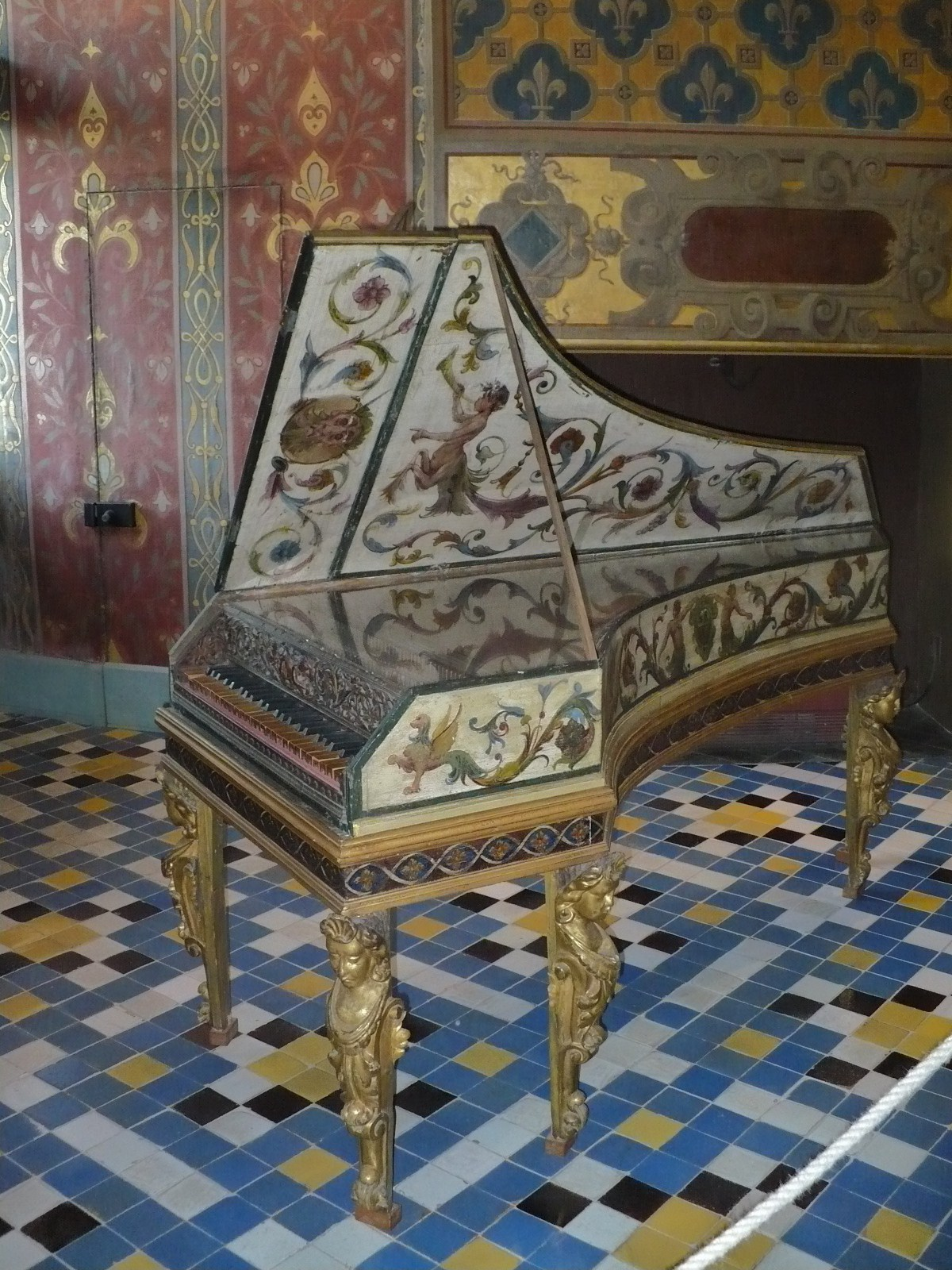
Giovanni Antonio Baffo Venetië 1572 Kasteel van Blois
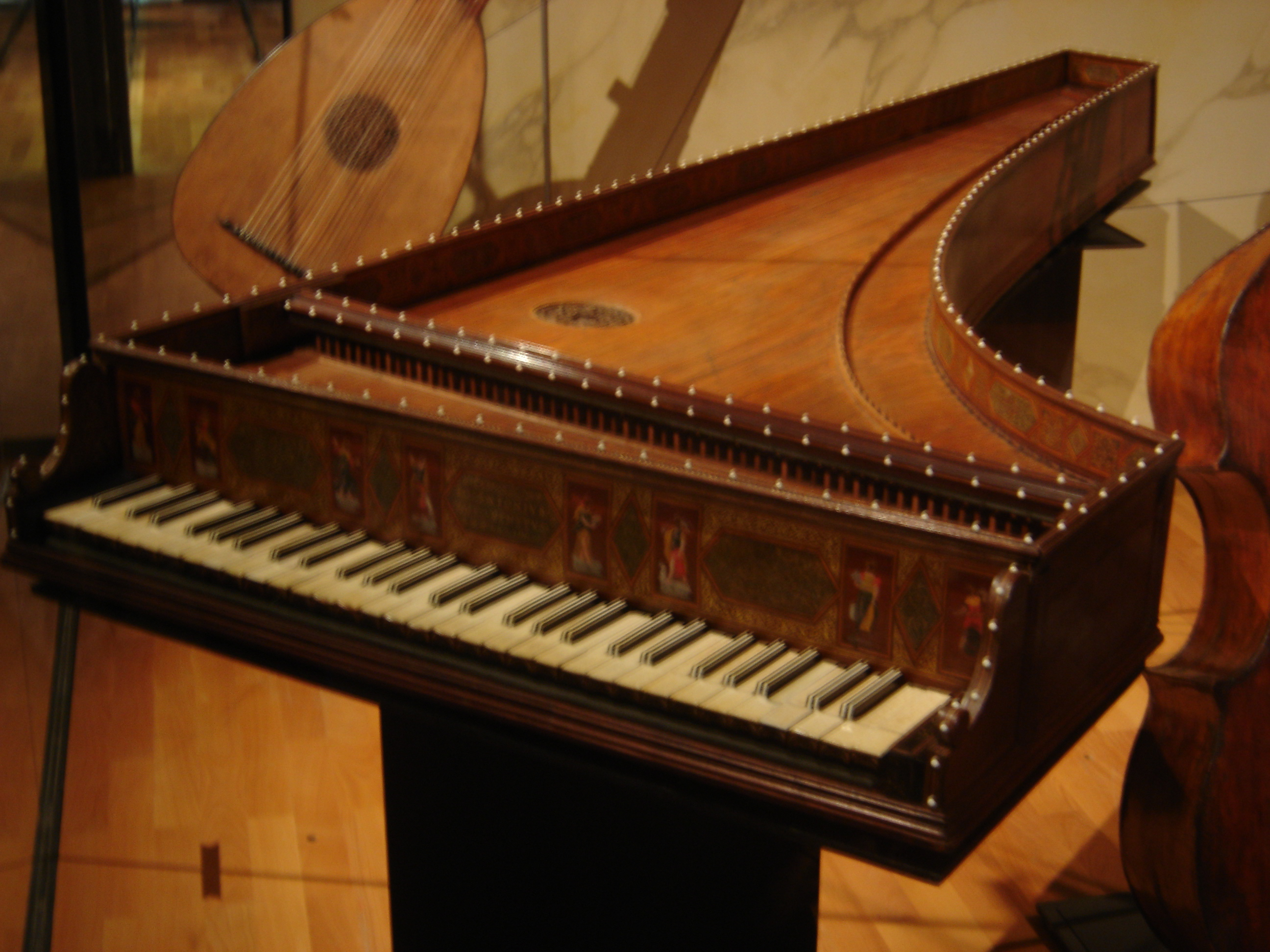
Giovanni Antonio Baffo Venetië 1579 Parijs, Musée de la Musique

De belangrijkste productie van klavecimbels situeerde zich in Italië. Wat tot ons is gekomen uit die tijd komt hoofdzakelijk uit dit land. Het gaat om het klavecimbel uit 1515/1516 gebouwd door Vincentius Livigimeno (Académia musicale Chigiana in Siena), het klavecimbel uit 1521 door Jérôme de Bologne (Hieronymus Bononiensis) (Victoria and Albert Museum), het spinet uit 1523 door Francesco de Portalupi (Musée de la musique, Parijs), de klavecimbels uit 1531 door Alessandro Trasuntino (Royal College of Music in Londen), uit 1533 door Dominicus Pisaurensis (Musikinstrumenten Museum der Universität Leipzig), etc. Klavecimbelbouw werd in verschillende steden ondernomen, zowat overal in Italië: Venetië — het meest belangrijke centrum met (Giovanni Antonio Baffo, Bertolotti, Celestini, Patavinus, Pisaurensis, Trasuntino, etc.), Milaan (met Rossi, etc.), Brescia (met Antegnati, etc.), Rome (met Bononiensis, etc.), Napels (met Fabri), etc.

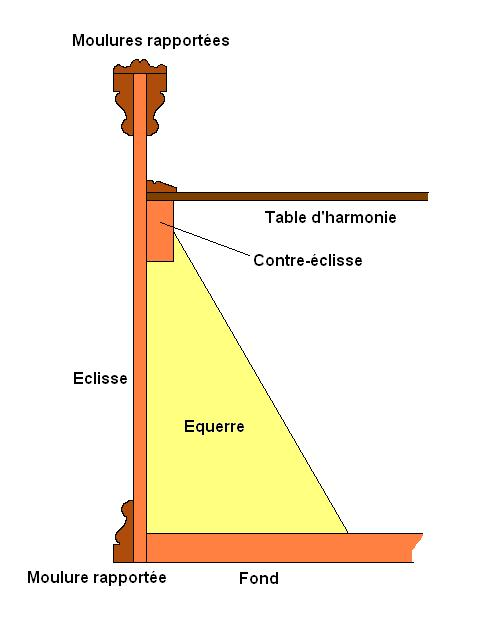
Structuur van een Italiaans klavecimbel

De Italiaanse instrumenten kregen een eigen structuur, met kenmerken die ze heel verschillend maakte van de instrumenten in Noord-Europa. Hun constructie was tegelijk licht en robuust. De dunne zijwanden (3 tot 6 mm), versterkt door lijstwerk dat zowel decoratief als structureel werd aangebracht, werden gemonteerd rond een stevige bodem, waaraan ze werden gehecht met haken en soms met schuine versterkingsstaven die ook vanuit de bodem vertrokken (zie schema). Andere steeds terugkerende kenmerken waren: bronzen snaren met een korte lengte, gebogen zijwanden, bijna rechthoekige spits, hoekige kam, klavier dat uitsteekt (altijd maar één klavier: als instrumenten uit die tijd er twee of zelfs drie hebben, dan is dat het gevolg van latere verbouwingen) hetgeen een zuivere en scherpe klank produceerde, goed aangepast aan het continuo. De meest voorkomende dispositie was een spel van 8' en een van 4'. Het meest voorkomende register was er een van vier octaven, van 'mi' tot 'fa' (49 noten) — in de praktijk van 'do' tot 'fa' door het aanwenden van de 'korte octaaf'.
De spinetten waren over het algemeen veelhoekig. Op de kasten die oorspronkelijk vierhoekig waren, werden de achterste hoeken weggelaten (werden niet gebruikt voor het vasthechten van de snaren). Hierdoor kon men het gewicht verminderen en een meer elegante vorm verkrijgen. Het register was gelijk aan dat van de klavecimbels.
Omdat de wanden dun en dus kwetsbaar waren, werden de spinetten meestal met een beschermende kast van hetzelfde formaat geleverd. Zo'n kast was rijk versierd en om het instrument (dat zelf weinig versierd was) te kunnen bespelen, hoefde men het niet uit de buitenkast te pakken. Toen al was het klavecimbel een heel duur prestigeobject en werd het voorzien van weelderige decoraties, iets waar men vooral in Venetië en Milaan meester in was. Een zevenhoekig virginaal door Annibale dei Rossi gebouwd in 1577 (en bewaard in het Londense Victoria and Albert Museum), is versierd met ivoren inlegwerk en met honderden edelstenen. Het was de tijd toen Italië dergelijke instrumenten over gans Europa leverde.

Polygonale spinetten
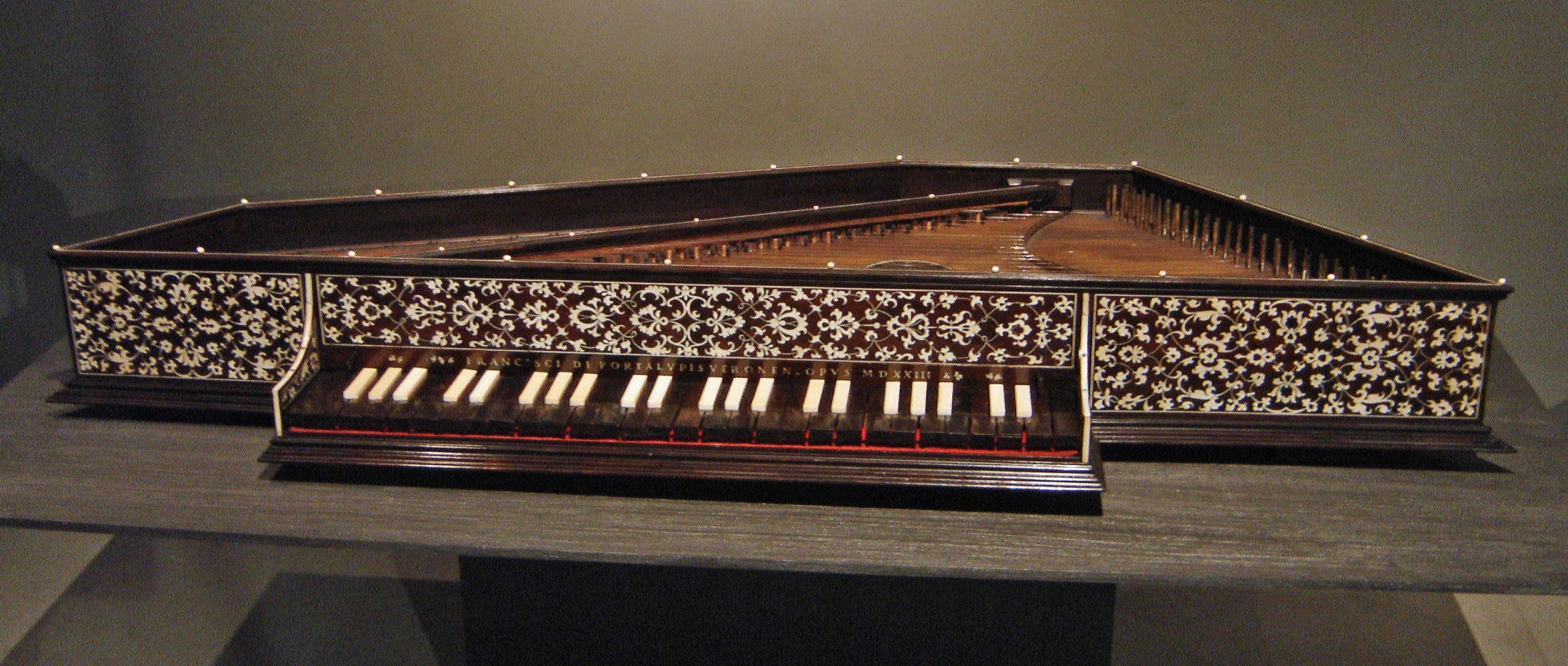
Francesco Portaluppi Verona 1523 Parijs, musée de la Musique
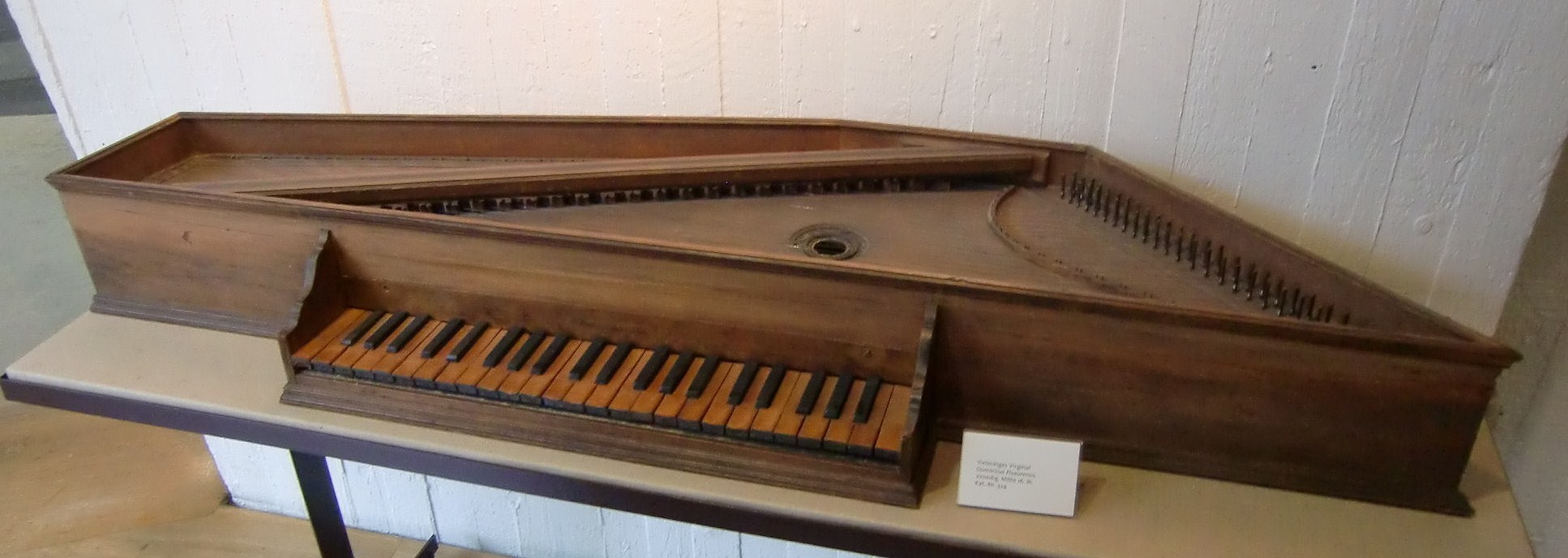
Dominicus Pisaurensis Venetië, rond 1550 ? Berlijn, Musikinstrumentenmuseum
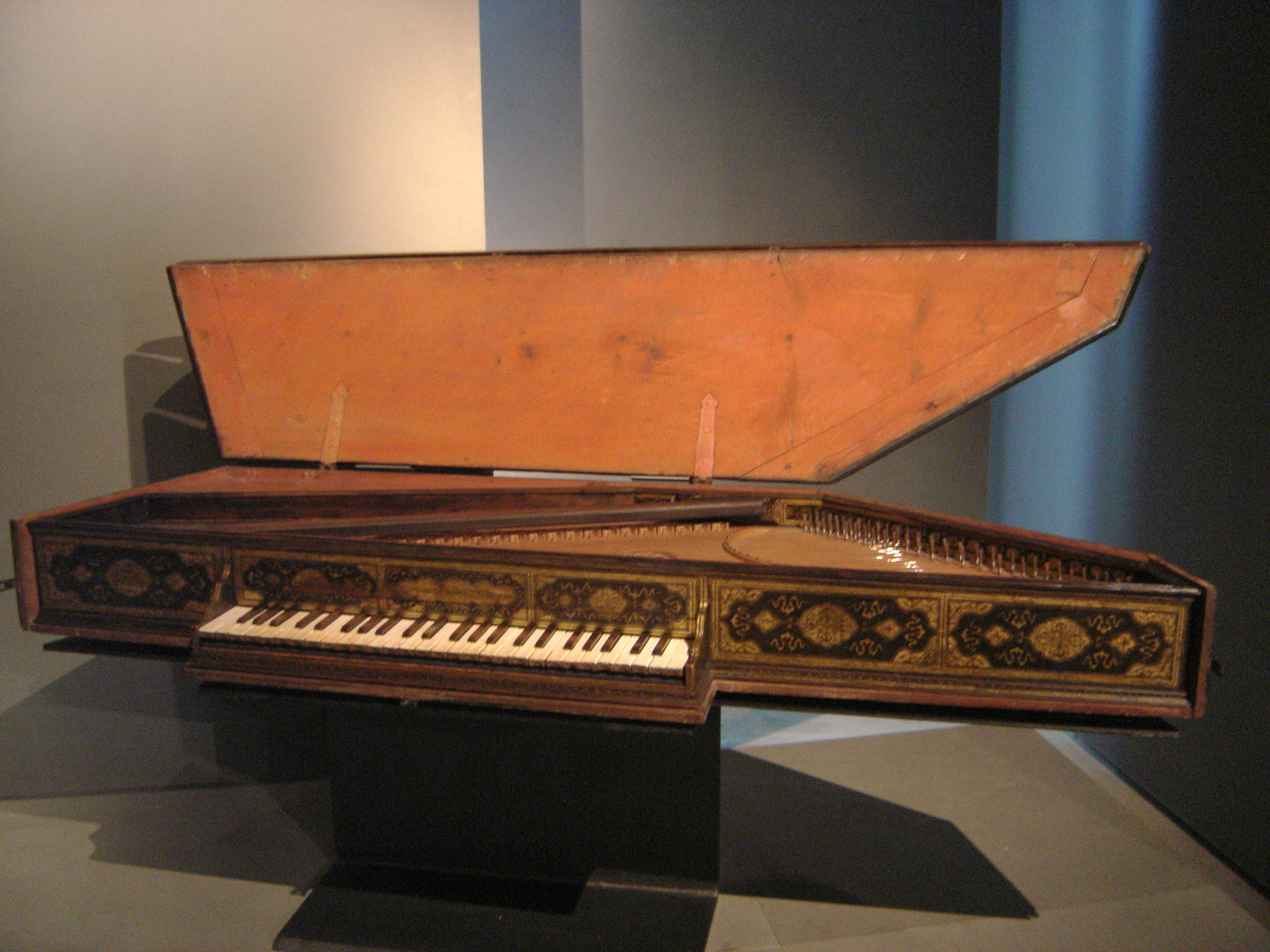
Benedetto Floriani Venetië 1572 Parijs, musée de la Musique
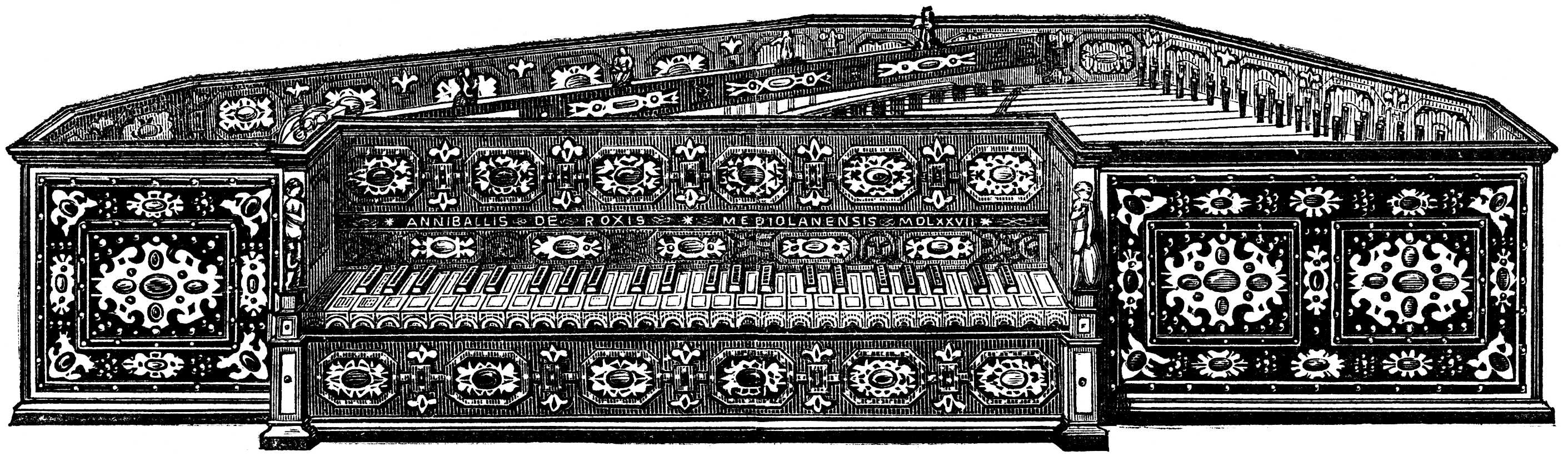
Annibale dei Rossi Milaan, 1577 Londen, Victoria and Albert Museum

- Klavecimbels
- Clavecin à l'octave 
Dominicus Pisaurensis 
Venetië 1543 
Parijs, Musée de la Musique
- Vito Trasuntino 
Venetië 1560 
Berlijn, Musikinstrumentenmuseum
- Giovanni Antonio Baffo 
Venetië 1572 
Kasteel van Blois
- Giovanni Antonio Baffo 
Venetië 1579 
Parijs, Musée de la Musique

### Duitsland

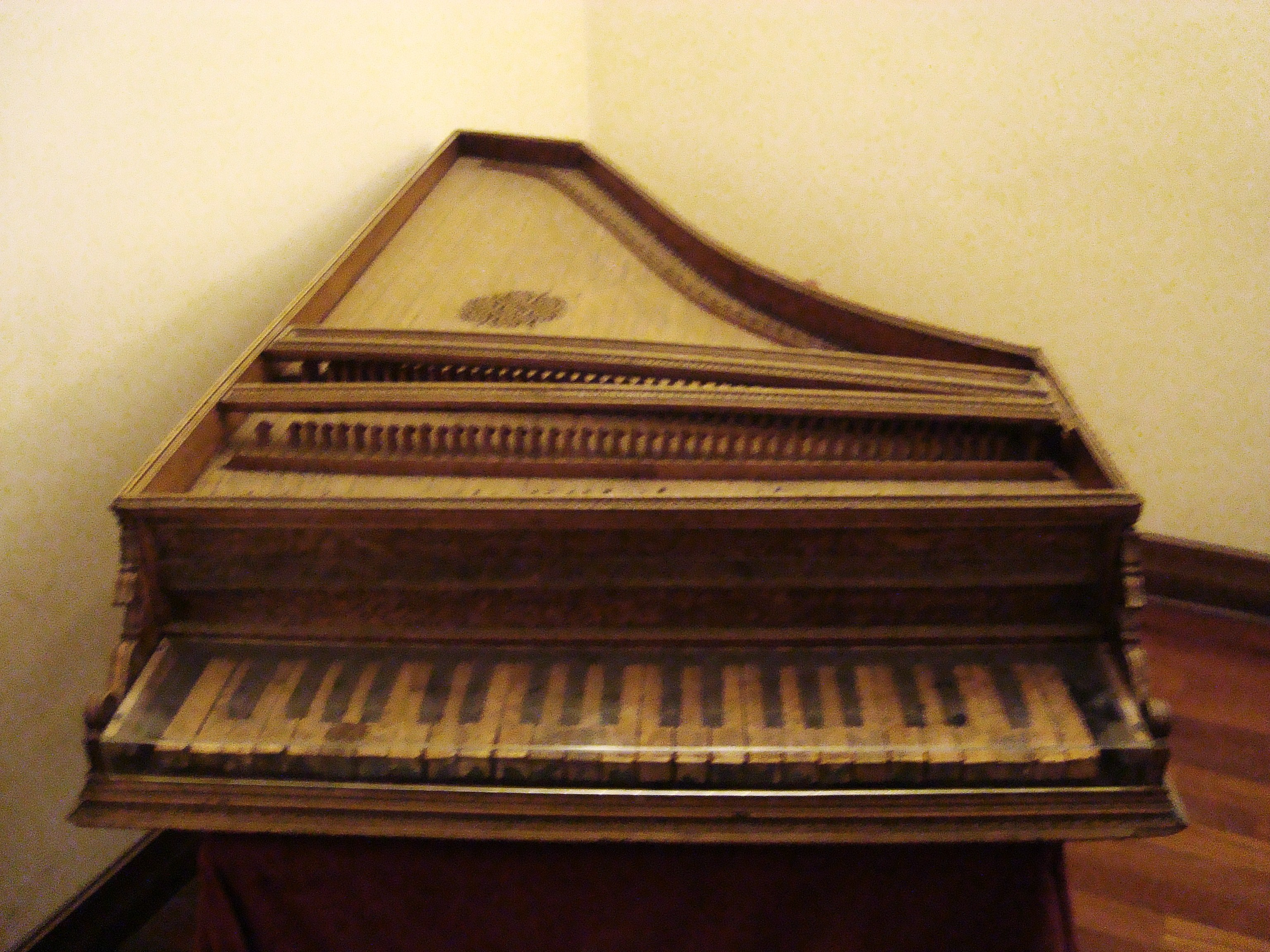
Klavecimbel door Hans Müller,(Leipzig, 1537), Rome, Nationaal Instrumentenmuseum

Ten noorden van de Alpen zijn de instrumenten, althans zoals ze tot ons gekomen zijn, later gebouwd dan in Italië. Het eerste grote klavecimbel dat bewaard is, werd in 1537 in Leipzig gebouwd door Hans Müller (zijn naam staat op het instrument vermeld, voor het overige is hij onbekend).
De algemene kenmerken waren verwant aan de Italiaanse, hoewel men er soms al een aanloop heeft willen in zien naar de toekomstige Vlaamse, Franse en Engelse instrumenten. Waarschijnlijk was er een beschermende buitenkast voor, maar die is niet bewaard gebleven. Het gaat om een eerder klein instrument (minder dan 1,80 m), het heeft twee unisono snaren koren en drie rijen dokjes, waarvan een voor het nasaal geluid, met twee waaiervormige kapitelen. Het register was van 44 noten.
Dit klavecimbel is het enige 16e-eeuwse Duitse instrument dat is bewaard en het volgende bewaarde exemplaar is bijna een eeuw jonger.
Daarentegen zijn veel geschriften over het klavecimbel en de aanverwante instrumenten van de hand van Duitsers, van Virdung in de eerste plaats. Toch bleef de productie beperkt, omdat de bouwers zich liever toelegden op het orgel en op het klavichord.

### Zuidelijke Nederlanden

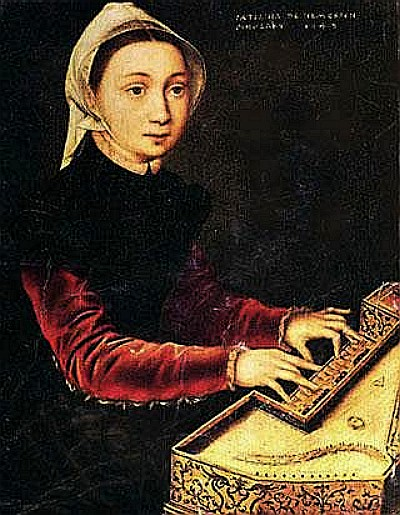
Jong meisje bespeelt een virginaal, schilderij door Catharina van Hemessen, 1548

In het begin van de 16e eeuw waren de beroepsgilden nog sterk. Nieuwe beroepen, zoals die van de klavecimbelbouwers moesten zich een plaatsje zien te verwerven in een van de bestaande gilden. Om de kasten van hun instrumenten te mogen beschilderen, moesten ze zich in Antwerpen aansluiten bij de Sint-Lucasgilde van de schilders en andere beeldende kunstenaars. In 1557 echter werden een tiental bouwers, niet meer als schilders, maar als instrumentenbouwers in de gilde erkend. Hierna won het beroep aan prestige en welvarendheid, werd Antwerpen een belangrijk centrum van instrumentenbouwers en werd weldra een stevige concurrent voor de Italiaanse bouwers. Onder de in 1557 erkende bouwers bevond zich Johannes Karest, afkomstig uit Keulen. Van hem zijn twee virginalen in polygonale vorm bekend, gebouwd in 1548 en 1550. Het zijn de oudste bewaarde instrumenten gebouwd ten Noorden van de Alpen, na het klavecimbel van Müller.
De in Antwerpen gebouwde instrumenten hielden het midden tussen de Italiaanse traditie (met dunne wanden) en de toekomstige Vlaamse traditie (met onder meer een klavier dat in de kast werd ingebouwd). Tegen het einde van de eeuw verwierf de Vlaamse (overwegend Antwerpse) fabricatie haar essentiële kenmerken. Enkele instrumenten (rechthoekige virginalen en grote klavecimbels) die dateren uit 1560-1580 zijn bewaard gebleven. Dit was dan de periode voordat de Ruckersfamilie dominant werd.

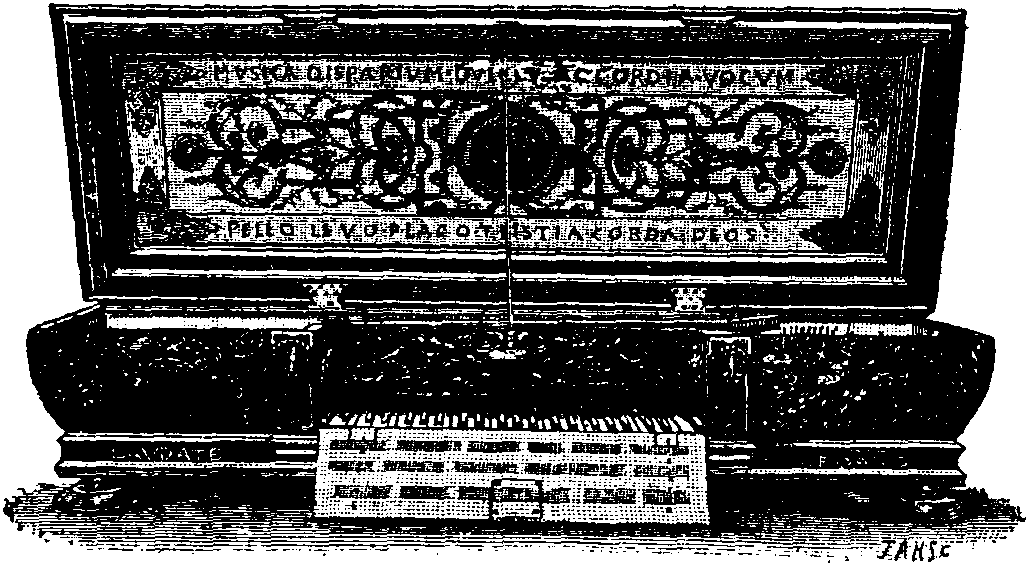
Virginaal genaamd « Hertog van Kleef » (1568), Londen, Victoria & Albert Museum

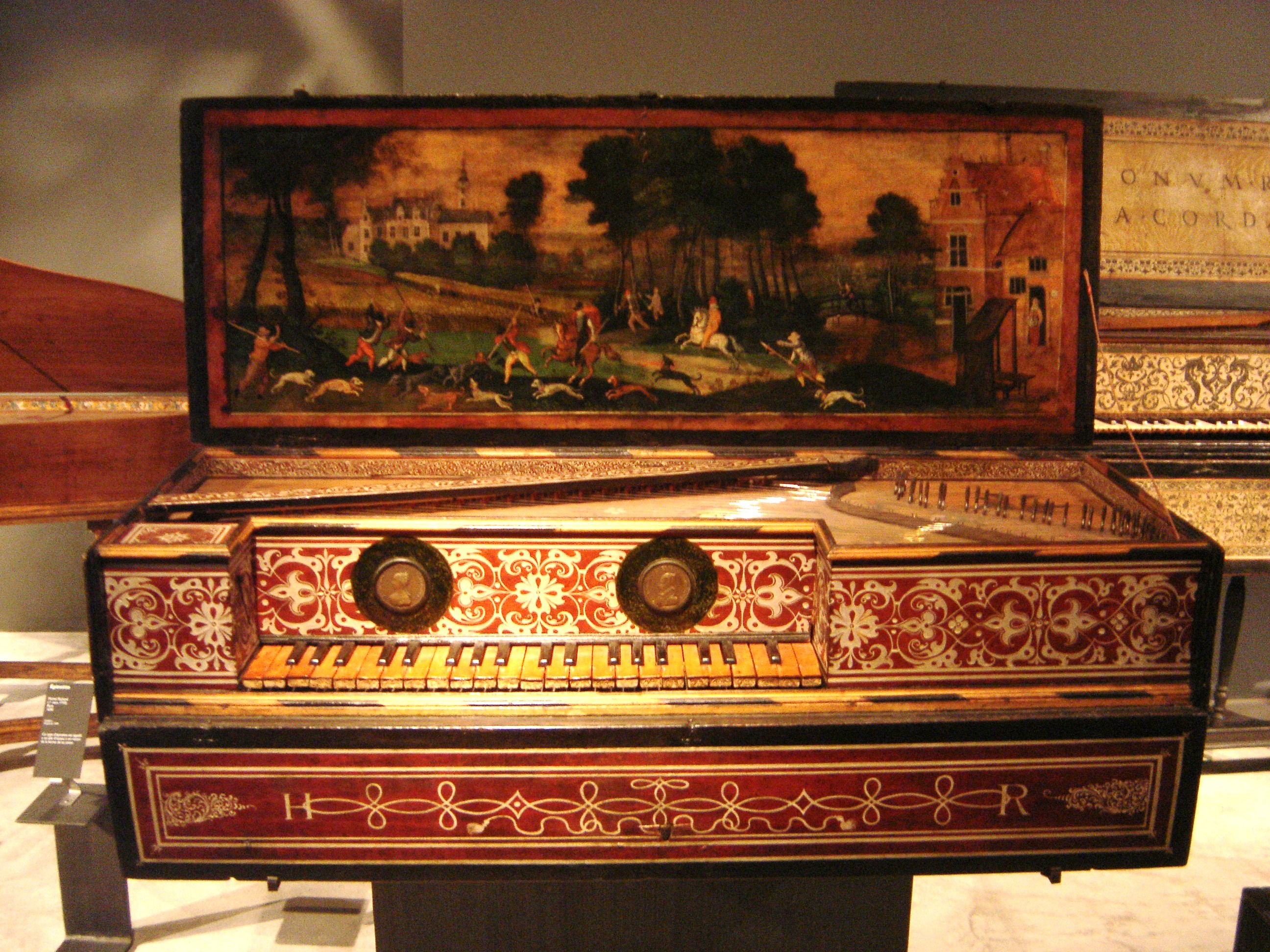
Vlaams virginaal (Parijs, Musée de la musique)

Het virginaal dat bekendstaat als behoord hebbende tot de hertog van Kleef en dat in het Victoria & Albertmuseum bewaard wordt, dateert uit 1568. Het werd gebouwd voor hertog Willem de Rijke en valt vooral op door het bijzonder weelderige uiterlijk, eerder dan door de inwendige structuur. De notenhouten kist gelijkt op een sarcofaag, met ronde wanden, rijke gebeeldhouwde decoratie aan de buitenkant en geschilderd aan de binnenkant. Het klavier heeft 45 toetsen, met gecentreerde korte octaaf do/mi-do, wat eerder zeldzaam is onder de bewaarde exemplaren.
Andere bewaarde virginalen werden gebouwd door Hans Bos (rond 1578), Johannes Grouwels en Marten Van de Biest (rond 1580) en geven uiting aan een stabiele Vlaamse traditie. Dat van Bos is het eerste met een kenmerkende Vlaamse decoratie, op basis van arabesken en dolfijnmotieven. Dat van Grouwels heeft een gecentreerd klavier, zoals dat van de hertog van Kleef; dat van Van der Biest heeft de zogenaamde 'Moeder en Kind' dispositie: een ensemble van twee virginalen, waarbij het kleinste op het grotere geplaatst kan worden en de twee klavieren aan elkaar gekoppeld worden. Hiervoor werd de bodem van het 'kind' van openingen voorzien. De dokkenlijst van de 'moeder' werd weggenomen, het 'kind' werd op de 'moeder' gezet en de dokjes van de 'moeder' kwamen in aanslag tegen de achterzijde van de toetsen van het 'kind', die omhoog kwamen wanneer de corresponderende toets van de 'moeder' werd aangeslagen.
Drie grote klavecimbels uit de pre-Ruckersperiode zijn bewaard gebleven. Het gaat om een klavecimbel uit 1584 door Hans Moermans (één klavier, twee registers van 8 en 4 voet) en twee ongeveer even oude anonieme klavecimbels met twee klavieren die niet recht boven elkaar stonden. Het zijn de allereerste die men met dergelijke dispositie kent.
Aanvankelijk was het tweede klavier er alleen maar om de transpositie van een kwart (van 'do' naar 'fa') mogelijk te maken. Het had minder toetsen dan het hoofdklavier en het deelde er de snaren mee. De twee klavieren werden dan ook niet gelijktijdig bespeeld en hadden een verschillende klank, gelet op het verschil van de plekken waar de snaren getokkeld werden.

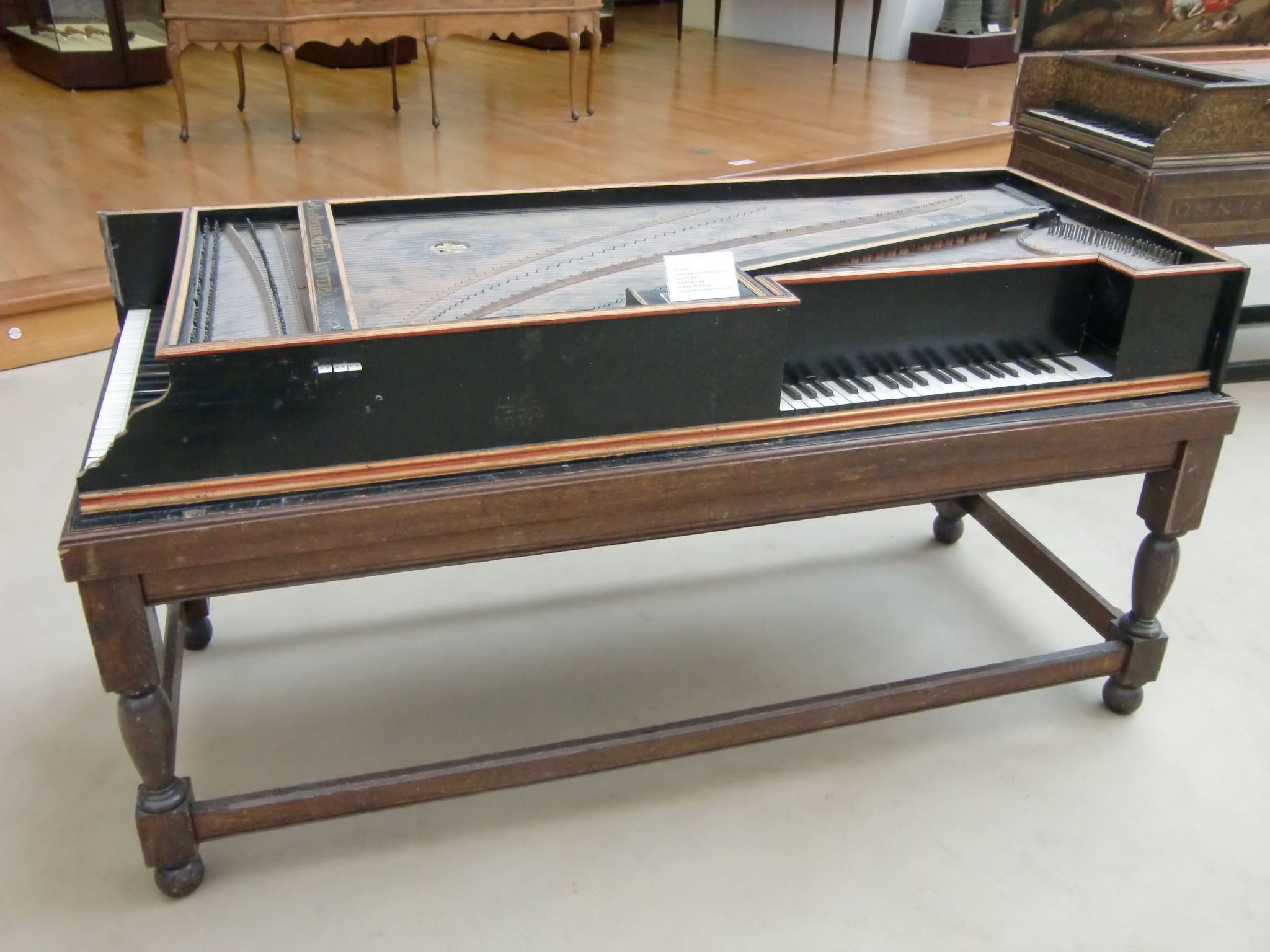
Gecombineerd klavecimbel met virginaal door Hans Ruckers (1594)
Berlin, Musikinstrumentenmuseum

Hans Ruckers, die rond 1555 in Mechelen geboren was, werd in 1579 als instrumentenbouwer in de Antwerpse Sint-Lucasgilde opgenomen. Hij ligt aan de oorsprong van een van de meest invloedrijke en beroemde bouwersfamilie, met een Europese reputatie. De klavecimbels van Ruckers zullen weldra algemeen erkend worden en hun karakteristieken nagevolgd. De Vlaamse kenmerken waren al tussen 1550 en 1568 tot uiting gekomen: compactere vorm dan de Italianen, kast in zachter hout en met steviger wanden, meer massieve constructie, belangrijkere progressiviteit van de diameters van de snaren, rustieker decoratie, diepe en gekleurder klank. Hans Ruckers overleed in 1598 en er wordt aangenomen dat hij maar een beperkt aantal instrumenten gebouwd heeft. Er zijn vier virginalen overgebleven, gedateerd 1581, 1583 en 1591 (deze laatste is een 'Moeder en Kind' exemplaar) en één groot klavecimbel uit 1594.

De Ruckers bouwden een volledig gamma van virginalen
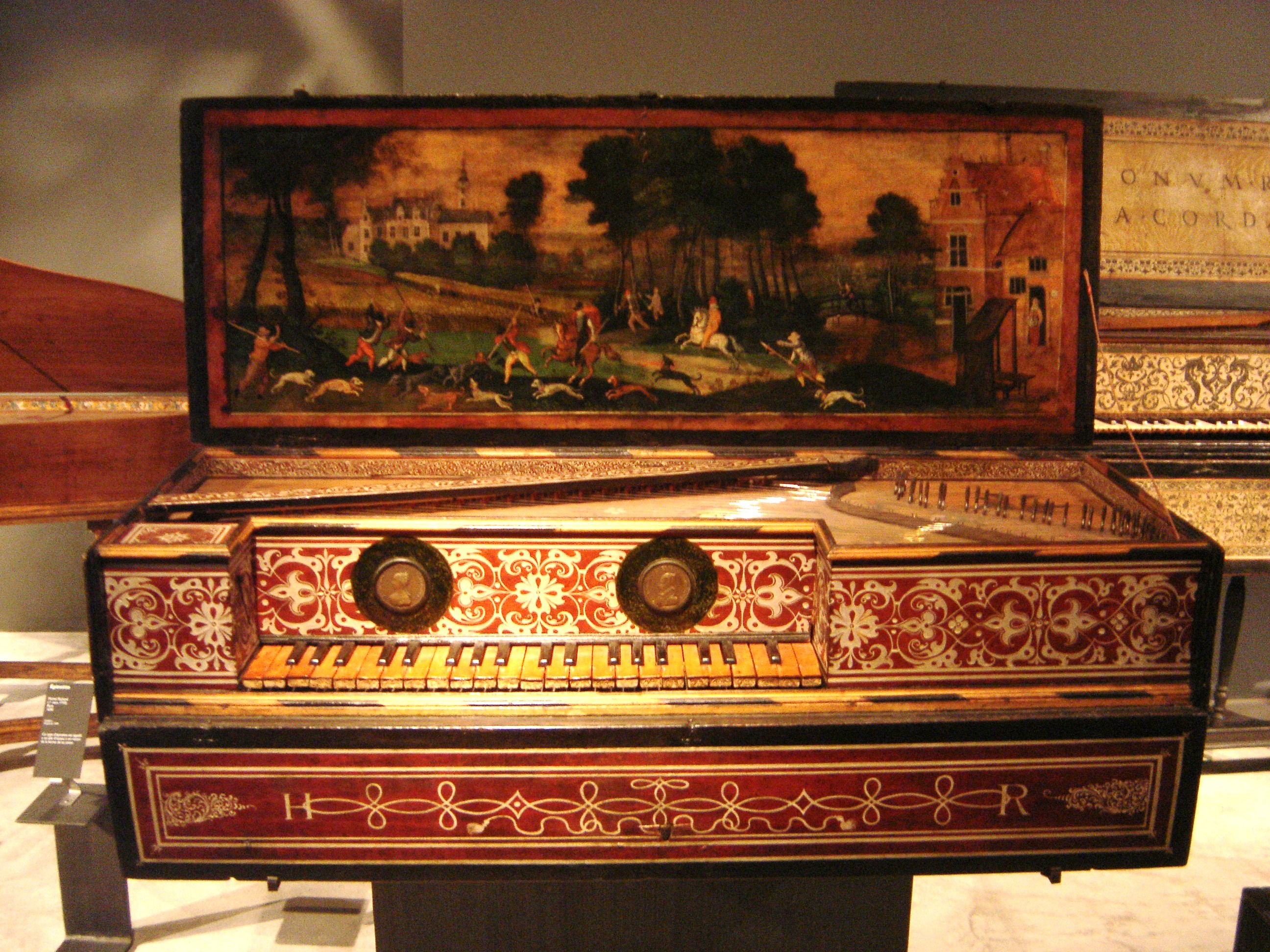
Hans Ruckers 1583 Virginal à la quinte Parijs, Musée de la Musique
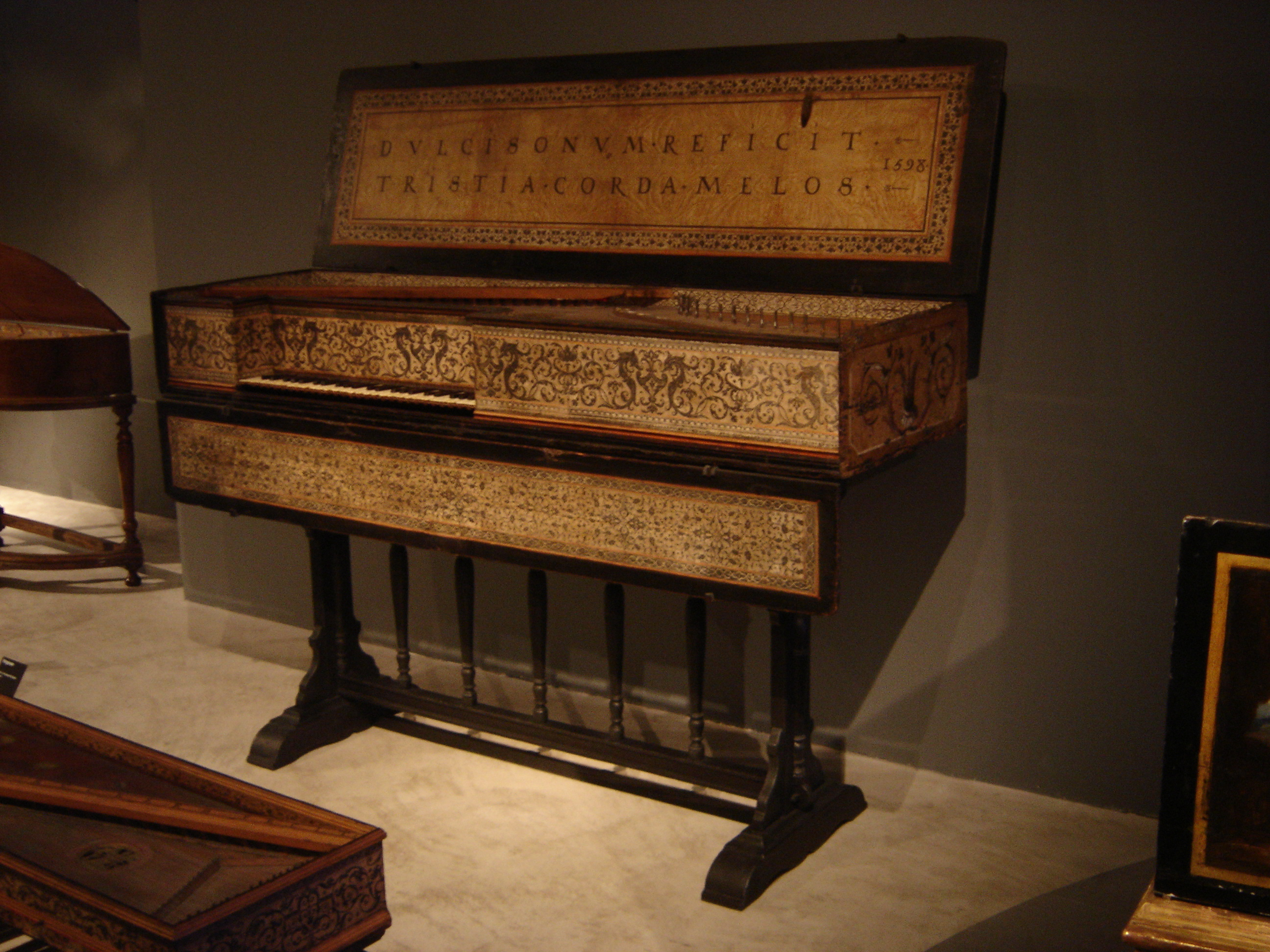
Hans & Ioannes Ruckers 1598 Groot virginaal Parijs, Musée de la Musique
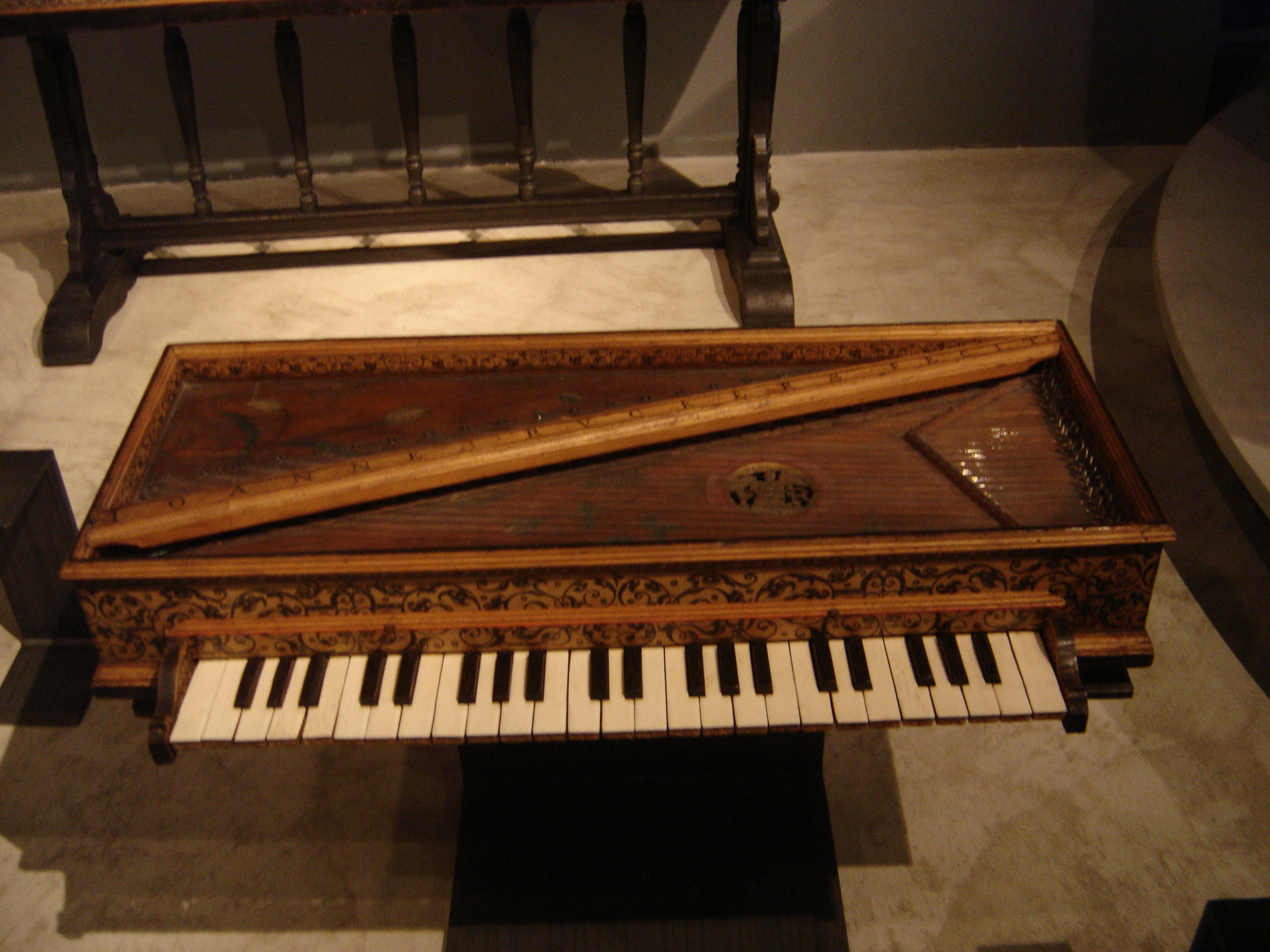
Ioannes Ruckers 1618 Virginal à l'octave Parijs, Musée de la Musique

### Frankrijk en Engeland
In de 16e eeuw importeerden Frankrijk en Engeland Italiaanse instrumenten, bij gebrek aan voldoende eigen productie.
Er waren nochtans al heel wat bouwers actief in Frankrijk, maar geen van hun instrumenten is tot ons gekomen, tenzij misschien een enkel virginaal of spinet. In zijn Harmonie Universelle (1636), schreef pater Mersenne (Livre troisième des instruments à chordes, proposition XXI):
« Il semble que ceux de l'autre siècle [c'est-à-dire du XVIe siècle] n'ont point eu de clavecins, ni d'épinettes à deux ou plusieurs jeux, comme nous en avons maintenant, qui ont quatre jeux, et quatre rangs de cordes, et que l'on nomme Eudisharmoste, dont le plus grand répond au 12 pieds de l'orgue, le second est à l'octave, le 3 à la douzième, et le 4 à la quinzième en haut, soit qu'ils n'aient qu'un clavier, ou qu'ils en aient deux ou trois. »
Grote klavecimbels waren toen dus zeldzaam, zo niet onbestaande. De eerste vermelding van een clavessin dateert van 1600 en komt voor in de inventaris van de nalatenschap van de organist Pierre Chabanceau de la Barre.
Anderzijds dient te worden opgemerkt dat het woord épinette in Frankrijk, net als het woord virginal in Engeland, als een meer algemene naam voor het soort instrumenten werd gebruikt en derhalve tot verwarring kan aanleiding geven.
Ook in Engeland waren er verschillende bouwers maar slechts één instrument heeft overleefd, namelijk een claviorganum uit 1579, gemaakt door de uit Antwerpen afkomstige Lodewijk Theewes. Dit instrument kan zeker niet kenmerkend zijn voor de Engelse productie, die, net als in Frankrijk, vooral uit kleine instrumenten bestond, van het type virginaal of spinet. Ze werden in de hogere kringen gewaardeerd, zoals blijkt uit de verzameling van Hendrik VIII. Zijn dochter, koningin Elizabeth I speelde voortreffelijk op het virginaal. Een taaie legende wil trouwens dat zij, bijgenaamd de Koningin-Maagd, aan de oorsprong zou liggen van de benaming 'virginaal'.

## 17e eeuw

### Algemeen
Tijdens de 17e eeuw werd de markt van de klavecimbels gedomineerd door de Italiaanse bouwers en door de Antwerpse dynastie Ruckers. De beide bouwers waren zeer exportgericht.
In die eeuw begon zich ook, eerst voorzichtig, een eigen productie te ontwikkelen in Frankrijk, Engeland en Duitsland.

### Italië
Tijdens de 17e eeuw evolueerde het Italiaanse klavecimbel slechts marginaal. De veranderingen waren nauwelijks zichtbaar en lieten karakter en klank van de instrumenten ongemoeid. De voornaamste wijziging blijkt een zekere standaardisatie te zijn geweest van de indeling twee keer 8'.
Men bleef aanzienlijke aantallen instrumenten produceren, zowel voor de binnenlandse markt als voor de export. Daar waar in Vlaanderen de familie Ruckers een monopolie verwierf en hun standaard opdrongen, waren er in Italië talrijke bouwers verspreid over heel wat steden. Van de uit die tijd bewaarde instrumenten zijn er veel anoniem en vertonen een veel gevarieerder beeld, binnen nochtans een algemene typering die zeer verschillend blijft van de Antwerpse concurrentie.

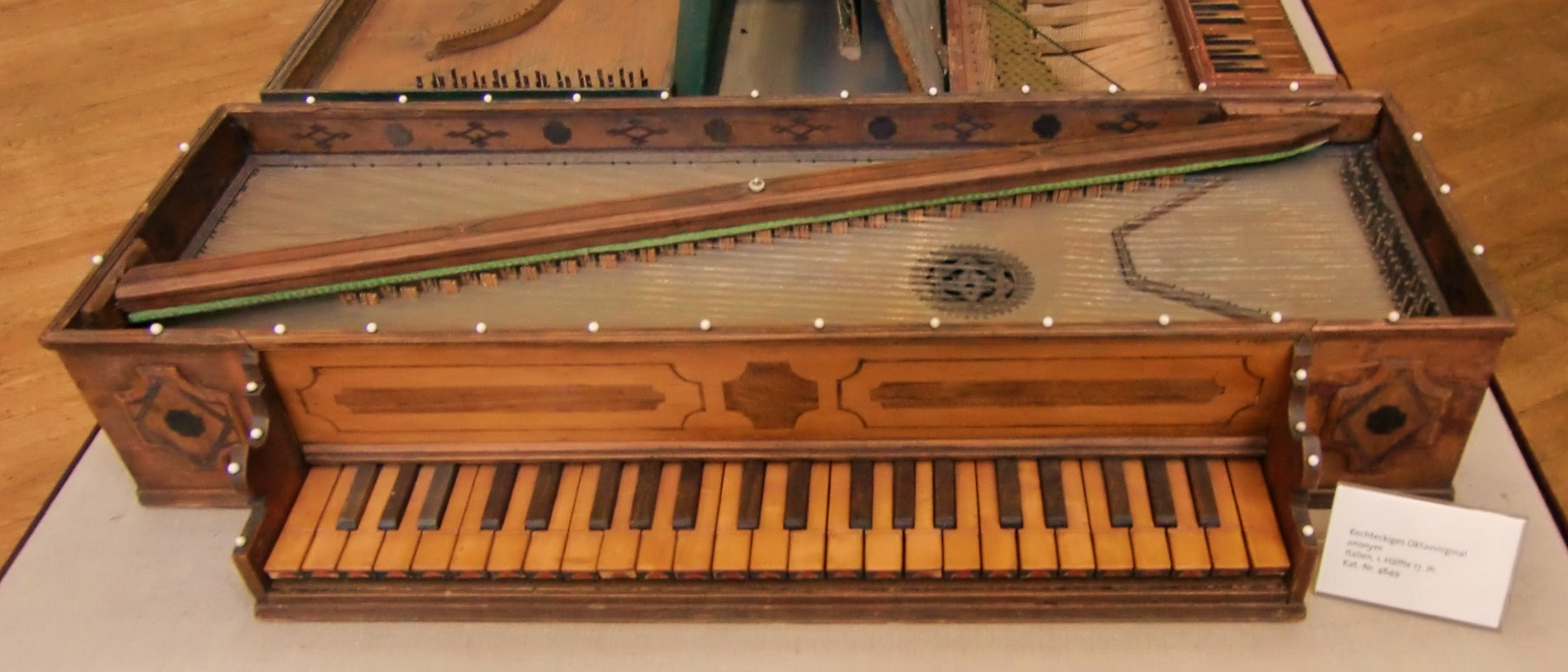
Anoniem rechthoekig spinet, eerste helft 17e eeuw
Berlijn, Musikinstrumentenmuseum

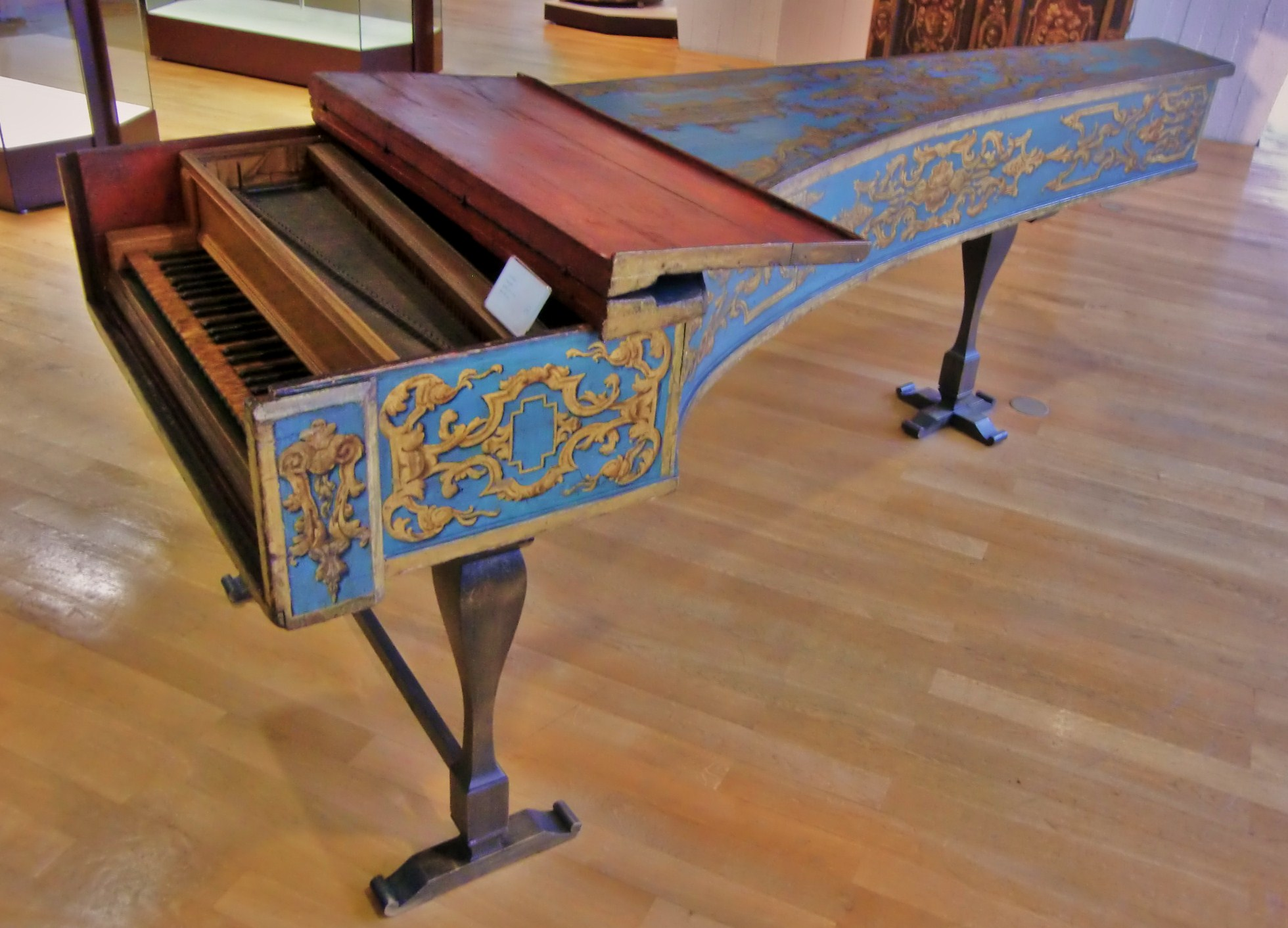
Anoniem klavecimbel, einde 17e eeuw
Berlijn, Musikinstrumentenmuseum

Naast het polygonale spinet, dat nog altijd in grote aantallen geproduceerd werd, kwam het rechthoekige spinet ook weer in de mode. Beide modellen bleven tot het einde van de 18e eeuw in trek.
Al bleven de inwendige structuur en de bouwprincipes ongeveer dezelfde, werden naast instrumenten met dunne wanden en bergingskoffer, ook klavecimbels gemaakt met steviger wanden die de bergingskoffer overbodig maakten. Maar die koffer werd wel gesimuleerd zodat op het eerste gezicht de wijziging niet merkbaar was. De klavecimbels kregen nu systematisch een pootgedeelte, meestal bestaande uit drie poten in de vorm van zuilen met een verbrede basis.
Een andere wijziging die tamelijk algemeen was: de vervanging van de dispositie één keer 8', één keer 4' door twee keer 8' beter aangepast aan het continuo dat veld won, onder meer onder invloed van Claudio Monteverdi. De vroegere dispositie verdween wel niet volledig, maar toch werden heel wat oudere instrumenten verbouwd naar de laatste mode. Enkele instrumenten werden verbouwd naar drie keer 8'. De registers werden niet meer ontworpen om uitneembaar te zijn, tenzij voor het stemmen. Het unieke klavier bleef de regel, bij uitzondering werden het er twee. Instrumenten die er drie hebben kregen die bij latere verbouwingen of vervalsingen, vooral door Leopoldo Franciolini. De spreiding van de instrumenten stabiliseerde zich van 'do'/'mi' tot 'do' (vier octaven met korte octaaf voor de lage tonen, soms oplopend tot de 'fa', waarschijnlijk voor redenen van transpositie. Omdat de instrumenten niet meer alleen gekocht werden door de hoge adel en het hof, werd de decoratie simpeler, uitzonderingen niet te na gesproken.
De productiecentra verplaatsten zich enigszins. Venetië verloor zijn eerste rang ten voordele van Rome (Boni, Zenti, Giusti, Ridolfi, Todini ...) en verder waren er Napels (Fabri, Guarracino), Florence (Poggio, Pratensis, Pasquino, Mondini, de Quoco, Bolcioni, Pertici...) en Bologna (Faby). Omdat de instrumenten meestal anoniem werden afgeleverd, zonder signatuur van de bouwer, kunnen veel van de bewaarde instrumenten niet toegeschreven worden aan de vele bekende namen van klavecimbelbouwers. Daarbij treden ook nog de vervalsingen van de 19e eeuw op als spelbrekers, sommige namen blijken gewoon uitgevonden of instrumenten bedrieglijk aan een of andere beter bekende bouwer toegeschreven.

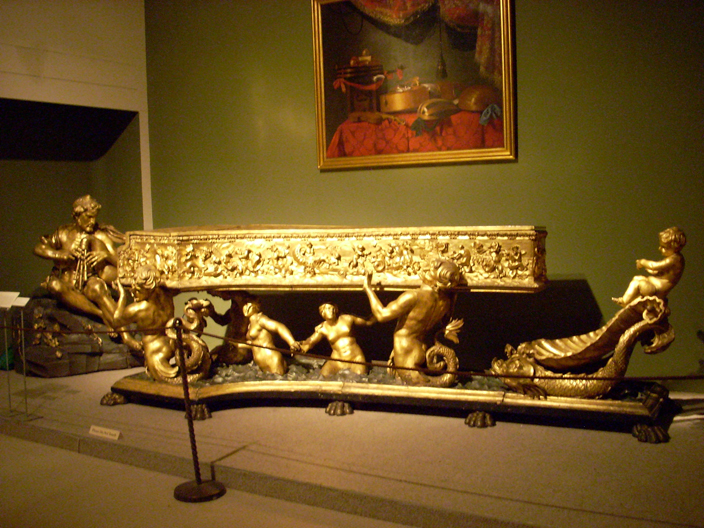
Klavecimbel door Michele Todini
New York, Metropolitan Museum of Art

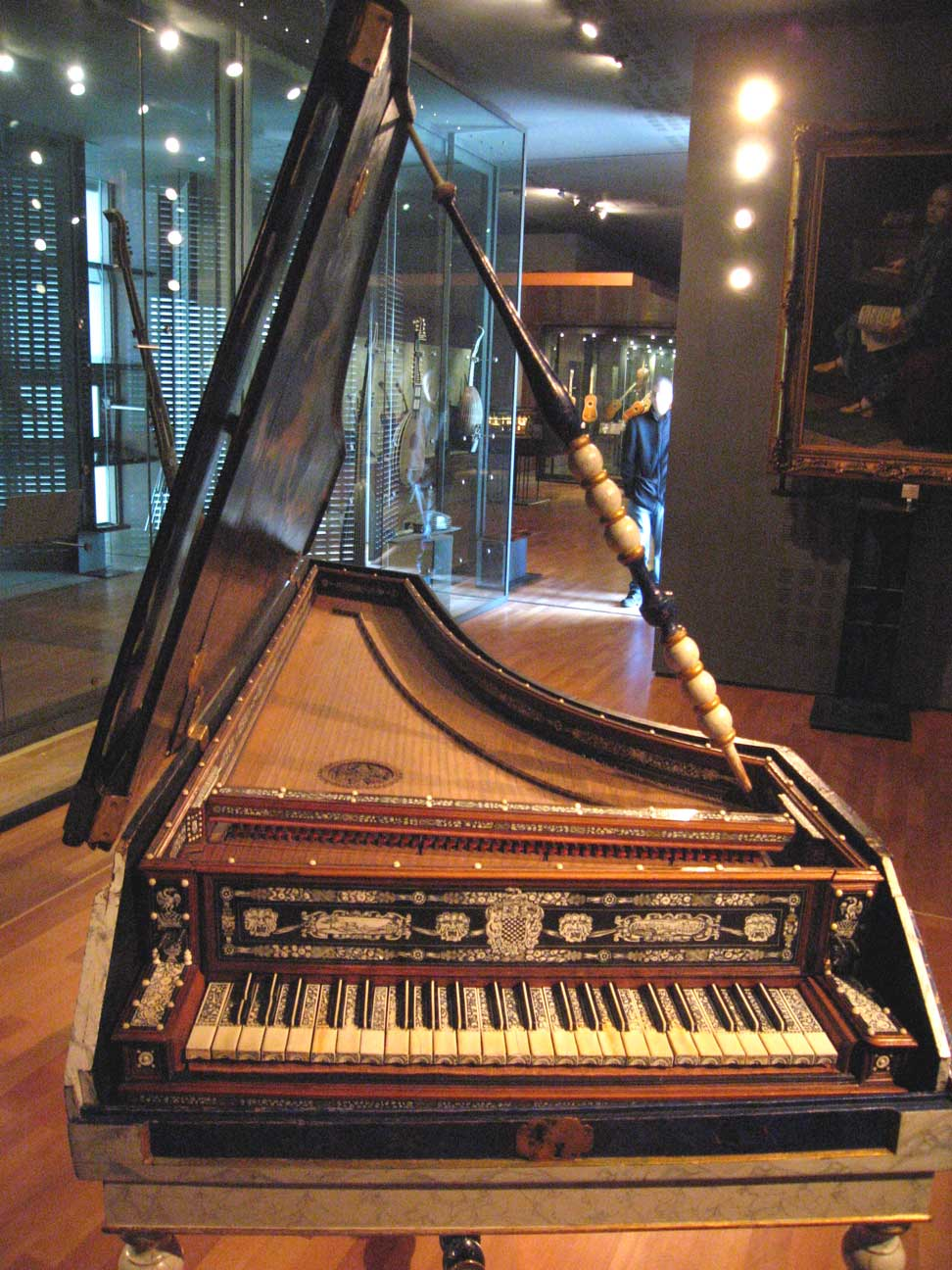
Klavecimbel door Pietro Faby (1677)
Paris, Musée de la Musique

Onder de vele namen van klavecimbelbouwers, springen er enkele meer bekende naar voor.
Van Giovanni Battista Boni (actief in Rome van 1619 tot 1641) was zijn werk bekend voor de familie Barberini, waartoe paus Urbanus VIII en zijn neven die kardinaal waren toebehoorden. Girolamo Zenti (ca.1609-1666) was waarschijnlijk de meest bekende bouwer, die veel reisde en na diens dood Boni verving bij de Barberinis. In Viterbe geboren, vestigde Zenti zich eerst in Rome, in 1653 trok hij naar Stockholm, in 1660 was hij weer in Rome, in 1662 in Parijs, in 1664 in Londen en weer in Parijs in 1666, waar hij overleed. Wellicht werkte hij ook in Florence voor de Groothertog van Toscane Ferdinand III. Geen enkele van de door hem in Stockholm, Londen of Parijs gebouwde instrumenten is tot ons gekomen. Hij is vooral bekend door een gebogen spinet, het eerste van zijn soort, dat een groot succes kende in Frankrijk, Duitsland en vooral Engeland.
Michele Todini (1625 – na 1681) maakte een klavecimbel met een ongewone versiering, thans tentoongesteld in het Metropolitan Museum, New York. Helemaal verguld, is de gebogen zijwand versierd met een bas-reliëf dat een scène uit de Griekse mythologie verbeeldt; het pootgedeelte bestaat uit vergulde beelden die uit de zee lijken op te stijgen.
Giuseppe Mondini (1631-1718), priester en klavecimbelbouwer was in relatie met de Medicis en met kardinaal Ottoboni. Het is mogelijk dat hij het plooibare klavecimbel uitvond.
Honofrio Guarracino (1628 – na 1698) was de voornaamste vertegenwoordiger van de Napolitaanse school, die verschillend werkte van de bouwers in Noord-Italië, vooral wat betreft de rechthoekige virginalen, waarbij de balk met snaarstiften op de achterkant van de dokjes werd opgesteld en niet lateraal.
Pietro Faby (1639 – ca. 1703) zou in Frankrijk gewerkt hebben. Hij liet in Parijs een klavecimbel na die beantwoordde aan de traditionele Italiaanse opstelling, maar die wat algemeen uitzicht en decoratie betreft, sterk afweek van de Italiaanse praktijk. Het instrument is nu bezit van het Musée de la musique.

### Zuidelijke Nederlanden
De geschiedenis van de klavecimbelbouw in de Zuidelijke Nederlanden tijdens de 17e eeuw valt praktisch samen met de geschiedenis van de dynastie Ruckers en Couchet, van wie circa 100 instrumenten bewaard zijn gebleven. Er zijn er over dezelfde periode maar vijf bewaard die door anderen gesigneerd zijn (Hans Moermans de Jonge, Simon Hagaerts, Gommar van Eversbroeck en Joris Britsen).
De Ruckers produceerden als het ware 'in serie' en de kwaliteit van hun instrumenten drong zich weldra op als model voor de andere centra in het noorden van Europa. De grootste van hun klavecimbels bouwden ze met een tweede klavier, hetgeen een grote ontwikkeling zou kennen tijdens de 18e eeuw.
Hans Ruckers had elf kinderen. Twee van zijn zoons namen de zaak over bij zijn dood in 1598: Ioannes (1578-1642) en Andreas I (1579 – ca. 1652). Nadat hun moeder in 1604 overleden was, gingen de twee broers in 1608 uit elkaar en stichtte Andreas zijn eigen bedrijf.
In de volgende generatie waren er Andreas II Ruckers, zoon van Andreas I (1607 – ca.1654) en Ioannes Couchet (1615-1655), kleinzoon van Hans door zijn moeder Catherina. Couchet ging in de leer bij zijn oom Ioannes en volgde hem op. Hij had vier zonen die klavecimbelbouwer werden: Joannes II (geboren in 1644), Petrus Ioannes (geboren in 1648), Ioseph Ioannes (1652-1706) en Abraham Ioannes (geboren in 1655).
Gedurende de ganse 17e eeuw monopoliseerde deze familie de klavecimbelbouw in Antwerpen. Grant O'Brien heeft berekend dat de twee ateliers jaarlijks elk 35 à 40 instrumenten produceerden en de volledige productie over 45 jaar tussen de 3000 en de 3600 exemplaren moest liggen. Dit was voor die tijd een ongeëvenaarde hoeveelheid die pas anderhalve eeuw later werd benaderd door Jacob Kirkman. De door hen gesigneerde klavecimbels, werden door de eigenaars zorgvuldig bewaard, wat uitlegt waarom er nog zoveel zijn overgebleven, ondanks de verbouwingen en veranderingen.
Men mag aannemen dat deze ateliers heel wat geschoold personeel in dienst hadden, terwijl de Ruckers vooral voor de omkadering zorgden en voor de controle van de instrumenten alvorens ze te leveren. Sommige onderdelen, meer bepaald de dokjes, werden in onderaanneming door andere vaklui uitgevoerd.

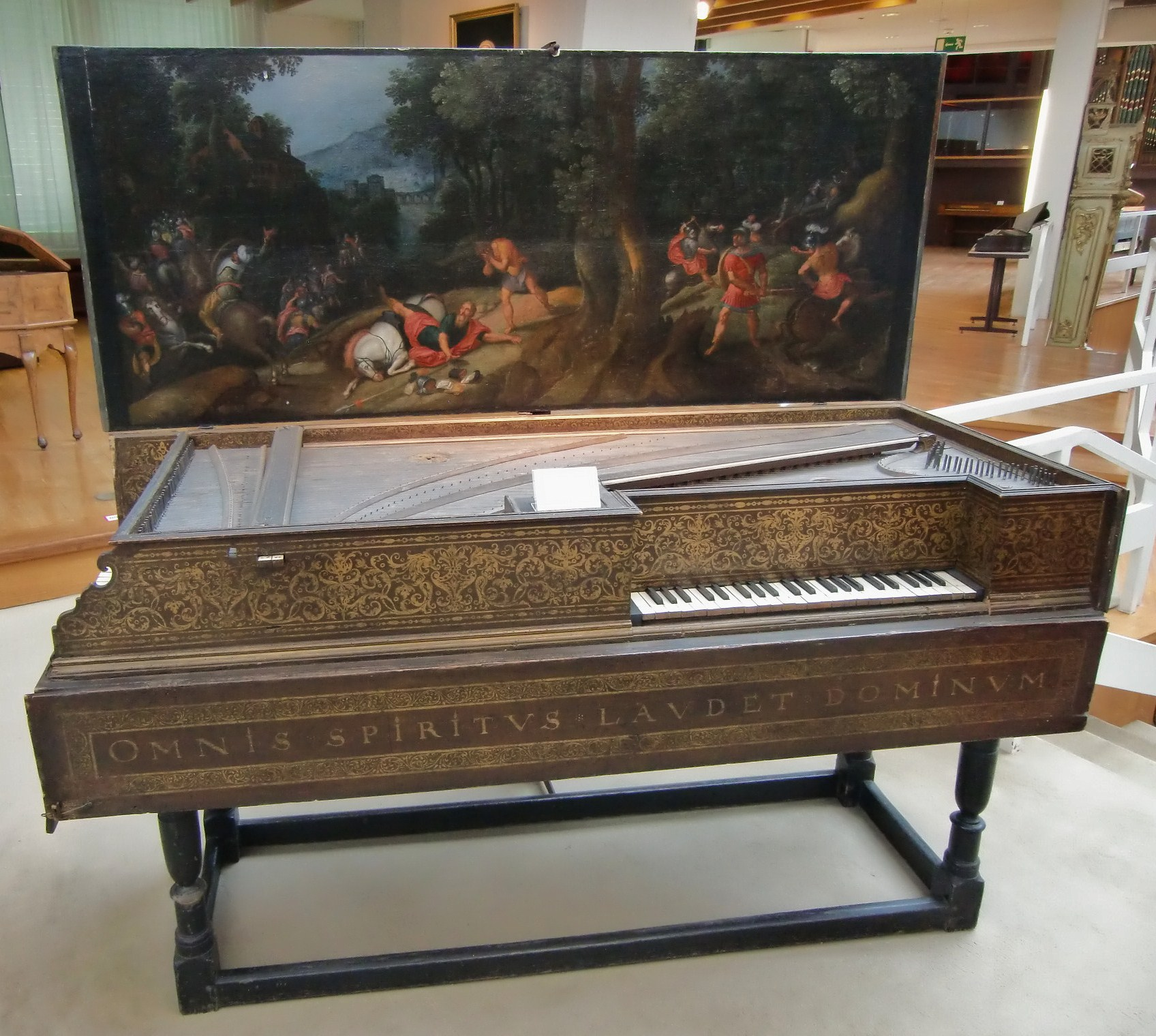
Combiné Clavecin/Virginaal door Ioannes Ruckers
Berlijn, Musikinstrumentenmuseum

De dynastie Ruckers/Couchet slaagde erin een bepaald type van klavecimbel op te leggen, zeer verschillend van de Italiaanse exemplaren zowel in conceptie als in sonoriteit. Ze produceerden een gevarieerd gamma van instrumenten van uiteenlopende grootte: virginalen, klavecimbels met één of twee klavieren, dubbel-instrumenten met klavecimbel en virginaal binnen eenzelfde kast.
De virginalen kwamen voor in zes verschillende lengteformaten, respectievelijk 6, 5, 4½, 4, 3 en 2½ voet. Bij de langste kon het klavier zich links, rechts (muselaar) of in het midden bevinden. Het knijppunt was van het zadel verwijderd, hetgeen een herkenbare volle en diepe sonoriteit gaf. Er werden ook soms negen modellen aangeboden: zes van het type virginaal-spinet, drie van het type virginaal-muselaar. Van al die types zijn er exemplaren bewaard (behalve van het virginaal-spinet van 5 voet).
Het gewone klavecimbel met één klavier was 6 voet of circa 180 cm lang. De breedte was ongeveer 71 cm, met een muzikale reikwijdte 'do'/'mi' tot 'do' (korte octaaf) en een dispositie 1 × 8' + 1 × 4'. Een minder vaak voorkomende variant, volgens Grant O'Brien waarschijnlijk voor de Engelse markt bestemd, had een volledig chromatisch klavier.
De dubbelklavecimbels waren groter (lengte 224 cm, breedte 79 cm), maar met dezelfde toonreikwijdte. De klavieren waren niet op een rij gezet maar transponerend, verschoven met een kwart; het bovenklavier had een reikwijdte 'do'/'mi' tot 'do' (45 noten, korte octaaf); het benedenklavier had een reikwijdte van 'do'/'mi' tot 'fa'(50 noten, korte octaaf). De klavieren betokkelden dezelfde snaren en waren dus niet bestemd om tegelijk bespeeld te worden of gekoppeld te worden; er waren vier stellen dokjes, afzonderlijke stellen voor ieder klavier. De dubbelklavecimbels konden ook chromatische klavieren hebben die 5 cm breder waren.

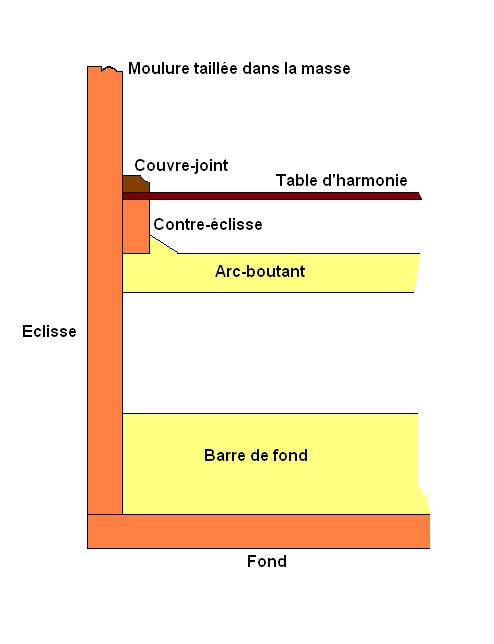
Structuur van de kast van een Vlaams klavecimbel

Het Vlaamse klavecimbel was zeer verschillend van het Italiaanse. De wanden, altijd in lindenhout, waren dikker (14 à 16 mm) en de bodem werd als laatste aangebracht, waarschijnlijk zelfs na het aanbrengen van de harmonietafel, op een kast die al was opgebouwd door de assemblage van de balk met snaarstiften, van de zijwanden en van de inwendige versterkers: de basisbalken en de steunbogen. De afsluiting bestond uit een grote diagonaal geplaatste balk, als afbakening voor het klankgat en vier kleine balken loodrecht op de rug en zich langs weerszijden van het klankgat bevindende. Tussen twee grondbalken was er een kleine lade aangebracht, bestemd voor het bergen van klein materiaal voor de onderhoud. De kast was tamelijk compact, met een gebogen en holle zijwand. Het deksel bestond uit twee delen, die afzonderlijk konden geopend worden.
De snaren waren 35–36 cm lang, met een diameter die vergrootte voor de bassen. Ze waren in ijzer voor de scherpe tonen en in brons of koper voor de zware tonen. De registers staken uit naar buiten, zodat men ze kon maneuvreren of zelfs uitnemen.

De 17e eeuw is de eeuw van de Ruckers klavecimbels
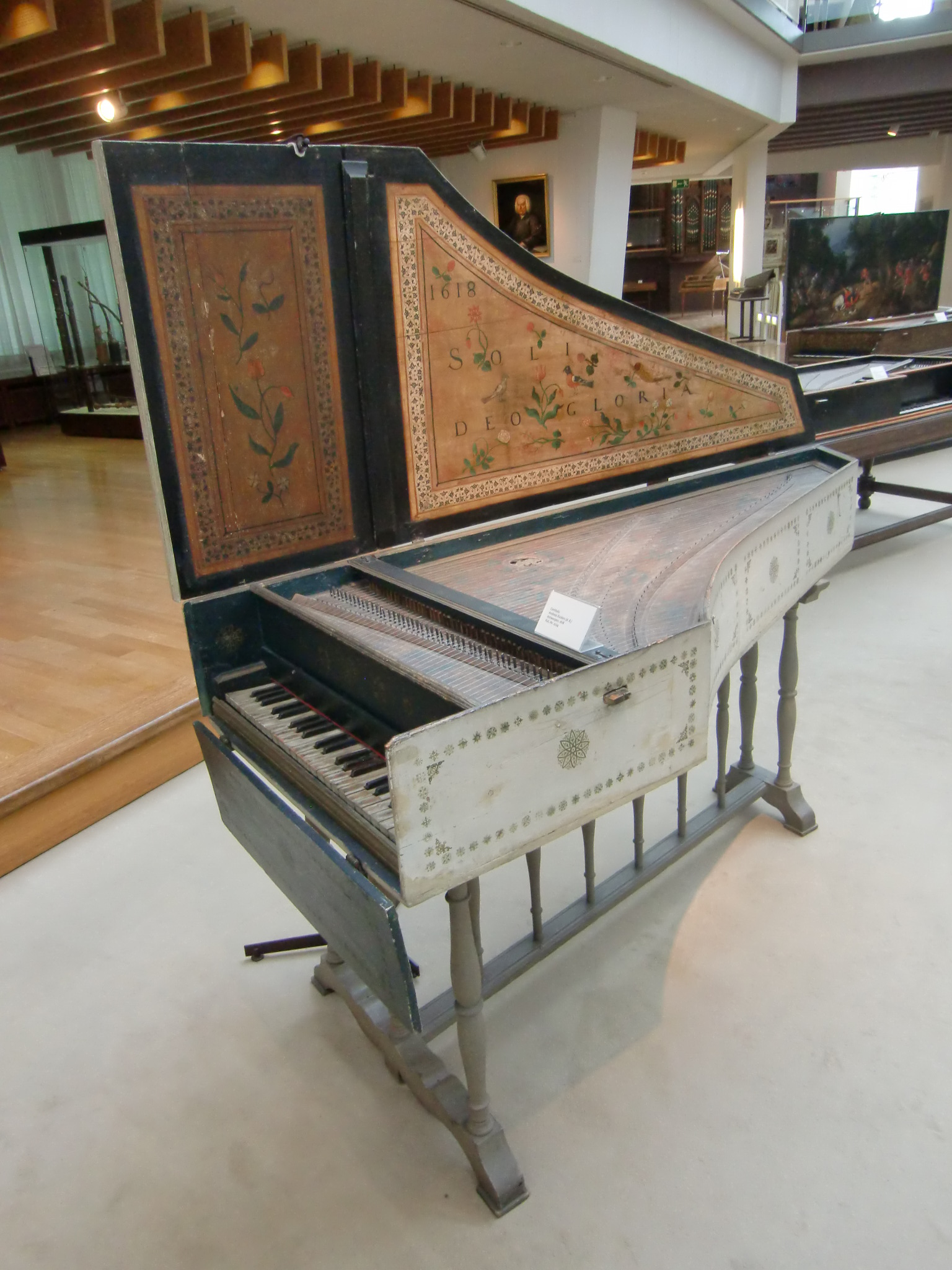
Andreas Ruckers 1618 Berlin, Musikinstrumentenmuseum
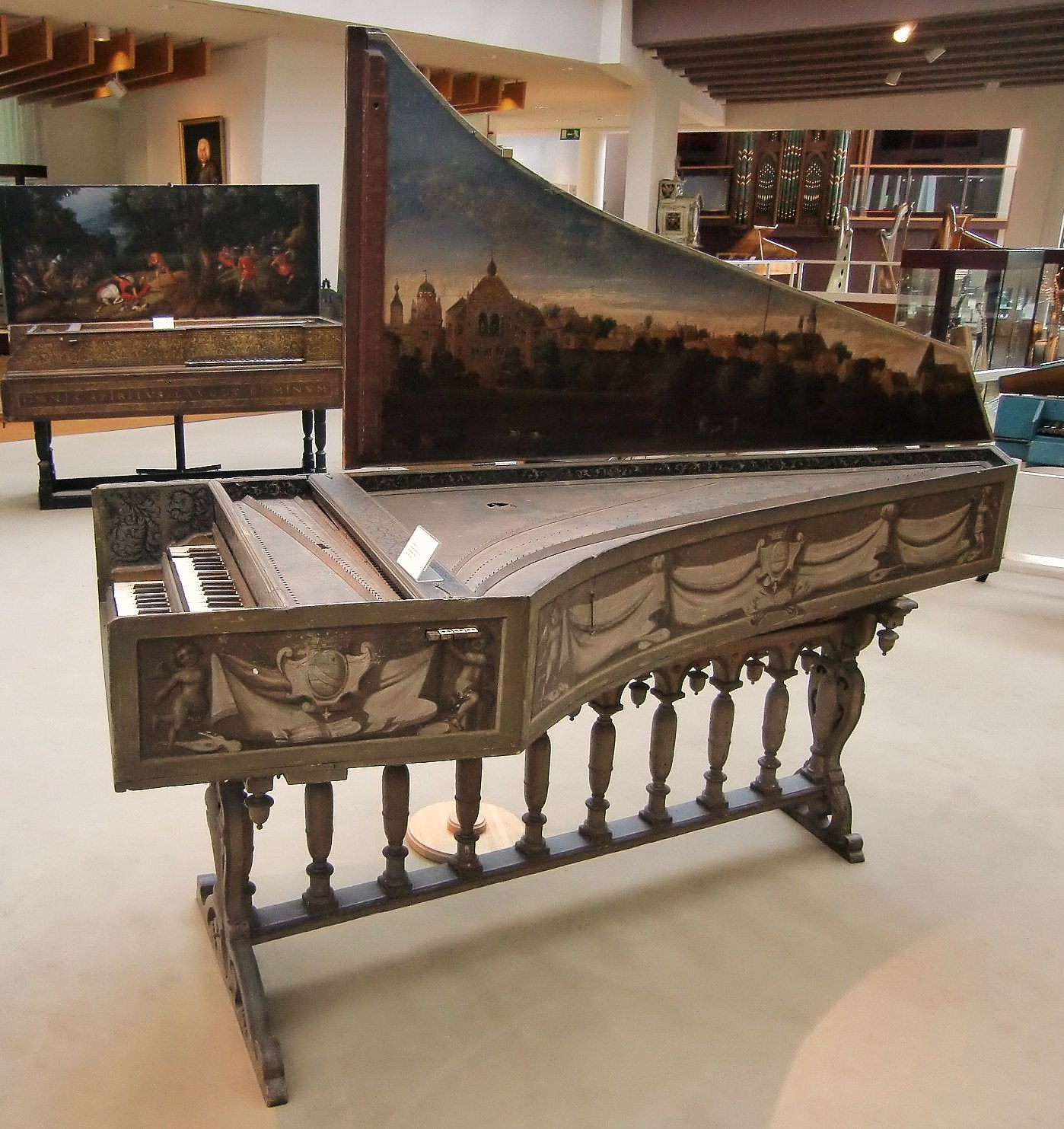
Andreas Ruckers 1620 Berlin, Musikinstrumentenmuseum
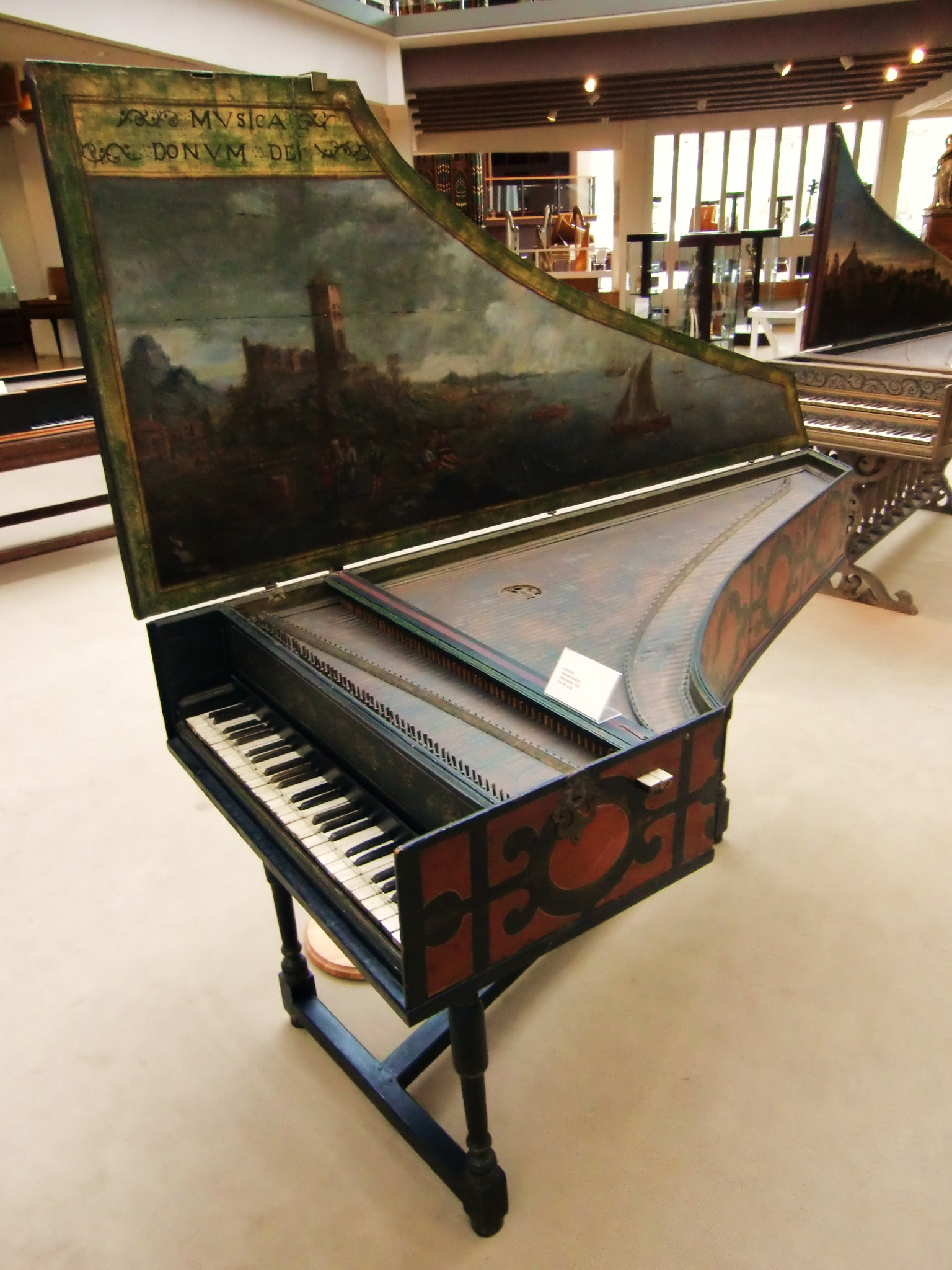
Ioannes Ruckers 1627 Berlin, Musikinstrumentenmuseum
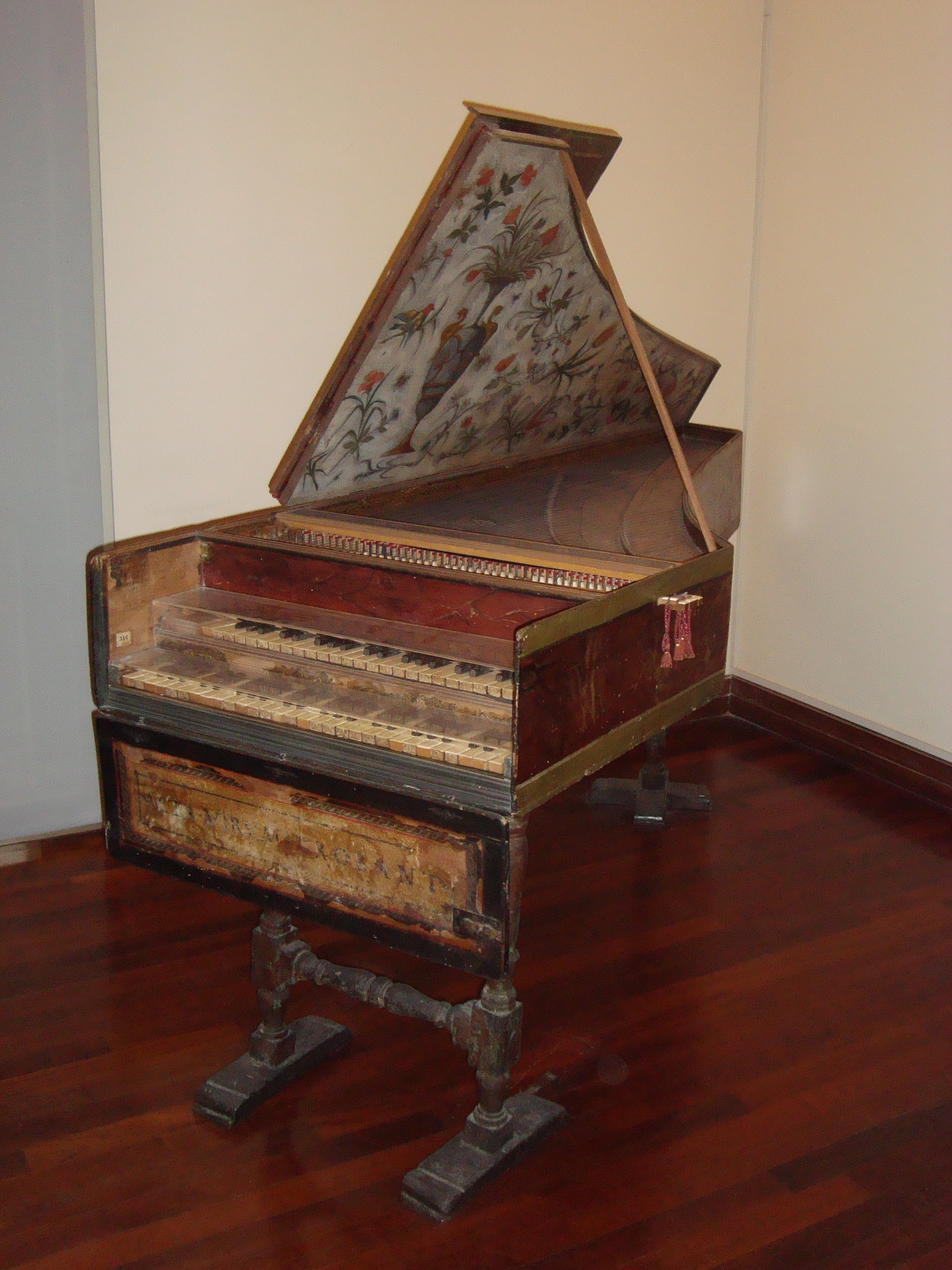
Ioannes Ruckers 1637 Rome, Nationaal muziekinstrumentenmuseum

De originele Vlaamse versiering – later vaak overschilderd – is zeer herkenbaar. Men kent ze dankzij de enkele bewaarde originele exemplaren, maar ook wegens de vele schilderijen met genrescènes, waarop werd aangetoond hoe virginalen, muselaars en klavecimbels in de meeste interieurs van de welgestelde burgers aanwezig waren.

Het klavecimbel zoals het aanwezig is in veel Vlaamse genrescènes
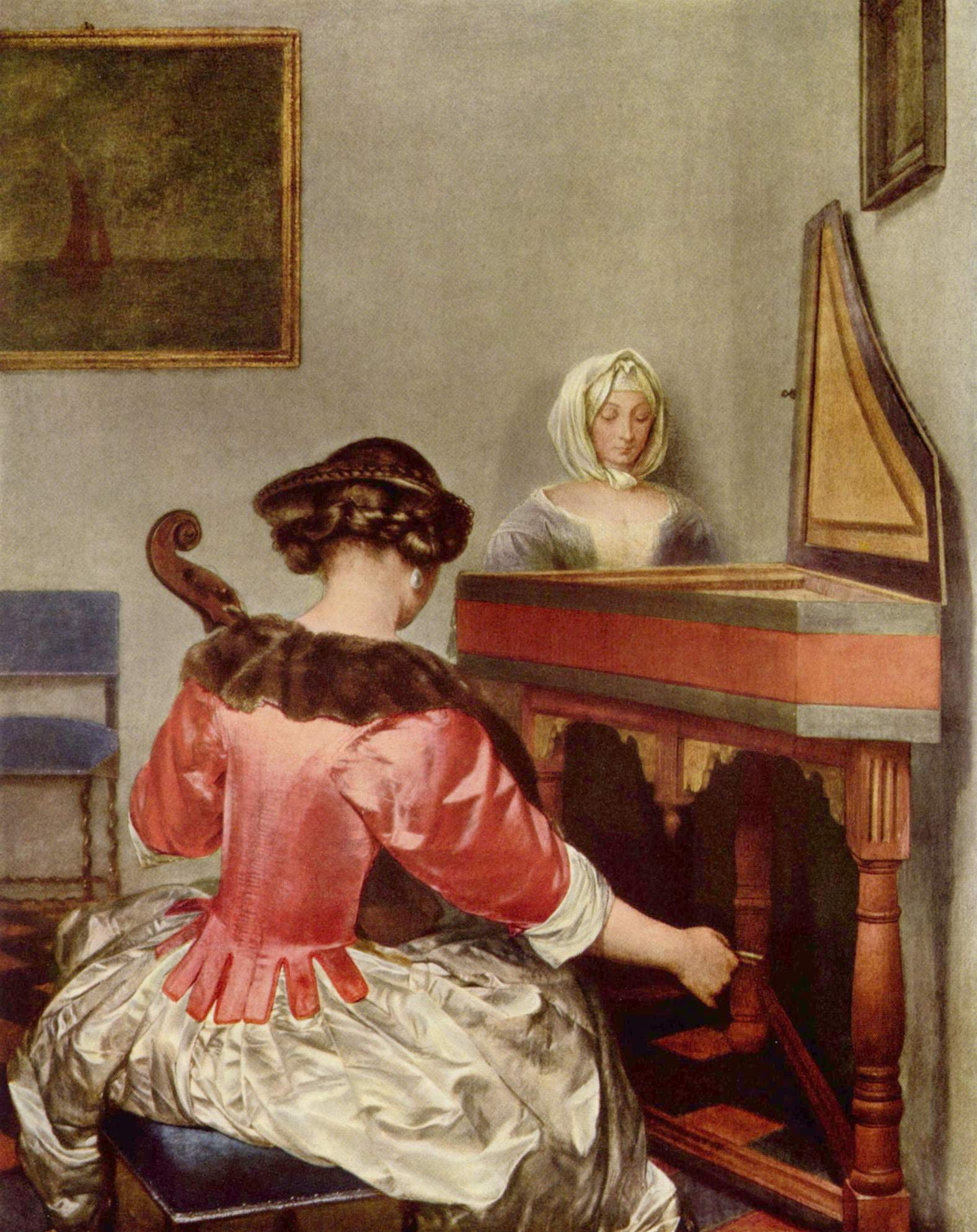
Gerard ter Borch Het concert, 1675 Berlijn, Gemälde Galerie
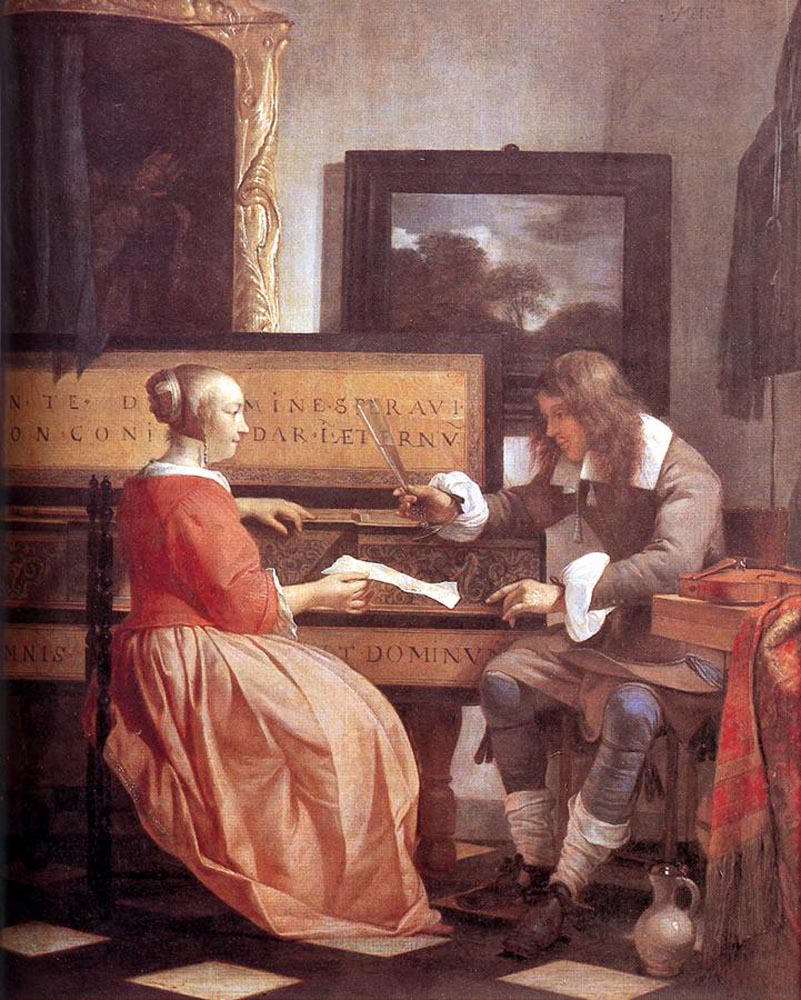
Gabriël Metsu Man en vrouw voor het virginaal, circa 1659 Londen, National Gallery
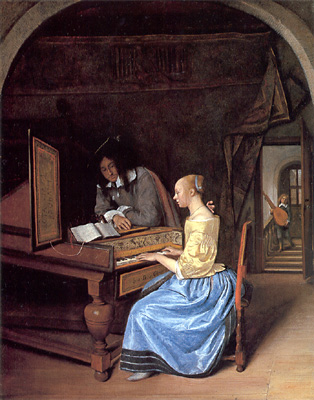
Jan Steen « Acta virum probant », 1659 Londen, National Gallery
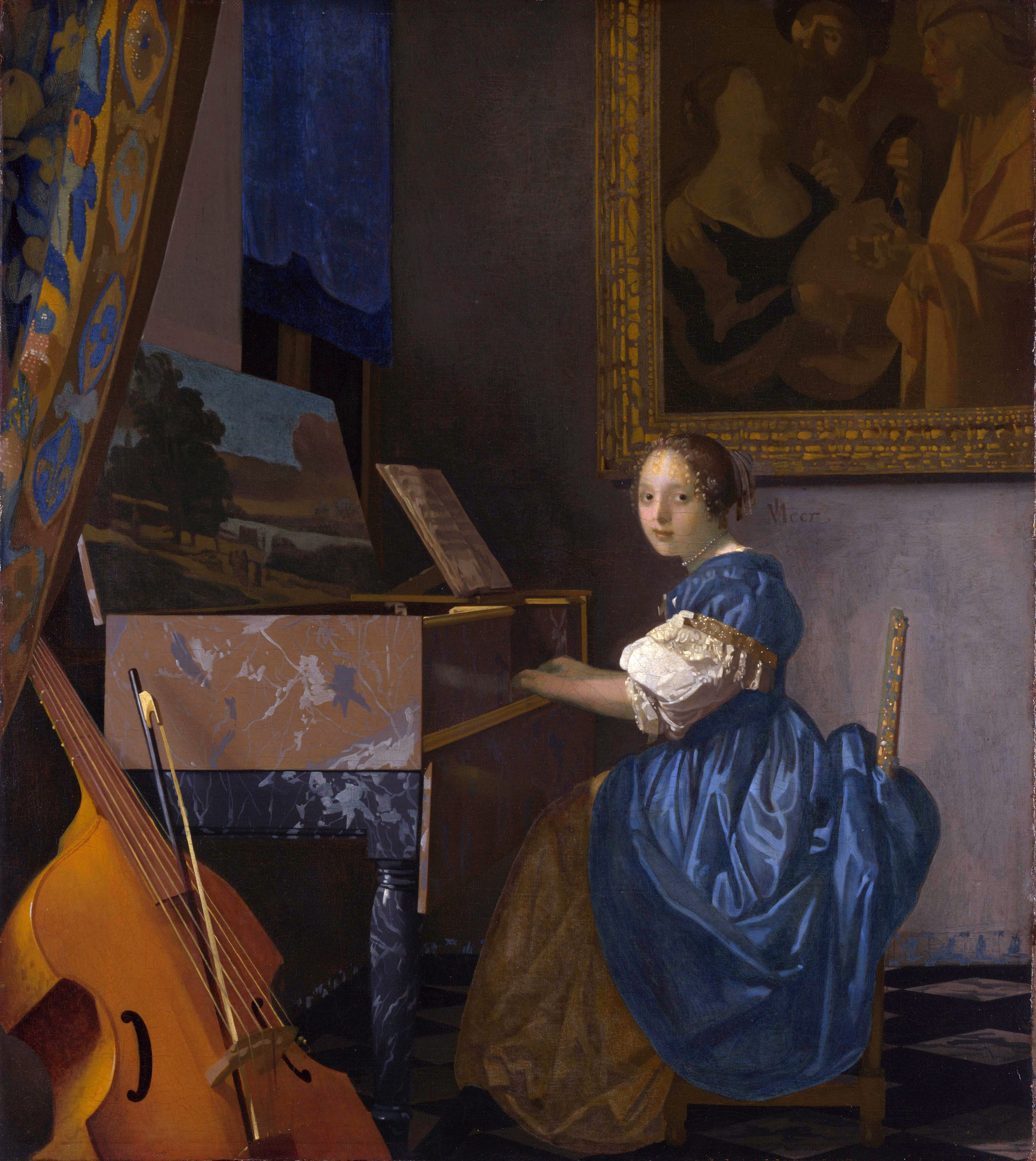
Johannes Vermeer Jonge vrouw aan het virginaal, 1672 Londres, National Gallery

De harmonietafel werd beschilderd met blauwe arabesken en in het midden met een bloemendecor, soms ook met toevoeging van vogels, insecten, fruit, groenten enz.

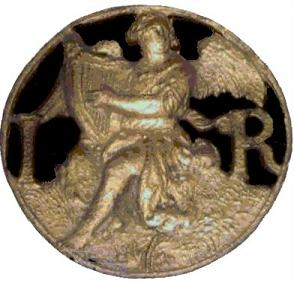
Medaillon Ioannes Ruckers

Geplaatst midden een bloemendecor, was de rozet of medaillon in verguld tin. Een musicerende engel was er op afgebeeld, als symbool van de Heilige Lucas, met links en rechts de initialen van de bouwer: HR (Hans), ir. (Ioannes), AR (Andreas). Ieder bouwer bracht een eigen dessin aan, Ioannes had er zelfs verschillende, naargelang het type instrument.
Het interieur van de klavierkast en de omgeving van de harmonietafel waren versierd met gedrukt papier (wit op zwarte achtergrond, of omgekeerd), met arabesken en vaak gestileerde dolfijnen. De binnenkant van het deksel werd vaak bekleed met papier dat hout nabootste. Er werd een Latijnse spreuk op geschilderd of voor nog luxueuzer instrumenten werd beroep gedaan op een meester-schilder die er een genrescène uit het dagelijks leven of uit de mythologie op schilderde.
De kast werden gemarbreerd geschilderd of in namaak siersmeedwerk, soms met medaillons in trompe-l’œil. Weinig klavecimbels hebben deze oorspronkelijke schildering bewaard, omdat de meeste in de loop van de jaren een meer geraffineerde decoratie kregen.
Het pootgedeelte bestond uit eiken balusters, verenigd als een schraag of een balustrade. Dit onderstel kon zeer hoog zijn en in dat geval speelde de klavecinist rechtstaande. De klavieren zelf waren gemaakt uit beukenhout of lindenhout.
De twee laatste leden van de familie Couchet, Abraham et Joseph, werden in 1666 opgenomen in de Sint-Lucasgilde. Ze konden niet dezelfde reputatie verwerven als hun voorgangers. Stilaan verminderde de internationale uitstraling en was er nog hoofdzakelijk de lokale markt. De Franse bouwers namen de fakkel over.
In de 17e eeuw waren ook Cornelis Hagaerts (eind 16e eeuw – 17 juni 1642) en zijn oudste zoon Simon Hagaerts (circa 1613 -1664) actief. Beiden zijn opgenomen in het Sint Lucasgilde (respectievelijk 1627 en circa 1642); er zijn een viertal virginalen van hun bewaard gebleven.

### Internationale stijl
Om een verklaring te kunnen geven aan sommige structurele gelijkenissen tussen 17e-eeuwse instrumenten die gebouwd werden in Frankrijk, Engeland en Duitsland hebben sommige deskundigen de theorie ontwikkeld dat er aanvankelijk een internationale stijl bestond, waarvan het klavecimbel van Müller (1537) een voorbeeld was.
De Italiaanse en de Vlaamse types zouden elk in een tegengestelde richting varianten van deze basisinstrumenten geweest zijn. Het internationale type zou in essentie gekenmerkt zijn geweest door volgende elementen:
- wanden met een gemiddelde dikte, tussen de zeer dunne wanden van de Italianen en de veel steviger Vlaamse wanden
- de snaren waren eveneens tussenliggend tussen de Italiaanse (kort, in brons, 28 cm) en de Vlaamse (lang, in ijzer, 36 cm).

De internationale stijl zou dus niet een gemiddelde geweest zijn die gebaseerd was op de twee dominerende types, maar zou een vroeger type geweest zijn, waarvan de Italiaanse en de Vlaamse slechts een opvolging zouden zijn, die evolueerden in uiteenlopende zin.

### Frankrijk

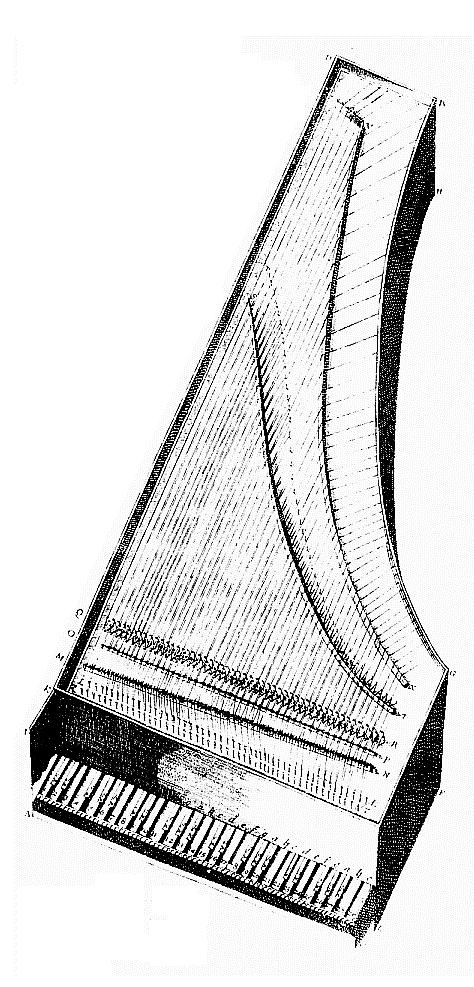
Gravure van een klavecimbel, in: Harmonie universelle van Marin Mersenne (1636)

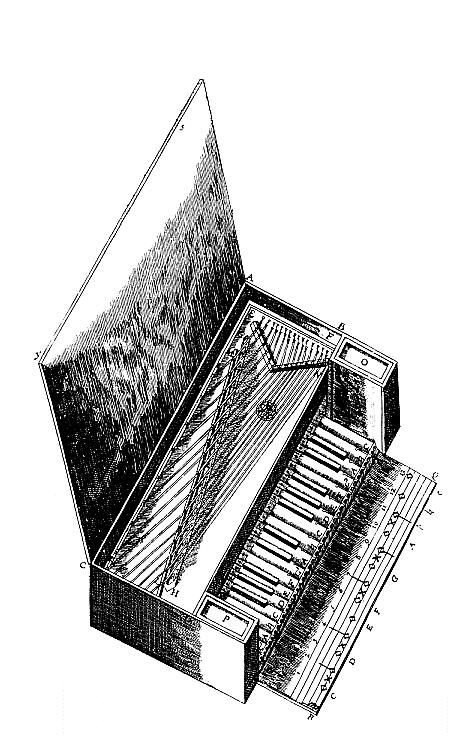
Gravure van een virginaal, in: Harmonie universelle van Marin Mersenne (1636)

Parijs werd het belangrijkste centrum van klavecimbelbouw in Frankrijk. De bouwers waren er verenigd in een beroepsgilde, genaamd Communauté des maîtres faiseurs d'instruments de musique de la ville et faubourgs de Paris die door Hendrik IV van Frankrijk in 1599 werd erkend. De gilde bleef zich handhaven tot aan de Franse Revolutie. Als beschermer van de verworven rechten betekende de gilde ook dat een echte concurrentie moeilijk zo niet onmogelijk was. De werkplaatsen mochten, naast de bouwer zelf, slechts één gezel en één leerjongen tewerkstellen en iedereen moest dezelfde middelen en materialen aanwenden. Gevolg hieraan kon geen enkel atelier een dominante positie verwerven. Nochtans kon de koning ook eigen vaklui aanwerven, zelfs buitenlanders, die niet onderworpen waren aan de gilde. Onder de eerste dynastieën was er de familie Denis, terwijl andere bekende bouwers waren: Jacquet, Dufour, Dumont, Richard, Rastoin en Vaudry. Ook buiten Parijs waren enkele bouwers te vinden, meer bepaald in Lyon (Donzelague, Desruisseaux) en in Toulouse (Vincent Tibaut).
Er zijn maar weinig instrumenten uit die tijd tot ons gekomen. Wel bestaat er een essentieel document over de 17e-eeuwse Franse klavecimbelbouw, namelijk de Harmonie Universelle, contenant la théorie et la pratique de la musique van Marin Mersenne, een encyclopedisch werk uit 1636, waarin de volledige kennis van die tijd over het onderwerp werd bijeengebracht. Mersenne had raad en informatie ingewonnen bij talrijke deskundigen. Het Livre troisiesme des Instrumens a chordes is gewijd aan het klavecimbel en het klavichord (« manicordion »). Naast een zeer volledig theoretisch exposé bevatte het hoofdstuk talrijke gegevenstabellen en schema's en afbeeldingen van instrumenten. Meer bepaald over de klavecimbels ging het over:
- een virginaal met octaaf 2 en half (sol/si, met korte octaaf tot fa) met dunne wanden, plat deksel, ingebouwd klavier en een hoekige kam. Dit laatste is gemeenschappelijk met de ottavino van Ioannes Ruckers die bewaard wordt in het Musée de la Musique in Parijs,
- twee schema's die het detail weergeven van een virginaal, zowel in- als uitwendig,
- een groot klavecimbel met chromatisch klavier, 4 octaven van do tot do, dispositie 1 × 8' + 1 × 4'. Volgens Frank Hubbard is de vormgeving méér Vlaams dan Italiaans, ondanks de bijna rechte hoek en een schraag met achthoekige poten. Mersenne signaleerde het bestaan van instrumenten met twee en zelfs drie klavieren.

Zonder twijfel waren in het Frankrijk van de 17e eeuw de spinetten en virginalen talrijker dan de klavecimbels. Toch zijn maar één virginaal en tien spinetten tot ons gekomen, tegen enkele tientallen klavecimbels.

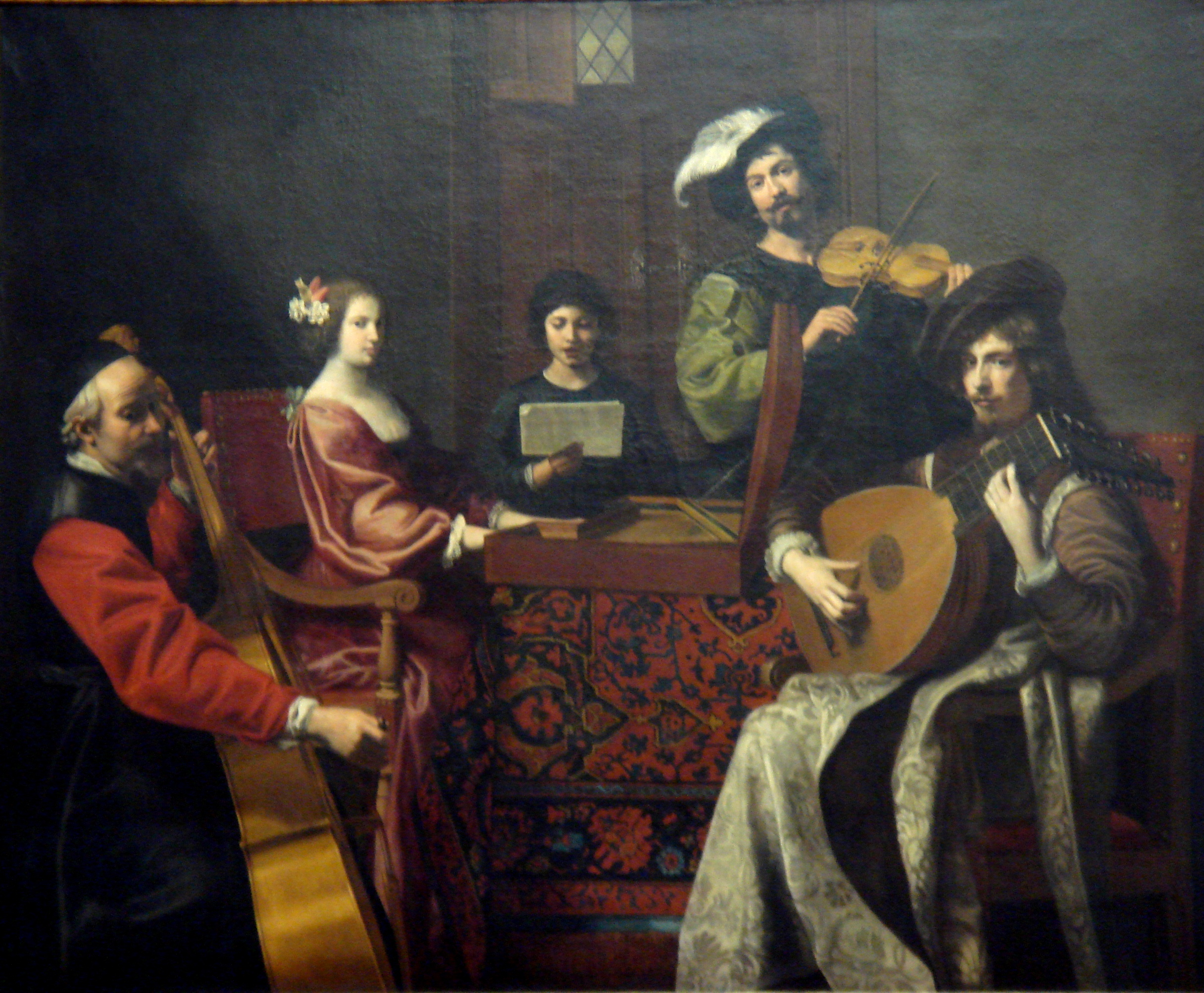
Nicolas Tournier, Le Concert, Parijs, Musée du Louvre

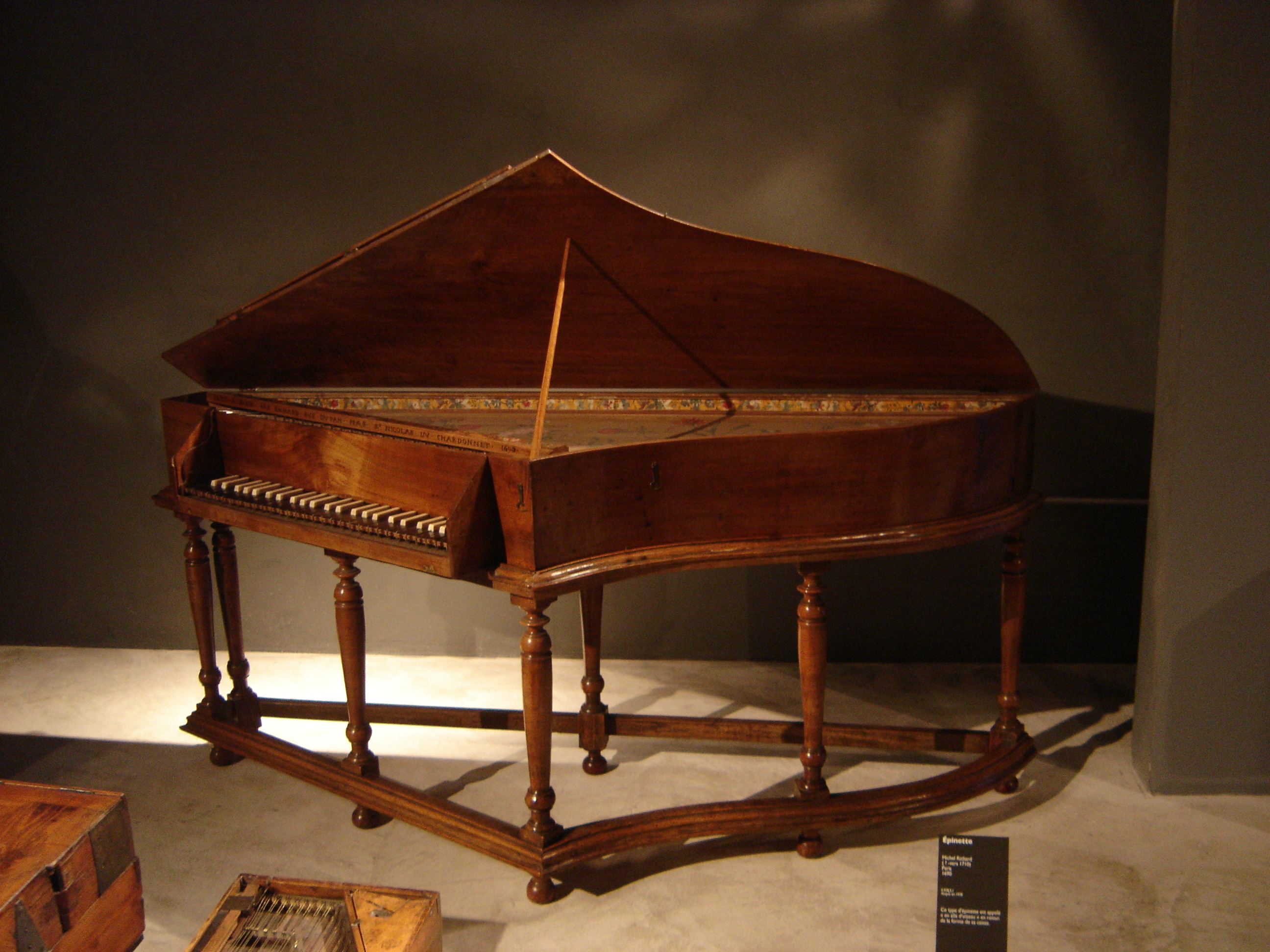
Spinet door Michel Richard (1680), Parijs, Musée de la Musique

Het Franse virginaal wijkt weinig af van de productie in andere landen en onder meer in Engeland. We kennen het, naast het werk van Mersenne, ook door iconografische documenten zoals het schilderij van Nicolas Tournier (Le Concert, rond 1630-1635) die er de rechthoekige vorm, het ingebouwde klavier en het gebold deksel van toont.
De gebogen spinetten zijn wellicht in Frankrijk binnengebracht door Girolamo Zenti, Italiaans bouwer die in Parijs werkte in de jaren 1660 en er stierf. Ze vertonen veel Italiaanse kenmerken, om te beginnen het vooruitstekend klavier en het onzichtbare monoblokregister. Het instrument van Michel Richard is er een goed voorbeeld van.

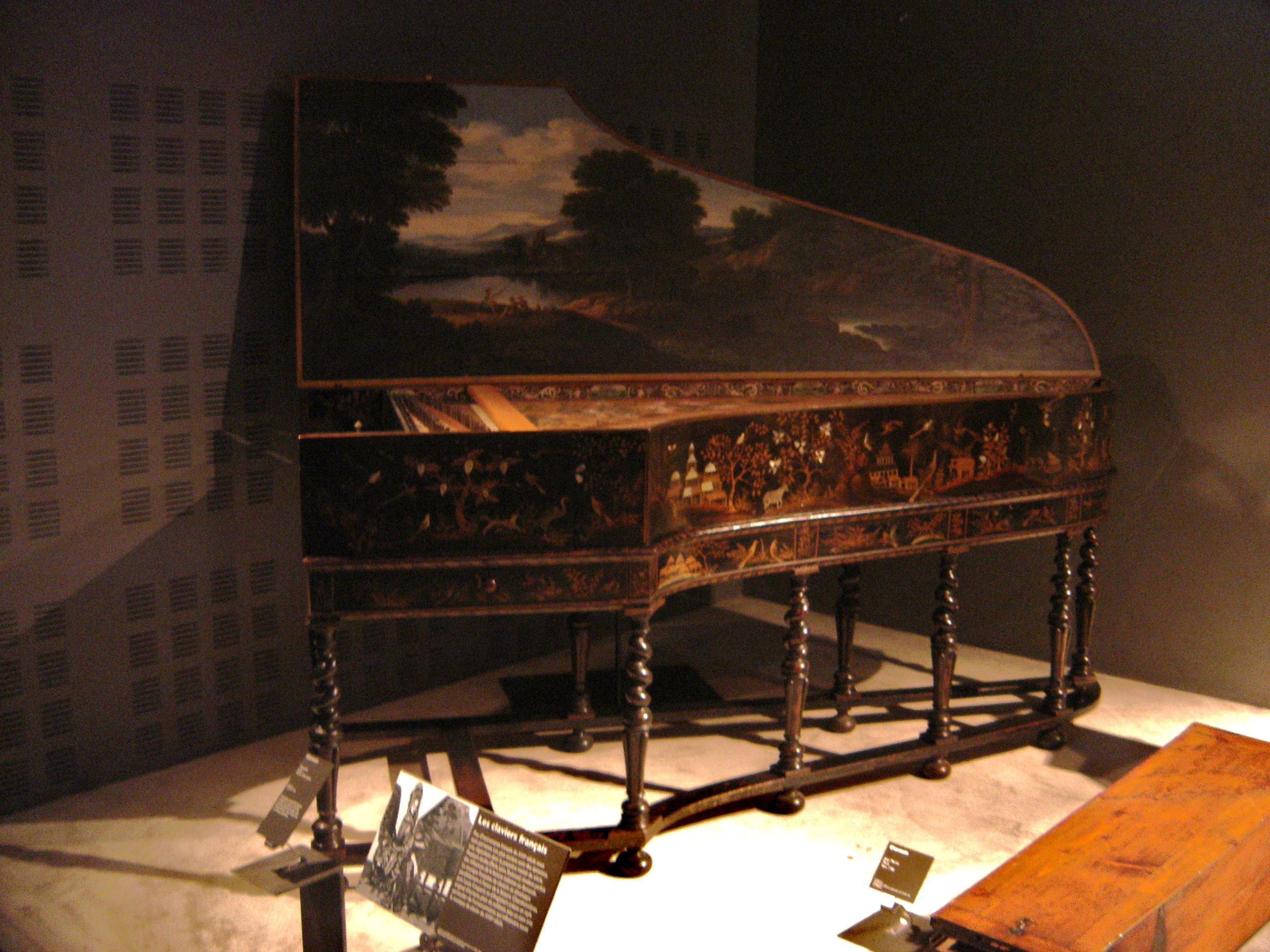
Anoniem klavecimbel, waarschijnlijk uit Lyon, Parijs, Musée de la Musique

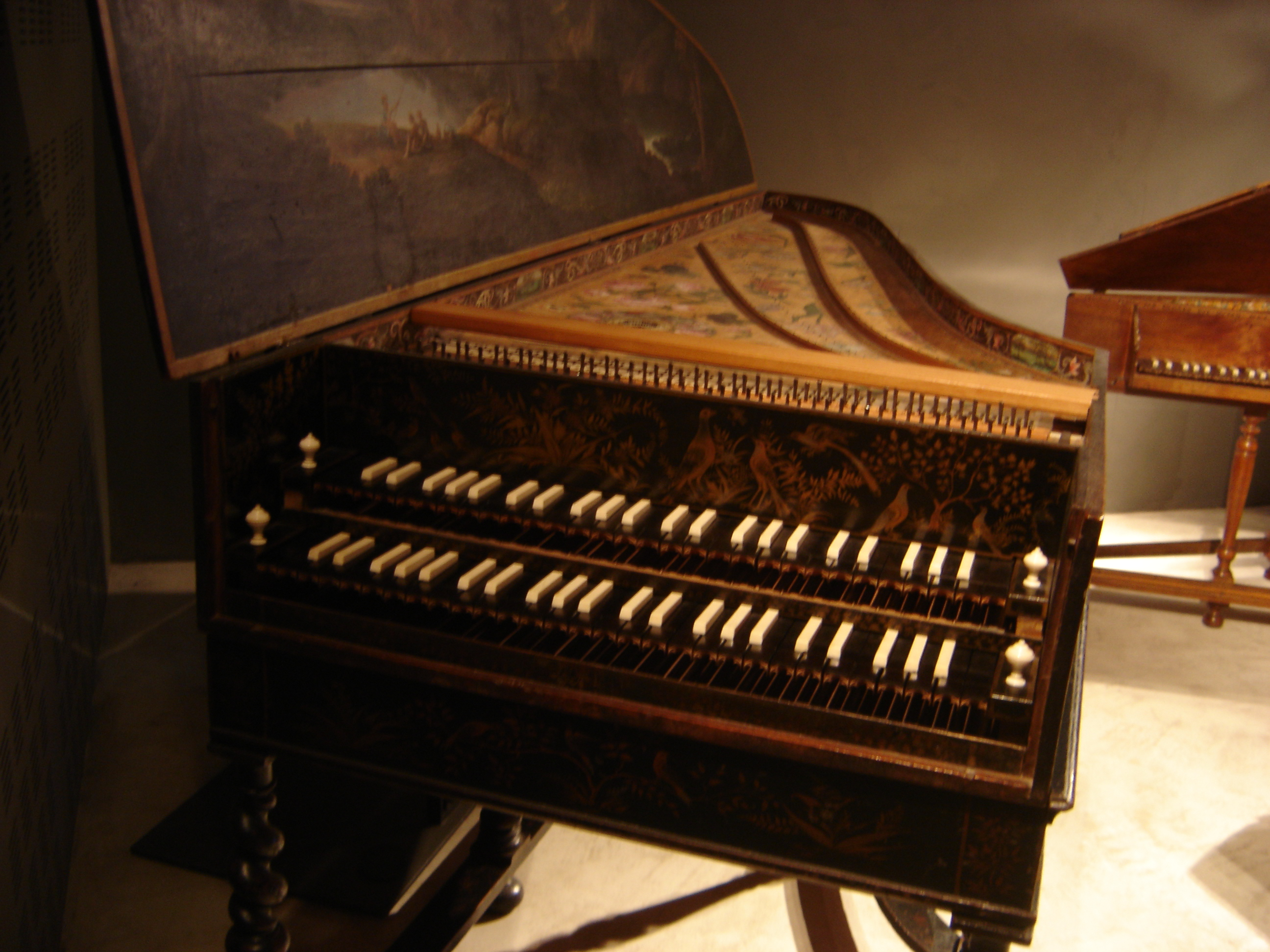
Vooraanzicht op hetzelfde anoniem klavecimbel uit Lyon

Wat de grote klavecimbels betreft, die beantwoordden maar vaag aan de gravure in de Harmonie Universelle. Meestal hadden ze twee klavieren en, niet zoals bij Ruckers, waren ze naast elkaar opgesteld en speelden ze met afzonderlijke snaren. De oudst bewaarde, gedateerd 1648, staat in het Musée de l'Hospice Saint-Roch in Issoudun. Hij is het werk van Jean Denis, die ook de auteur was van een in 1643 gepubliceerde Traité de l'accord de l'espinette.
Tot omstreeks 1680 was het Franse klavecimbel van het 'internationale' type, tussen het Vlaamse en het Italiaanse in. De kast van gemiddelde dikte was meestal in notelaar. Het hout werd in zijn natuurlijk uitzicht bewaard of zo niet met motieven in mozaïekwerk bewerkt. Uitzonderlijk werd het ook beschilderd. Soms, zoals in Italië, was er lijstwerk op aangebracht, eerder dan zoals in Antwerpen in het hout zelf te sculpteren. Ook de inwendige structuur en de module van de snaren waren verschillend van de Vlaamse. De top kon hoekig of afgerond zijn (zijwand gebogen in 'S'-vorm). De sleutels voor de akkoorden bleven zichtbaar voor de musicus. De harmonietafel was versierd, zoals in Antwerpen met gestileerde bloemenmotieven. Het pootgedeelte bestaande uit vijf tot acht gedraaide poten, werden verstevigd door dwarsbalken.
De klavieren (gewoonlijk waren het er twee) hadden meestal de reikwijdte sol/si, met de korte octaaf tot do. Vaak waren ze ingekaderd tussen twee uiterst rijk gesculpteerde blokken. De sequenzen waren met ebbenhout opgelegd en de 'feintes' waren in ivoor of massief goud. De voorkant van de toetsen was gesculpteerd. De Fransen zijn waarschijnlijk de uitvinders van de 'accouplement à tiroir', hoewel de auteur hiervan en het tijdstip niet gekend zijn.
Er zijn enkele instrumenten intact gebleven uit de periode van voor de 18e-eeuwse 'ravalement' van de Vlaamse klavecimbels die in die eeuw zouden overheersen. Onder hen, klavecimbels van Gilbert Desruisseaux (1678/1679, Musée de la Musique, Parijs), van Jean-Antoine Vaudry (1681, Victoria & Albert Museum, Londen) of van de Toulousain Vincent Tibaut (drie instrumenten gedateerd 1679, 1681 en 1691).

### Duitsland
Van 1614 tot 1619 verschenen in Wittenberg en Wolfenbüttel de drie volumes van het traktaat van de componist Michael Praetorius onder de titel Syntagma musicum.
Dit essentiële encyclopedisch werk dat alle aspecten van de muziek behandelde, bevatte in bijlage aan het tweede deel De Organographia, gravures die met preciesheid muziekinstrumenten uit die tijd weergaven. Er was een schaal bijgevoegd, zodat men precies hun afmetingen kon kennen en kan vergelijken met de zeldzame overgebleven exemplaren, zoals het anonieme virginaal uit Zuid-Duitsland, te dateren omstreeks 1600 en dat zeer gelijkend is aan de gravure van Praetorius.

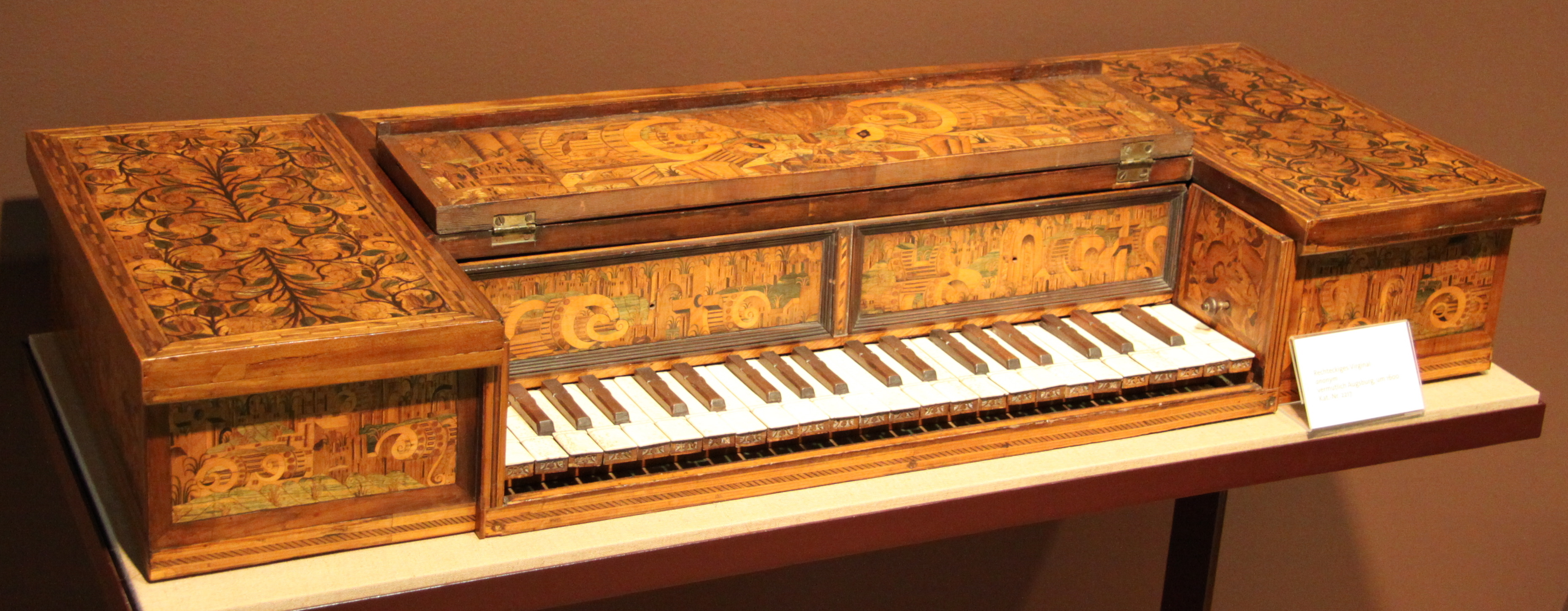
Anoniem virginaal ca. 1600, Berlijn, Musikinstrumenten Museum

In drie merkwaardige gravures worden de klavierinstrumenten voorgesteld: polygonaal spinet, virginaal, ottavino, clavicytherium, groot klavecimbel.

Gravures extraites de Syntagma musicum
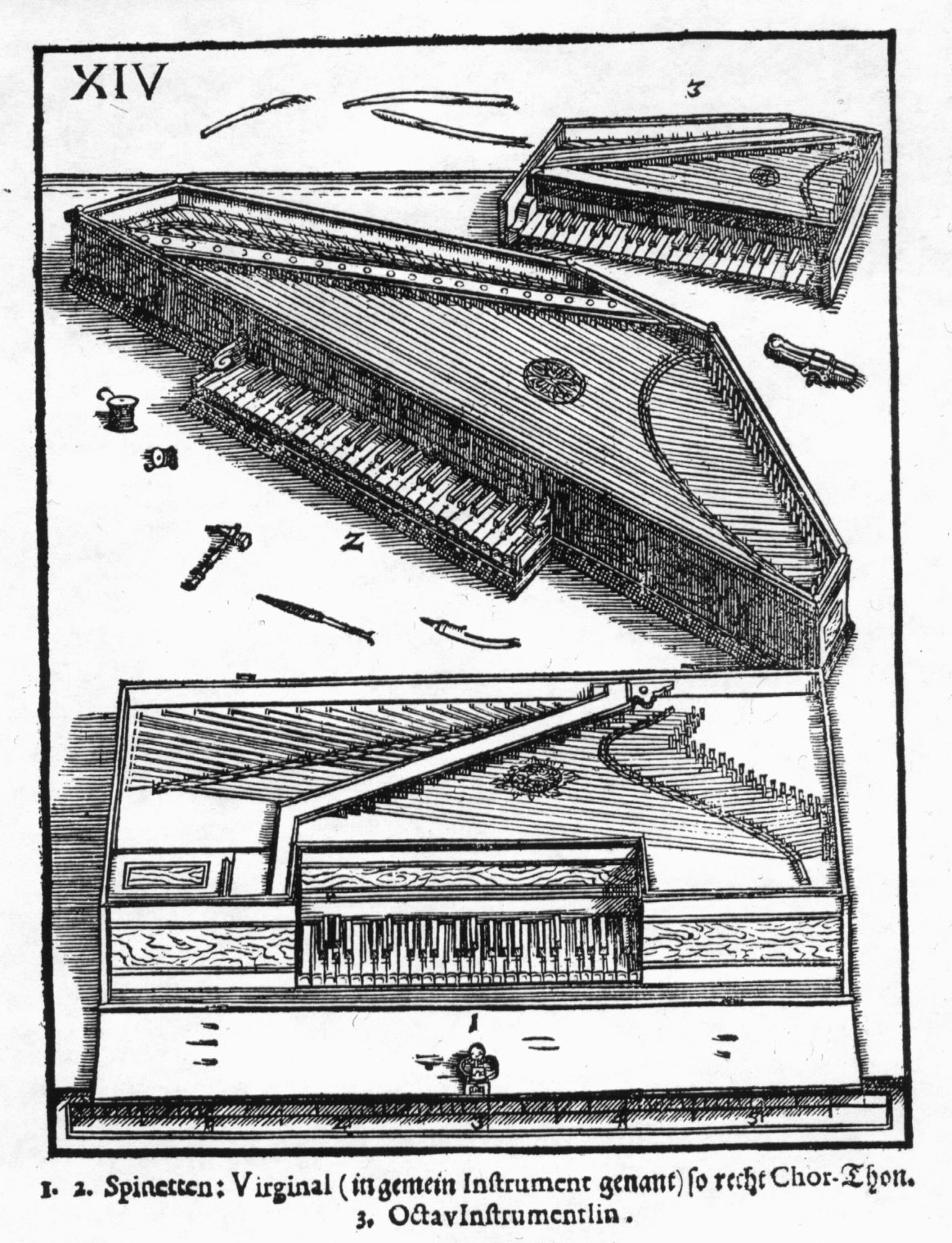
Van laag naar hoog: ottavino, polygonaal spinet, virginaal
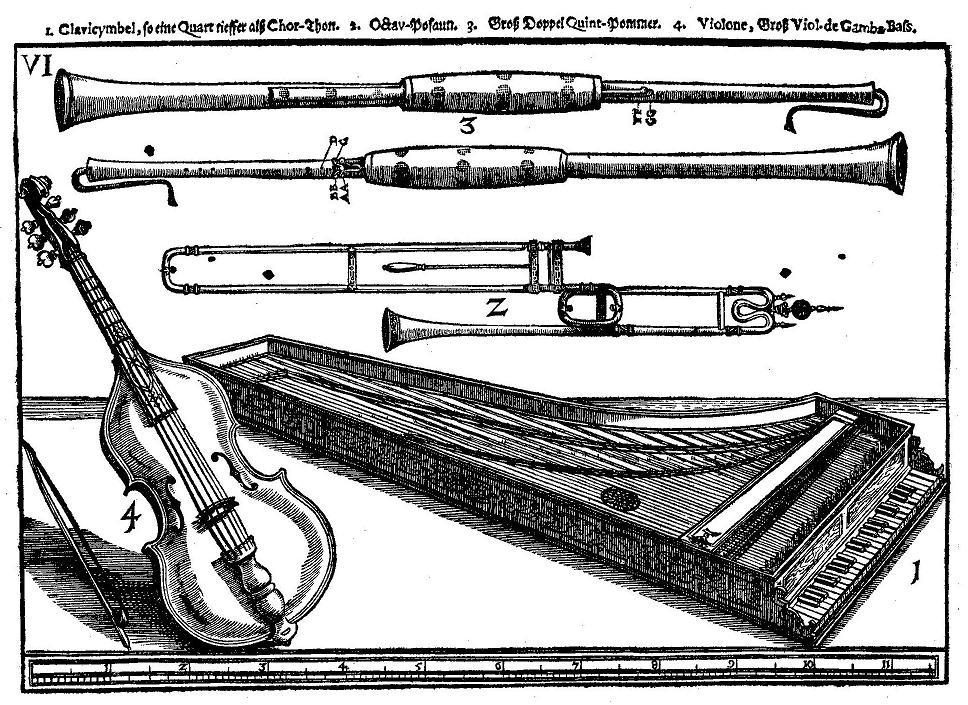
Groot klavecimbel, midden andere instrumenten
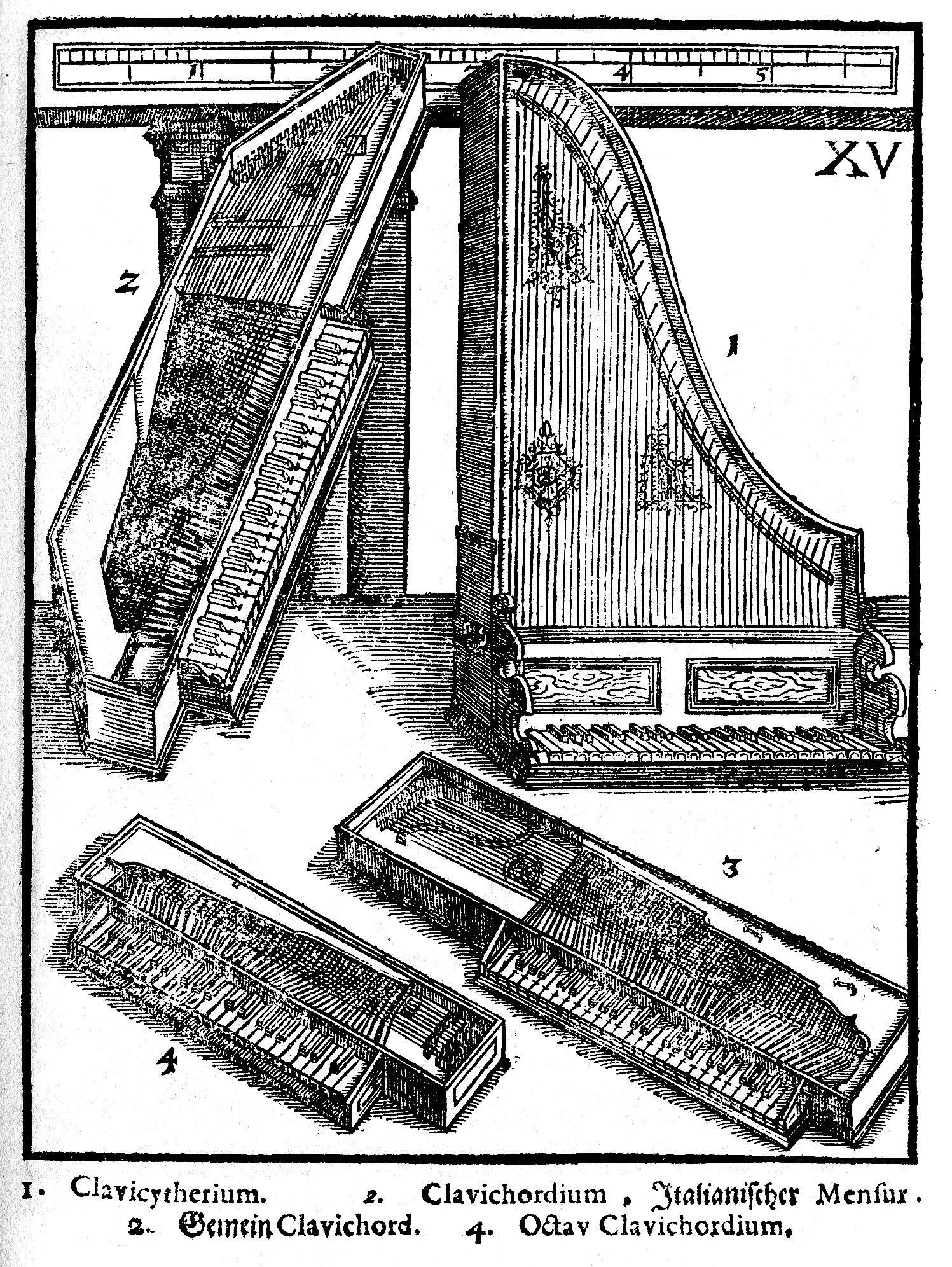
Een clavicytherium en drie klavichords

Door die gravures zijn we wat beter ingelicht over de Duitse productie, waarvan maar zeldzame exemplaren zijn bewaard gebleven. Ze volstaan echter niet om zich te wagen aan een beschrijving van de Duitse kenmerken, des te meer omdat de bewaarde 17e-eeuwse exemplaren vooral geïmporteerd lijken te zijn.
Toch kunnen een paar kenmerken onderkend worden:
- de structuur is vergelijkbaar met de Franse en met het 'internationaal model' (middeldikke wanden en zelfde type inwendige versterkingen);
- de Duitsers bouwden polygonale spinette op zijn Italiaans, maar vierkante virginalen, al of niet met ingebouwd of uitspringend klavier;
- de versiering bleef eerder simpel en concentreerde zich op de klavierkast; er waren hierop wel uitzonderingen, zoals het klavecimbel uit 1619 door Johann Mayer, met een luxueuze en elegante decoratie, of zoals het anonieme klavecimbel uit Budapest, het meest complexe instrument uit die tijd;
- meer dan elders in Europa probeerden de bouwers van grote klavecimbels de sonoriteit te variëren door de knijppunten verder van elkaar te verwijderen; de registers zijn dan niet meer parallel, maar distantiëren zich van elkaar, zoals zichtbaar is op het klavecimbel dat door Praetorius is weergegeven.

### Engeland

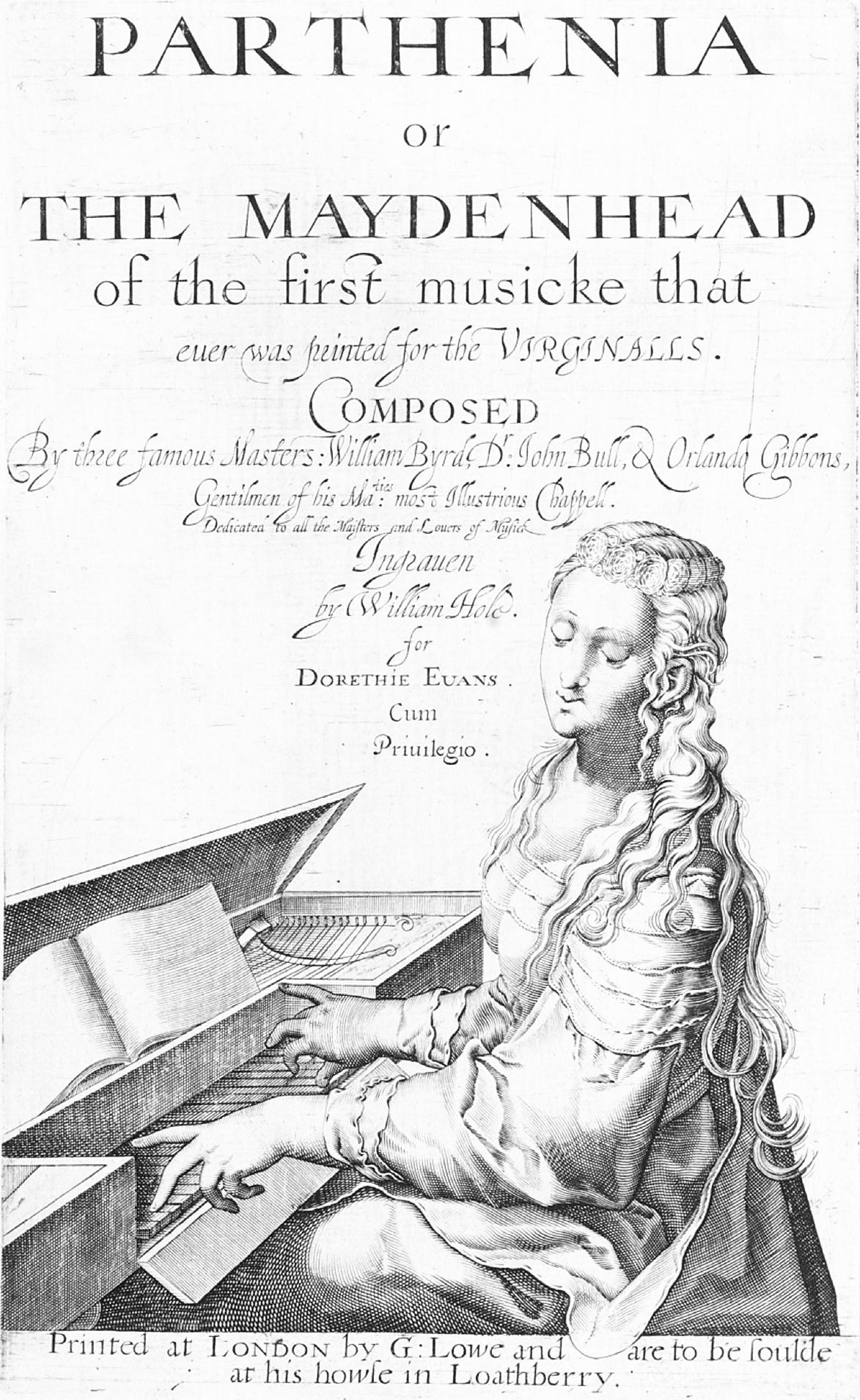
Het virginaal op de titelbladzijde van de bundel Parthenia (1612/1613) is ouder maar vertoont toch zeer veel gelijkenis met de nog bestaande Engelse exemplaren

Tot in de 17e eeuw werden in Engeland vele virginalen en spinetten ingevoerd uit Antwerpen of Italië. In de loop van de eeuw kwamen er Engelse bouwers bij, van wie er een 45-tal konden geïdentificeerd worden. Van nun productie zijn een twintigtal virginalen, een veertigtal gebogen spinetten(bentside spinet) en slechts drie of vier grote klavecimbels overgebleven, beperkt aantal dat wellicht zijn verklaring vindt in de grote brand van Londen in 1666 en in de onrustige politie tijd.
De belangrijkste bouwers behoorden tot de familie Haward, over wie men niet zo veel weet. De meest bekende was Charles Haward, die in de jaren 1660-1687 actief was en die een groot klavecimbel en negen spinetten naliet.
Andere te noteren namen uit die eeuw zijn: de familie White (Thomas, zijn zonen James en Thomas, zijn kleinzoon Thomas) van wie zeven virginalen bekend zijn (tussen 1638 en 1684), Gabriel Townsend (circa 1604-1662, leerling van Thomas White II), van wie het virginaal uit 1641 gebouwd voor de koningin van Bohemen Elizabeth Stuart, bewaard is. Onder de leerlingen van Townsend bevonden zich John Player (1634-1705/1708), van wie een virginaal en tien spinetten bewaard zijn en Stephen Keene (1640-1719), van wie twee virginalen en 29 spinetten bewaard zijn.
Op de titelbladzijde van het verzamelboek Parthenia or the maydenhead of the first musicke that ever was printed for the virginalls, met composities van William Byrd, John Bull en Orlando Gibbons, gepubliceerd in 1612/1613) prijkt een jonge dame die op een virginaal speelt. Het instrument gelijkt nogal op wat in die tijd in Frankrijk gebouwd werd, door de vorm, de weinig zware wanden en het bolle deksel. Men kan niet met zekerheid voorhouden dat het om een Engels product gaat, ook al omdat de versiering nogal simpel voorkomt vergeleken bij het twintigtal Engelse virginalen die bewaard werden. Ze zijn alle gesigneerd en te dateren tussen 1641 en 1679. Ze vormen een merkwaardig homogeen ensemble, in structuur, constructie en decoratie.

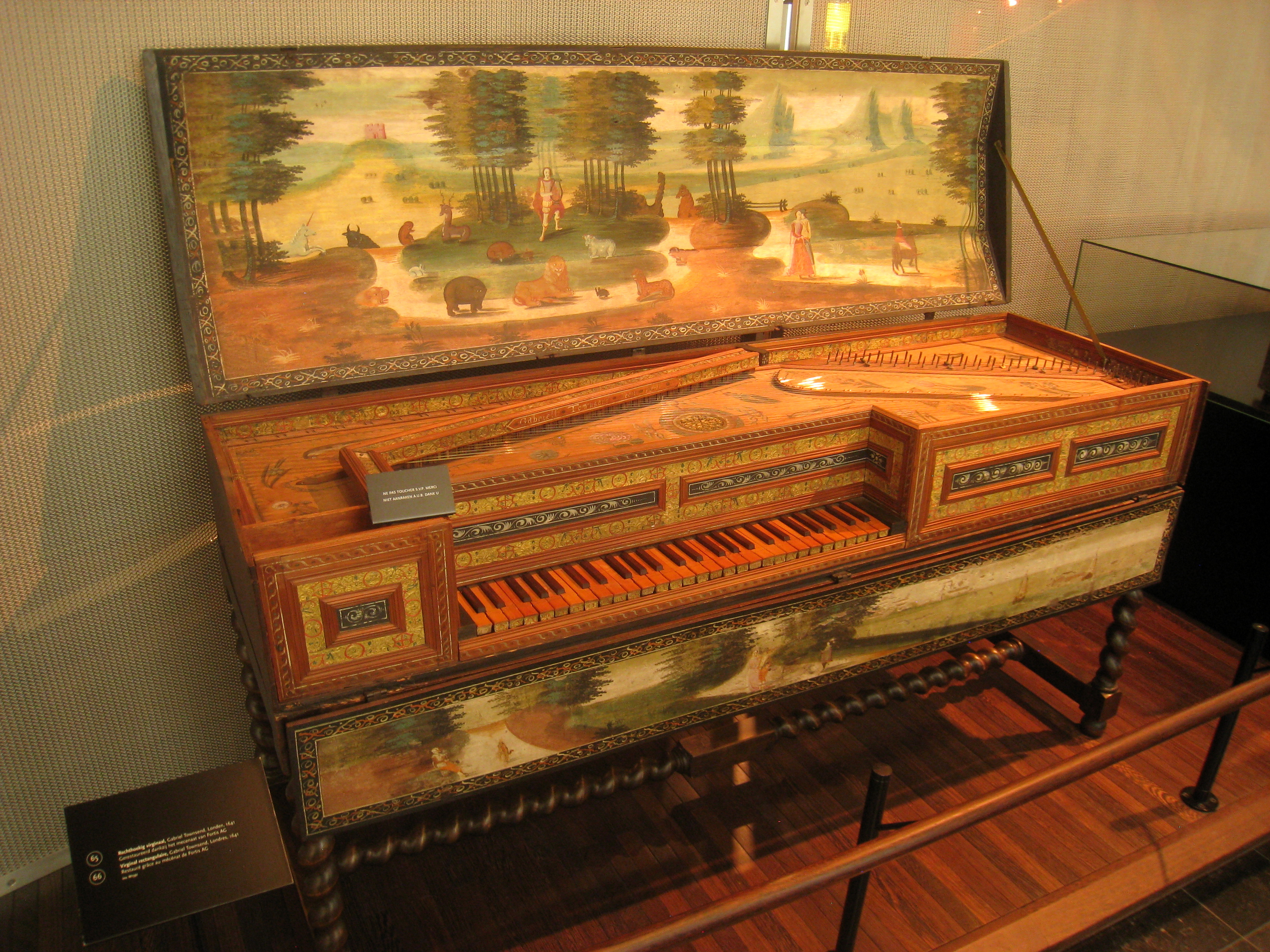
virginaal door Gabriel Townsend, Londen 1641
Brussel, Muziekinstrumentenmuseum

Het 17e-eeuws Engels virginaal is rechthoekig en ongeveer 170 à 180 cm lang, voor een breedte van 60 cm. De wanden zijn in eiken, van een middelmatige dikte behalve de rug die dikker is maar in zachter hout en die een bol deksel draagt. De klavierdoos is ingebouwd in de kast. De module van de snaren is eerder kort (rond 28 cm) ; le chapiteau est coudé, avec une partie antérieure qui se raccorde perpendiculairement à la barre de nom. Het klavier staat op de linkerkant; over het algemeen volledig chromatisch, met een reikwijdte van vier ('do' tot 'do') tot vijf ('sol'/'si' tot 'fa') octaven. Een supplementaire snaar, beneden de bassen, heeft een inkeping in het register, zonder dokje. Men kan ze naargelang de behoefte zich voordoet accorderen en een ongebruikt dokje kan er tijdelijk op werkzaam zijn.
De decoratie is zeer verfijnd. Inlegwerk of in het hout gesculpteerde figuren versieren de kast. Op het frontaal gedeelte, de klavierdoos en rond de harmonietafel zijn er ornamenten in verguld en gegaufreerd papier. Op het deksel staat een Engels landschapspark geschilderd. De harmonietafel is op zijn Vlaams geschilderd (bloemen en vogels). De rozetten (één tot vier) zijn van hout of verguld perkament, met geometrische motieven omringd door bloemenkransen. Signatuur van de bouwer, bouwdatum en soms de bouwplaats staan vooraan op het kroonwerk.
Het kromme spinet (bentside spinet) werd vanaf de jaren 1660 een specialiteit van de Engelse bouwers. In Engeland kende het een veel groter succes dan in de andere landen, getuige daarvan het grote aantal bewaarde exemplaren. De oorsprong ervan kan blijkbaar gevonden worden in de aanwezigheid aan het Engelse koninklijk hof van de Italiaanse bouwer Girolamo Zenti.
De kast van het Engelse spinet had middelzware wanden, meestal in eik of zo niet in notelaar. Het hout werd in zijn natuurlijk staat behouden, met vaak als enige decoratie een ingelegd ovaal paneel met bloemen en vogels boven het klavier. De harmonietafel was zonder versiering of rozet. Het pootgedeelte, licht en gratievol was in hetzelfde hout en tourné. Het meubel paste uitstekend binnen de Engelse meubilering van die tijd. Zoals in het uit Italië binnengebrachte model was het register stevig en monobloc, de snarenmodule kort. De reikwijdte ging gewoonlijk van 'sol'/'si' tot 'do', 're' of zelfs 'fa'.
Van de grote klavecimbels zijn er maar twee of drie overgebleven. Men kan er dus moeilijk algemene conclusies uit halen, tenzij als men aanneemt dat ze grotendeels in de lijn van de instrumenten uit de vorige eeuw werden verder gebouwd.
Het oudste dateert van 1622 en is van John Haward. Alleen de kast en het mooie eiken pootgedeelte zijn bewaard. De rest, klavier, mechanisme, deksel, harmonietafel zijn verdwenen.
Het meest recente (1683) werd gebouwd door Charles Haward. Het beantwoordt aan het 'internationale' type. Het heeft één klavier. De snaren zijn van een kort module (26 cm). De reikwijdte gaat van 'fa'-'sol' naar 're'. Enkele bijkomende kenmerken zijn: afgeronde staart, vier geometrische rozetten, dokjes lichtjes obliek geplaatst.
Het derde, niet gedateerde instrument, gebouwd door Jesses Cassus, is niet met zekerheid te klasseren als een Engels instrument, tenzij op basis van de versiering.
Claude Mercier-Ythier heeft ook nog een klavecimbel met dubbel klavier gesignaleerd, volgens hem gebouwd in 1623, maar die datum is twijfelachtig.
John Haward vond mee de pedalen uit die verandering van register toelieten. Zo berichtte althans Thomas Mace in zijn Musick's Monument (1676). Dit was aanvankelijk geen succes en zou pas decennia later doorbreken.

## 18e eeuw

### Algemeen
De klavecimbelbouw bereikte in de 18e eeuw zowat overal in Europa een hoogtepunt, behalve misschien in Italië, waar eerder een stagnatie zo niet een achteruitgang is vast te stellen, behoudens uitzonderingen, zoals Cristofori. Concept en bouw bereikten een ongeëvenaarde complexiteit en perfectie, vooruitgestuwd door grote bouwers, zoals Blanchet en Taskin in Parijs, Hass, Mietke en Silbermann in Duitsland, Dulcken in Vlaanderen, Shudi en Kirckman in Londen. Allen bewandelden ze de paden waarop de Ruckers hen waren voorgegaan.
In Noord-Europa hadden de beste instrumenten (nieuwbouw of vernieuwbouw) twee klavieren, met een reikwijdte van vijf octaven (fa tot fa), met een nagenoeg standaarddispositie van 2 × 8', 1 × 4'} en met controlemechanismen van de registratie die steeds beter werden, zoals wordt aangetoond door de 'grenouillères' in Frankrijk, de pedalen en de machine stops in Engeland.
De meest vindingrijken onder de bouwers gaven aan de instrumenten nieuwe expressiemogelijkheden, teneinde de instrumenten aan te passen aan de snel evoluerende muziek. Taskin vond de 'jeu de peau de buffle' uit en Shudi (Taskin), de Venetian swell. Uiteindelijk waren de klavecimbels niet meer aan te passen aan de nieuwe smaak en werden ze onvermijdelijk weggeduwd ten voordele van de pianoforte die rond 1709 was uitgevonden door de meest beroemde en meest begaafde onder de Italiaanse bouwers, Bartolomeo Cristofori. Tegen het einde van de eeuw had de pianoforte en zijn opvolger de piano, de harten van de musici veroverd.

### Italië
Over het algemeen was de klavecimbelbouw in het 18e-eeuwse Italië op de teruggang. Er bleef nog maar de helft actieve bouwers over in vergelijking met de voorgaande eeuw. Het aantal gebouwde instrumenten daalde aanzienlijk. Er zijn er amper een honderdtal van tot ons gekomen. Waarschijnlijk hielden de bouwers zich vooral onledig met het herstellen en aanpassen van de bestaande instrumenten.
Op technisch gebied werd geen vooruitgang geboekt en bleef alles bij het oude. De meeste klavecimbels waren met één klavier en met een dispositie van 2 × 8'. De Italianen waren niet geïnteresseerd in de mogelijkheden om het timbre van de klanken te doen variëren. Zodoende konden hun instrumenten de concurrentie niet meer aan met de producties uit Frankrijk, Engeland en Duitsland. In die landen werden virginalen en spinetten als oudmodisch beschouwd, terwijl de Italianen ze verder produceerden (voorbeeld: het spinet van Giovanni Domenico Birger gedateerd 1759).

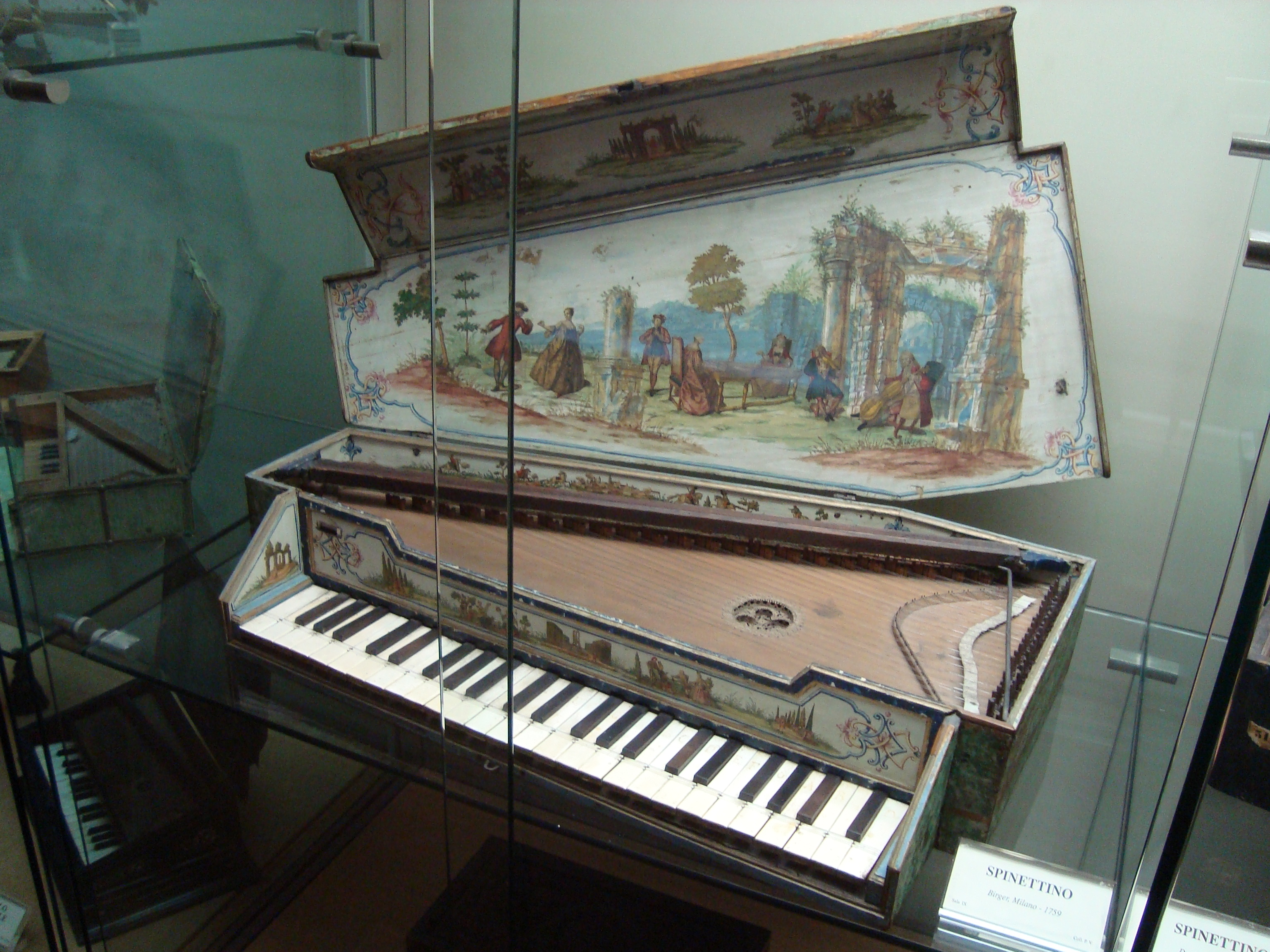
Het spinet van G.D.Birger uit 1759, Rome, Nationaal muziekinstrumentenmuseum

De kenner Charles Burney was zich van de evolutie zeer bewust toen hij schreef: In Italië wordt de zang meestal begeleid door kleine spinetten, soms in de vorm van een driehoek, maar vaker in de vorm van de vroegere virginalen. De toetsen zijn zo luidruchtig en hun klank zo zwak dat men méér het hout hoort dan de snaren.
Behoudens uitzonderingen verloor de decoratie veel van haar luister en schoonheid. In gans het land werd het klavecimbel stilaan verlaten ten voordele vooral van de viool. Klavecimbel werd alleen nog gebruikt als continuo bij de solozang in opera's.

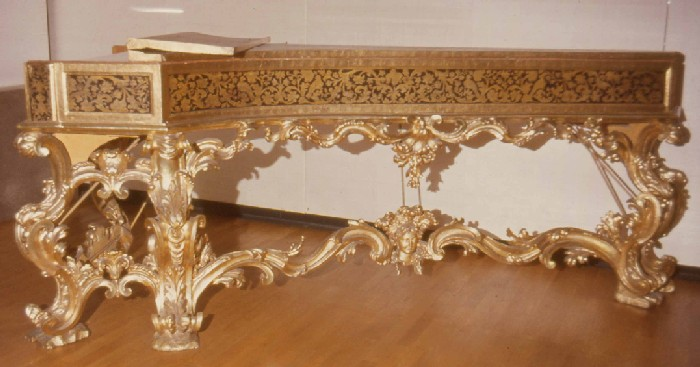
Klavecimbel door Carlo Grimaldi (1697), Nuremberg, Germanisches Nationalmuseum

De toestand kon natuurlijk wel variëren van de ene stad naar de andere. In Messina werkte Carlo Grimaldi in het begin van de eeuw als bouwer van orgels, violen en klavecimbels. Drie van zijn klavecimbels zijn bewaard, onder meer het klavecimbel uit 1697 dat een uiterst geraffineerde vergulde decoratie kreeg, met eronder een extravagant barok en verguld pootgedeelte. Een tweede is een opplooibaar klavecimbel dat herinnert aan de instrumenten van de Fransman Jean Marius.
Van de Romeinse bouwers, de families Cremisi (vijf bouwers in vier generaties) en Palazzi (drie generaties) is geen enkel instrument bewaard.
Van de productie in Milaan en Bologna zijn enkele instrumenten bewaard. Uit Milaan is een beroemd klavecimbel bewaard, gebouwd in 1753, met één klavier, door Antonio Scotti, dat aan Mozart zou geschonken zijn toen hij in 1770 de stad aandeed om er zijn opera Mitridate, rè di Ponto te produceren. Het instrument kreeg een zeer verfijnde versiering.

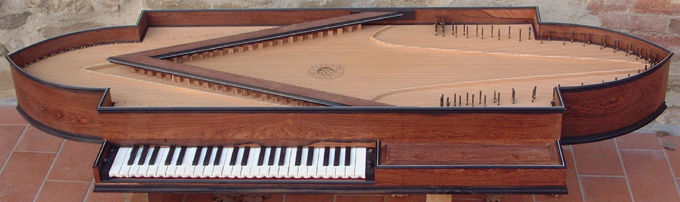
Een hedendaagse kopie door Tony Chinnery van het ovale spinet gebouwd door Cristofori

Florence maakte een uitzondering op de neergaande trend. De ambachtslui waren er van een ongeëvenaarde vindingrijkheid, vooral dan Bartolomeo Cristofori. Deze meest beroemde onder de Italiaanse klavecimbelbouwers was er werkzaam sinds het einde van de 17e eeuw. Het is paradoxaal dat hij het instrument uitvond, de pianoforte, die de doodsklok zou luiden voor het klavecimbel. In Padua geboren, maar in Florence in dienst getreden bij de hertog van Toscane, zou Cristofori ongeveer een 200-tal klavierinstrumenten gebouwd hebben, waaronder een dertigtal pianofortes. Van die productie zijn er acht bewaard, waaronder vijf klavecimbels of gelijkaardige instrumenten, die getuigenis afleggen van zijn technisch meesterschap.
Merkwaardig was het ovale spinet uit 1690 dat getuigde van zijn vindingrijkheid. Vorm en structuur stelden heel wat technische problemen, onder meer het plaatsen van de lage tonen in het midden en van de hoge tonen langs weerszijden ervan. Ander instrument van zijn uitvinding was het spinettone de teatro, een groot klavecimbel gebouwd in de vorm van een spinet, wat maakte dat er minder plaats voor nodig was in de orkestbak.
Cristofori vond het mechanisme van de pianoforte uit in functie van het klavecimbel waar hij bijkomende expressiviteit wilde aan verlenen door de uitgebrachte klanken in intensiteit te laten variëren. Het mechanisme van dit instrument met getokkelde snaren werd in een klavecimbelkast gebouwd en betekende een aanzienlijke vooruitgang in vergelijking met de klavichord. In 1709 publiceerde Scipione Maffei in zijn Giornale dei letterati d'Italia een vraaggesprek over dit instrument.
Giovanni Ferrini, die als assistent bij Cristofori had gewerkt (actief ca. 1699-1758) was eveneens vindingrijk en twee van zijn instrumenten zijn bewaard: een spinettone de teatro uit 1731, vergelijkbaar met die van Cristofori en een combinatie klavecimbel-pianoforte met twee klavieren uit 1746, die beoordeeld werd door de tijdgenoten als een tour de force.
Zoals in gans Europa waren de Italiaanse bouwers tegen het einde van de 18e eeuw volledig overgestapt op het bouwen van pianofortes.

### Zuidelijke Nederlanden
Toen de laatste Couchet ermee ophield, verloor Antwerpen veel aan belang voor wat betreft de klavecimbelbouw, wat samenviel met de algemene achteruitgang van de economie in de havenstad. Het aantal bouwers verminderde aanzienlijk en sommigen gingen zich elders vestigen, vooral in Amsterdam.
In Antwerpen kwam zich nochtans de klavecimbelbouwer van Duitse origine Johan Daniel Dulcken (1706-1757) vestigen. Hij was eerst in Maastricht werkzaam en kwam in 1738 naar Antwerpen. Zijn zoons Johan Lodewijk (1733 – na 1793) en Johannes (1742-1775) volgde de verhuistrend, de eerste trok naar Amsterdam, Hasselt (Ov.), Antwerpen, misschien Parijs; en de tweede naar Brussel en Amsterdam, Scheveningen. Een kleinzoon, Johan Lodewijk (1761 – na 1835) vestigde zich in München, bij de keurvorst van Beieren.
Van stamvader Johan Daniel Dulcken zijn tien grote klavecimbels bewaard, vijf met één en vijf met twee klavieren, te dateren tussen 1740 en 1755. Deze klavecimbels waren veel groter dan wat op hetzelfde tijdstip in Parijs geproduceerd werd, hadden een klassieke dispositie (2 × 8', 1 × 4') met een scherpe hoek en een reikwijdte van vijf octaven, van 'fa' tot 'fa' voor de twee klavieren, gewoonlijk wat korter voor de enkele klavieren. Op sommige instrumenten kon de dogleg los gemaakt worden van het bovenklavier, wat eerder zeldzaam was. Op een ander klavecimbel stonden dokjes met twee citerpennen die tegengesteld waren, de eerste gemaakt uit de pluim van een raaf, de tweede uit verhard leder; de omwisseling gebeurde via kniestukken. Deze particulariteit is misschien niet oorspronkelijk en kan er door Johann Peter Bull zijn aan toegevoegd. De oudste klavecimbels hadden een gebogen dubbele zijwand, hetgeen toeliet een deel van de snarenspanning van de harmonietafel over te nemen. Die tafel was versierd zoals bij de Ruckers. Voor de plaatsing van het klavier was er geen vaste regel, toetsen in ebbenhout en 'feintes' met opgelegd ivoor, de voorkant van de toetsen versierd met gegaufreerd papier. De bewaarde instrumenten gebouwd door de zonen (vier van Johann Lodewijk en een van Johannes waren zeer analoog aan die van de vader.

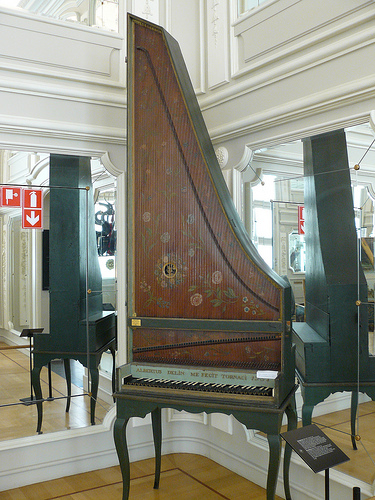
Albert Delin, 1751, Brussel, Muziekinstrumentenmuseum

Er is maar één klavecimbel bewaard, uit 1763, van Jacob van den Elsche (1689-1772), een imposant en merkwaardig instrument, vooral door de decoratie die uitzonderlijk was voor een Vlaams instrument. Het hout aan de binnenkant werd bruut gelaten, net zoals dat van de harmonietafel waar evenwel een medaillon in verguld tin werd op aangebracht. De trappers waren belegd met ivoor en de 'feintes zijn in ebbenhout. De kast was beschilderd met vergulde halfcilindrische moulures die de zijwanden en andere panelen structureerden. De dispositie was 2 × 8', 1 × 4' met dogleg en met een nazaalklank die bestuurd werd door kniestukken.
Van Johann Peter Bull (1723-1804) die ook Duitser was en bij Johann Daniel Dulcken in de leer ging, werden vier klavecimbels bewaard (1776 à 1789), vergelijkbaar met die van zijn meester. Eén ervan heeft dokjes met twee tegengestelde citerpennen.
In Doornik werkte een geïsoleerde en originele klavecimbelbouwer, Albert Delin (1712-1771). De tien van hem bewaarde instrumenten, gedateerd tussen 1750 en 1770, zijn uiteenlopend: een zeshoekig virginaal, vier spinetten, twee klavecimbels en drie clavicytheriums. Ze waren eenvoudig en zelfs eerder archaïsch voor hun tijd, maar niettemin zeer professioneel van factuur. Ze hadden over het algemeen een lichtere structuur dan die van de andere bouwers in de Zuidelijke Nederlanden. De klavecimbels en clavicytheriums hadden één klavier 2 × 8' met luitspel en met een reikwijdte van 'sol' naar 'mi' ('do' naar 'mi' voor virginaal en spinet). Origineel was de belangstelling van Delin voor het clavicytherium, een zeldzaam instrument waar hij een ingenieus en goed uitgebalanceerd mechanisme voor uitvond, dat de veren voor het terugbrengen in ruststand van de horizontale dokjes overbodig maakte.
Voor wat Brussel betreft zijn de namen te noteren van de blinde bouwer Johann Heinemann en van Jérôme Mahieu. In Leiden vond men Abraham Leenhouwer en in Roermond Johannes Josephus Coenen, organist en amateur bouwer die in 1735 een combinatie klavecimbel-virginaal bouwde die goed vergelijkbaar was met wat de Ruckers de eeuw voordien hadden geproduceerd.

### Frankrijk
De 18e eeuw was een grote periode voor het klavecimbel in Frankrijk, zowel voor de bouw van instrumenten als voor het muziekrepertoire. Parijs was het grote centrum, waar een honderdtal klavecimbelbouwers kon geïdentificeerd worden. De meest bekende namen waren die van Blanchet en Pascal-Joseph Taskin, Nicolas Dumont, Marius, Jean-Henri Hemsch, Goermans, Vater, Goujon, Swanen, Stehlin, Bellot, Sébastien Érard. De school van Lyon verwierf ook een zeker belang, met 18 beroemde bouwers zoals Donzelague, Kroll en Collesse. Er werkten ook nog geïsoleerde bouwers in Straatsburg (Silbermann) en Marseille (Bas).

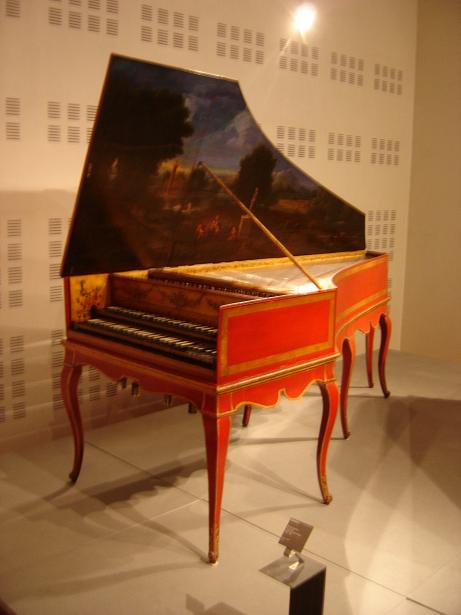
Klavecimbel Dumont (1697), herwerkt door Pascal Taskin in 1789, Parijs, musée de la Musique

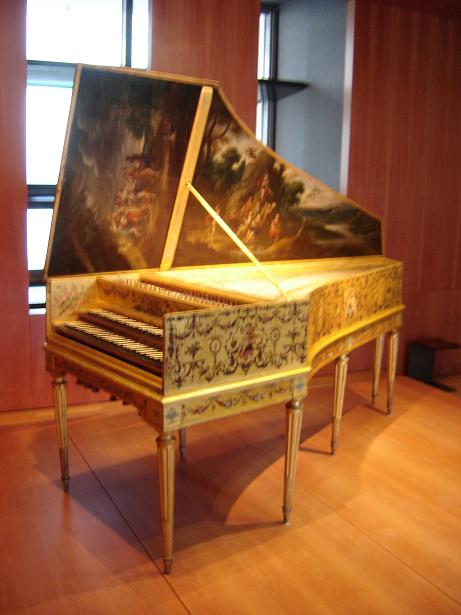
Klavecimbel Ruckers, herwerkt door Pascal Taskin, (Parijs, Musée de la Musique)

Vanaf het laatste decennium van de 17e eeuw en tot in 1730 bleef men een bepaalde synthese nastreven tussen de zogenaamd 'internationale stijl' (middelzware wanden, dispositie 2 × 8', 1 × 4', koppeling met schuiflade) en de stijl van de Ruckers (zwaardere wanden, structuur van de kast, afsluiter van de harmonietafel, materiaal van de snaren, schaalgrootte en knijppunten). Als voorbeelden van deze periode zijn er de klavecimbels van Nicolas Dumont, Nicolas Blanchet, Pierre Donzelague en Pierre Bellot.
In de volgende jaren werd de invloed van de Vlaamse instrumenten overheersend, terwijl sommige Franse kenmerken zich lieten gelden, zoals de gebogen zijwand afgewisseld met een eerder lange rechte lijn, daar waar de gebogen lijn bij de Vlamingen continu was. De grote klavecimbels uit die tweede periode waren in twee soorten onder te delen. Nieuwe instrumenten werden gebouwd op het model dat beantwoordde aan de Vlaamse principes. Anderzijds werden instrumenten die gebouwd waren door de Ruckers of de Couchets min of meer grondig verbouwd en aangepast aan de nieuwe vereisten (mis à ravalement). Alle vielen op door de uitzonderlijke resonantie van de bassen. Naast de grote dubbelklavecimbels die reputatie gaven aan de Franse school werden ook nog meer eenvoudige spinetten gebouwd.

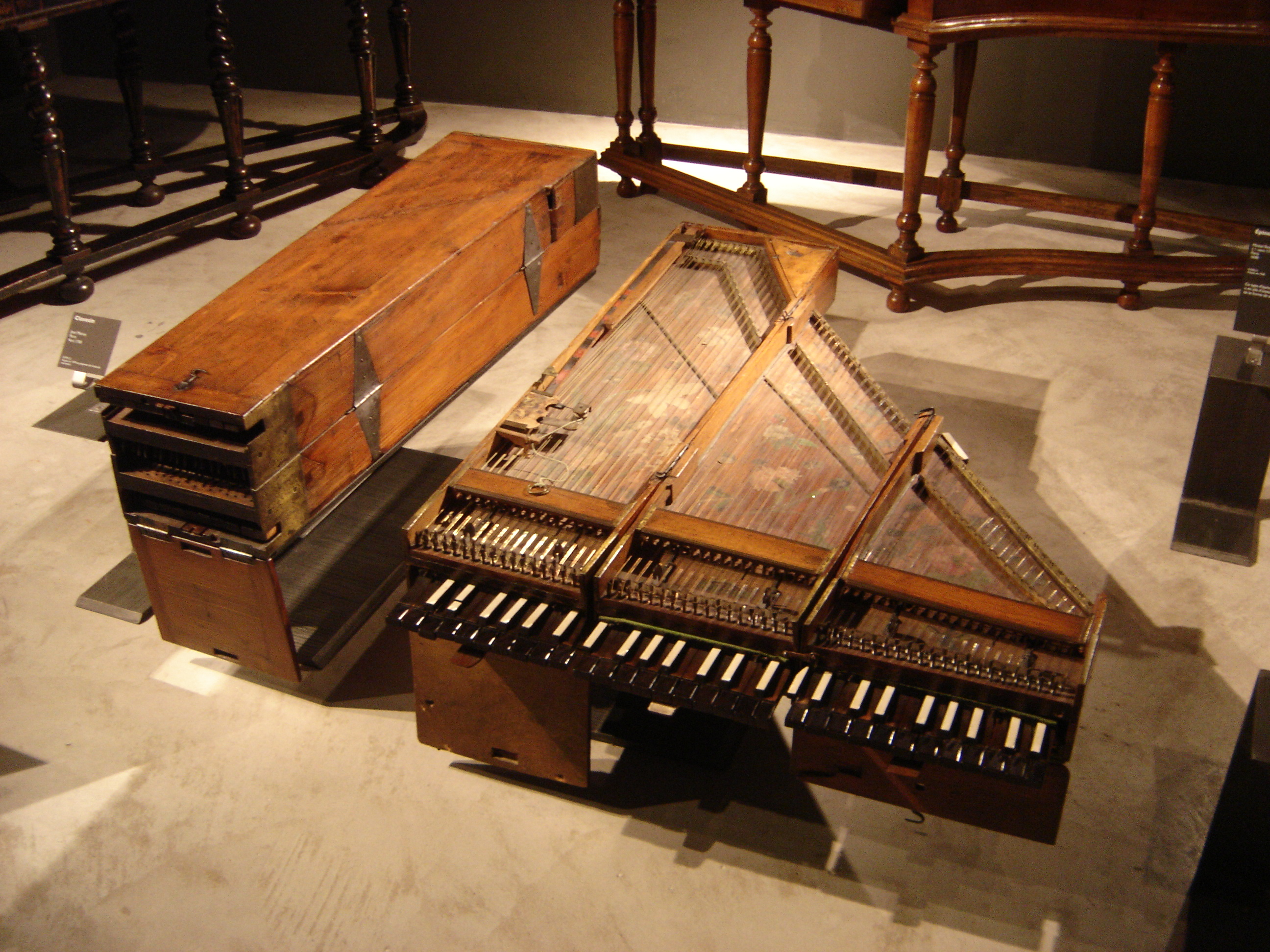
Twee 'Clavecins brisés' van Jean Marius (1700), Rechts een ontplooid klavecimbel, links een geplooid instrument, Parijs, Musée de la musique

Jean Marius was actief tussen 1700 en 1716, ook al is het niet zeker dat hij zelf bouwer was of gewoon bestellingen noteerde en doorgaf. Zijn bekendheid dankt hij vooral aan het « clavecin brisé », een driedelig instrument met scharnieren aan elkaar verbonden en opvouwbaar om er een soort beter vervoerbare kist van te maken. Misschien was de 17e-eeuwse Italiaan Giuseppe Mondini de werkelijke uitvinder. Marius presenteerde de uitvinding aan de Académie des Sciences en verkreeg het exclusieve gebruiksrecht voor een periode van 20 jaar. Andere exemplaren kennen we niet, hoewel we weten dat Frederic II er één bezat en het meesleurde tijdens zijn militaire campagnes.
De eerste klavieren met vijf octaven doken op vanaf 1710, gemaakt door Pierre Donzelague. Vaak vertrok men van een 'sol' tot 'mi' om op te klimmen naar 'fa' tot 'fa'. De instrumenten vielen langer uit dan de Vlaamse (230 cm in Lyon zelfs 250 cm). De toetsen bleven daarentegen wat smaller.
Niet alleen in Frankrijk, maar dan toch vooral in Frankrijk, werden klavecimbels van Ruckers herwerkt. Hun sonoriteit werd als uitzonderlijk en onovertrefbaar beschouwd, maar men wilde ze niettemin aan de behoeften van de tijd aanpassen. Men gaf aan die operaties de naam van ravalement. Verschillende variaties kwamen voor, enerzijds gegroepeerd als 'petit ravalement' (zonder wijziging aan de kast) en anderzijds als 'grand ravalement' (met belangrijke wijziging aan de kast).
Het basisprincipe van deze ingrepen was het behoud van de oorspronkelijke harmonietafel, beschouwd als het essentiële element van de sonoriteit. De aangebrachte wijzigingen hadden tot doel de reikwijdte te verhogen, een uniek klavier te vervangen door een dubbel klavier, het op elkaar afstemmen van twee klavieren, een rij snaren toevoegen om de dispositie te kunnen wijzigen van 1 × 8', 1 × 4' naar 2 × 8', 1 × 4' of andere combinaties.
De kleine ingreep was voldoende als de uitbreiding van de reikwijdte van het klavier of van de klavieren beperkt bleef en er slechts enkele nieuwe toetsen waren toe te voegen. Ofwel werd het klavier gewijzigd, ofwel werd het vervangen door een minder breed Frans klavier. Wanneer een grote ingreep nodig was kwam het eigenlijk bijna op de bouw van een nieuw instrument neer. Hoe dan ook, de toevoeging van een reeks snaren vereiste een versterking van de kast en derhalve ook van de interne structuur. De ingreep was ook een gelegenheid om de decoratie aan de mode van de tijd aan te passen. Meerdere opeenvolgende ingrepen werden soms op eenzelfde instrument uitgevoerd.

Gedurende de ganse 18e eeuw werden de mooiste Vlaamse klavecimbels verbouwd door de Franse bouwers
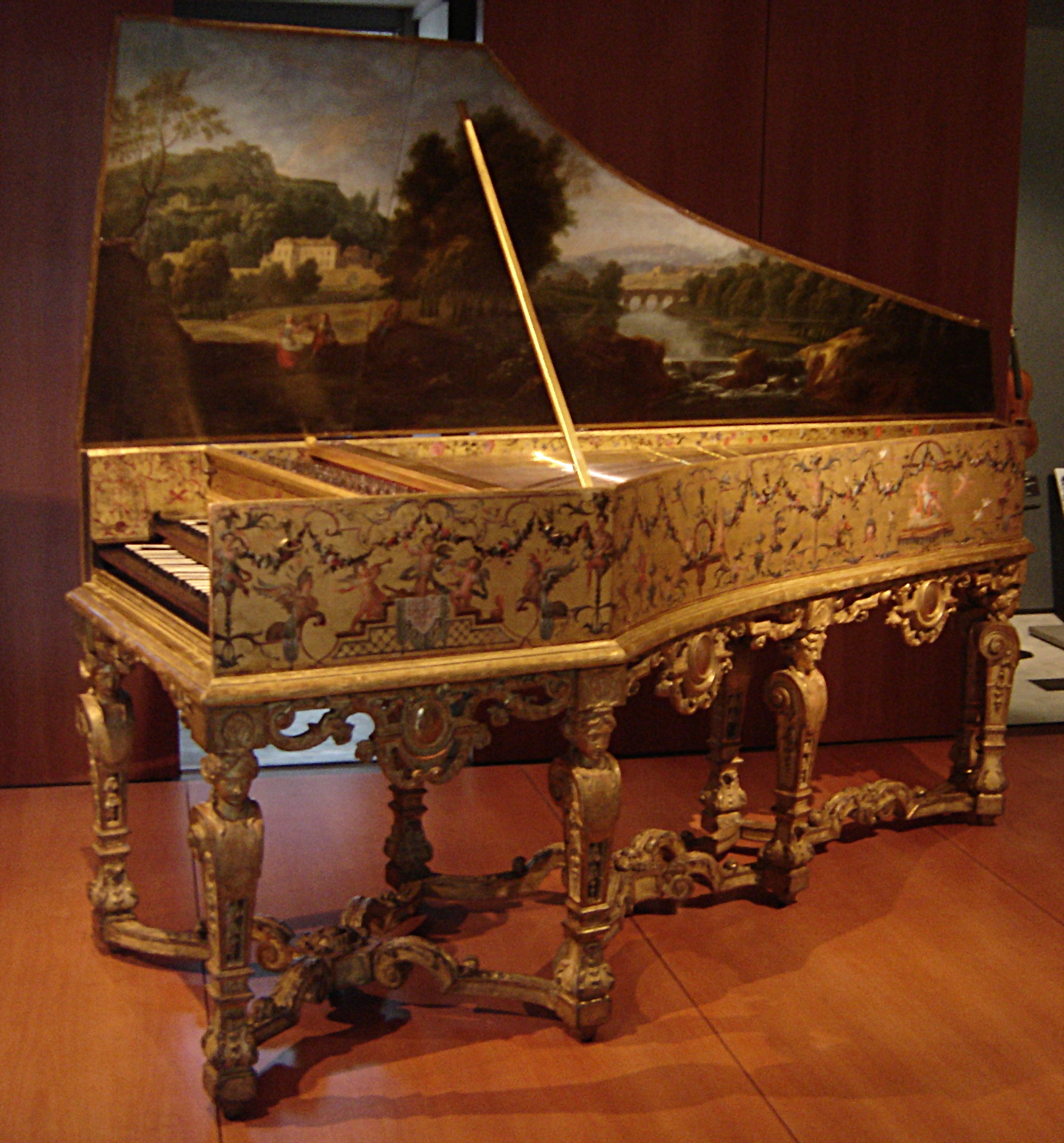
Jan Couchet (1652), 1701 verbouwd, Parijs, Musée de la Musique
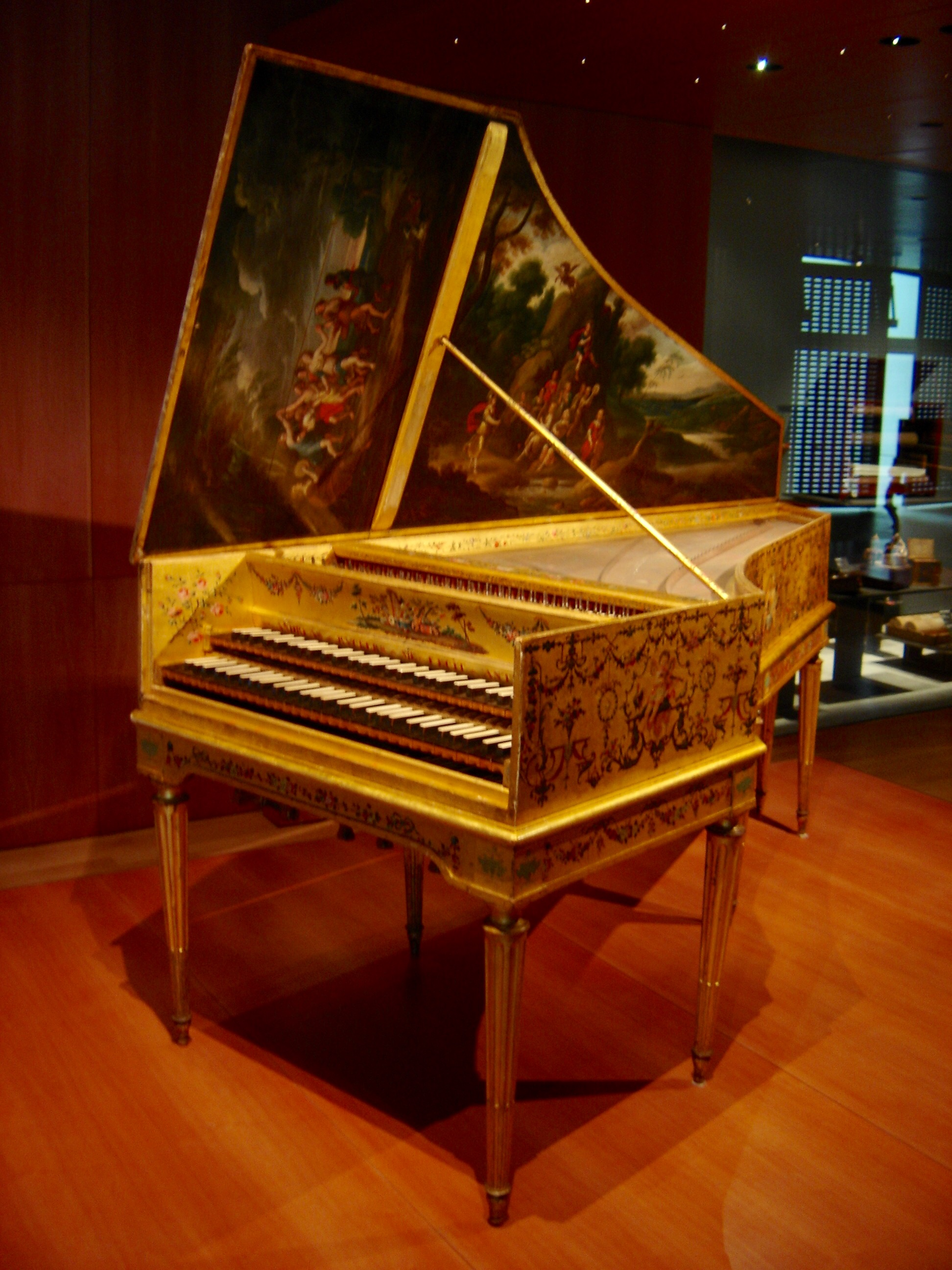
Andreas Ruckers (1646) verbouwd door F.E. Blanchet (rond 1720 en 1756) en door P. Taskin (rond 1770 en 1780) Parijs, Musée de la Musique

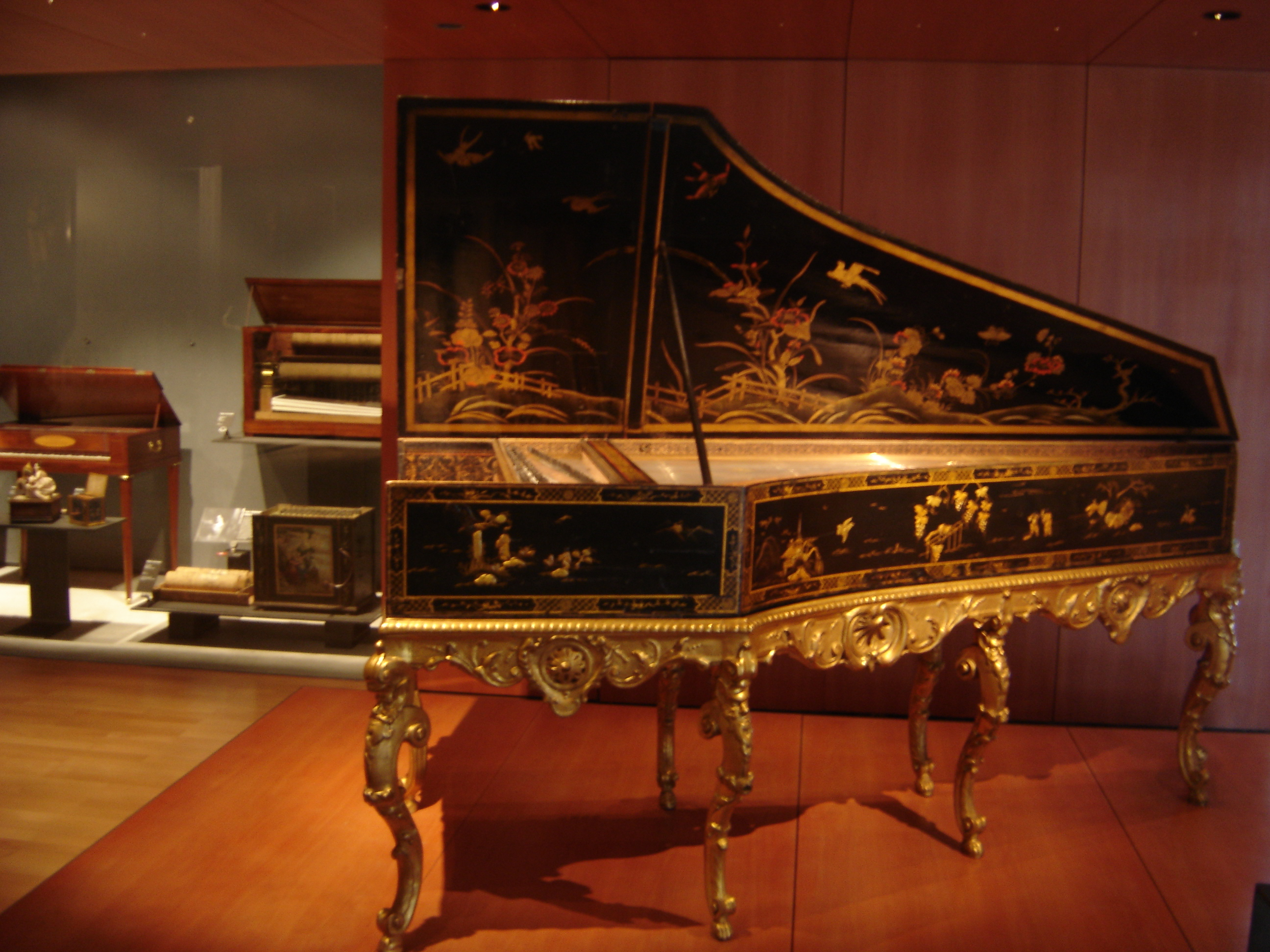
Klavecimbel van J.C. Goujon (1749) verbouwd door J.J. Swanen in 1784, en vervalst als zijnde een « Hans Ruckers 1590 »
Parijs, musée de la Musique

De handelswaarde van een Ruckersklavecimbel, gewaarmerkt door het rozet met initialen, was aanzienlijk groter dan van een Frans instrument, welke ook zijn reputatie was. Namaak en vervalsingen waren dan ook winstgevend en zelfs de beste bouwers begaven er zich aan.
De bouwers in Parijs besteedden veel tijd aan de verbouwing van Vlaamse instrumenten en hadden dan ook minder tijd om volledig nieuwe instrumenten te bouwen; anderzijds verhinderden de reglementen van de gilde het uitbreiden van de ateliers en de verhoging van hun producties, aangezien naast de meester, maar één gezel en één of twee leerlingen mochten worden aangeworven, hetgeen de bouw van vijf klavecimbels per jaar betekende. Het verbouwen was vooral de specialiteit van de grote Parijse klavecimbelbouwers behorende tot de families Blanchet en Taskin.

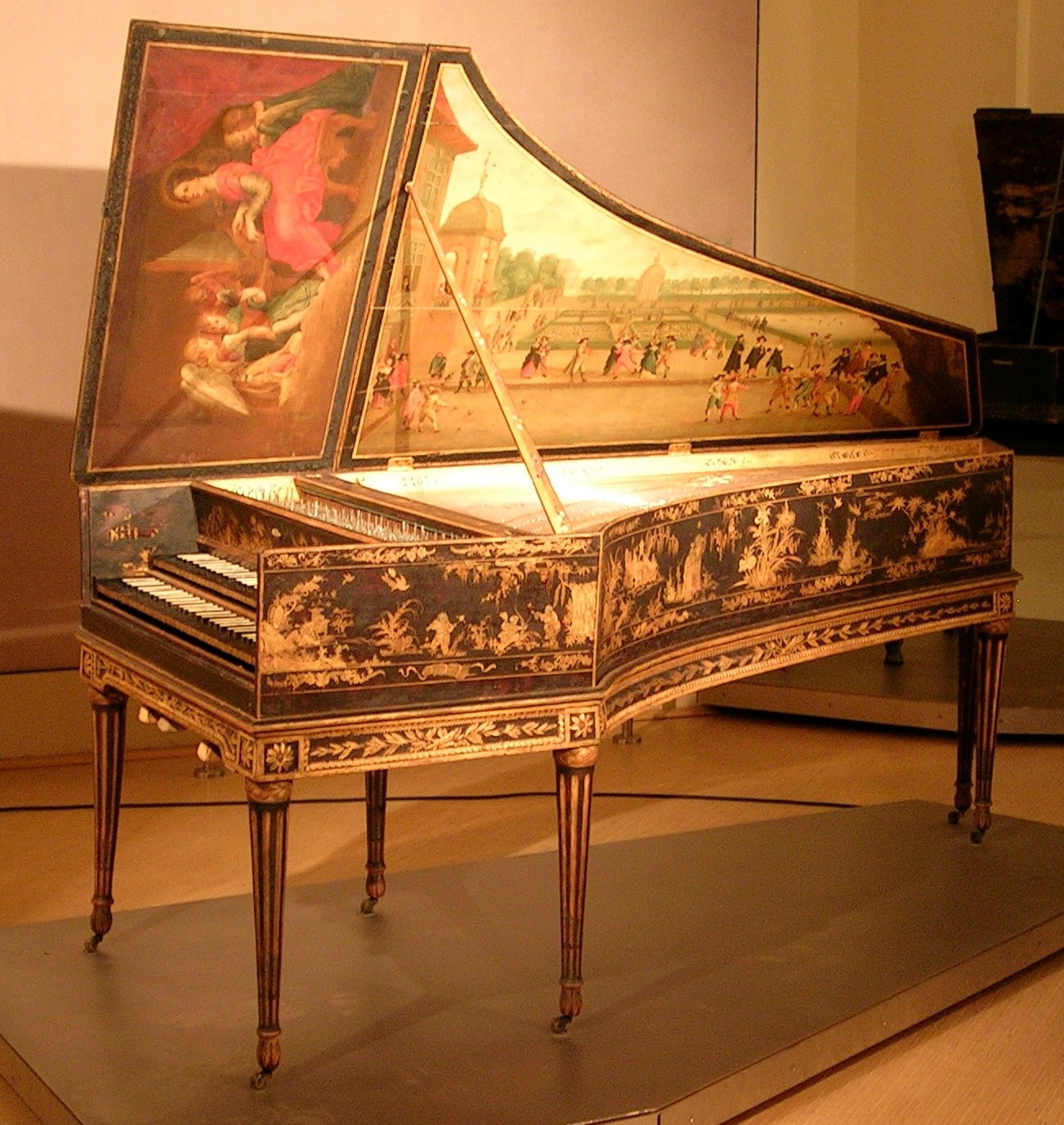
Klavecimbel door Pascal Taskin (1788),
Hamburg, Museum für Kunst und Gewerbe

De familie Blanchet was de voornaamste dynastie van klavecimbelbouwers in Frankrijk en volgens Edward L. Kottick bereikte ze hetzelfde prestige als de Ruckers en de Couchets. De eerste, Nicolas Blanchet (ca. 1660-1731) was in Reims geboren en vestigde zich in 1686 in Parijs. Na hem werd het atelier geleid door zijn zoon François-Étienne (ca. 1700-1761) en door diens zoon, eveneens François-Étienne (ca. 1730-1766). Toen deze laatste stierf werd hij opgevolgd door zijn Belgische assistent, Pascal Taskin (1723-1793), die met de weduwe trouwde. Hij bracht de productie naar een hoogtepunt. In de volgende generatie zal men een zoon aantreffen van François-Étienne II, Armand-François-Nicolas Blanchet (1763-1818) en die zijn zoon Nicolas Blanchet, alsook drie neven van Taskin: Pascal-Joseph Taskin (1750-1829), Henri-Joseph Taskin (1779-1832) en Lambert Taskin, alsook nog een kleinneef: Henri-Joseph Taskin (1779-1852). De instrumenten van de Blanchets en vooral die van Pascal Taskin werden geroemd wegens de perfectie van hun mechanisme en van hun klavieren.
Ook al waren ze superieur, toch konden deze bouwers, wegens de gildereglementen, geen dominante positie verwerven. Dit belet niet dat hun instrumenten als van uitzonderlijke kwaliteit beschouwd werden, zowel de nieuwbouw als de verbouwde instrumenten. Hierdoor kregen ze vleiende aanstellingen. François-Étienne I Blanchet werd facteur des clavessins du Roi. Pascal Taskin volgde hem hierin op en werd ook Garde des instruments de musique de la Chambre du Roi, een functie die hij afsnoepte van de familie Chiquelier. Taskin bracht verschillende perfectioneringen aan. Hij introduceerde het plectrum in buffelvel, een soort soepel leder dat een meer zachte fluwelen klank voortbracht in vergelijking met de traditionele klank. Hij ontwikkelde ook de kniestukken die registratie mogelijk maken zonder dat de handen het klavier moeten verlaten. In de jaren 1780 begon hij, zoals veel van zijn collega's, piano's te bouwen.
Onder de andere Parijse klavecimbelbouwers waren er verschillende Duitse immigranten. Het waren de gebroeders Hemsch, die uit Keulen kwamen en de familie Goermans, die haar naam verfranste tot 'Germain'. Hun instrumenten werden even hoog gewaardeerd als die van Blanchet en Taskin.

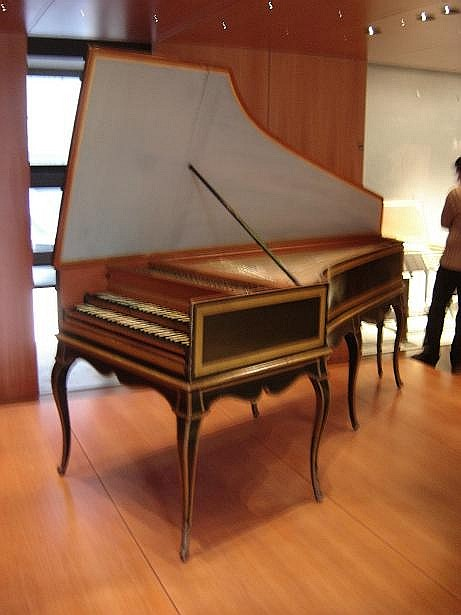
Klavecimbel door Henri Hemsch (1761)
Parijs, Musée de la Musique

Het modale klavecimbel had twee klavieren en 61 noten. De trappers waren in ebbenhout, de 'feintes' gefineerd met been of ivoor. De reikwijdte is van vijf octaven, van 'fa' tot 'fa'. De dispositie was bijna steeds 2 × 8', 1 × 4'; luitspel was eerder zeldzaam, waarschijnlijk omdat dit moeilijk verenigbaar was met de door de Fransen verkozen style brisé. De latere instrumenten werden voorzien van kniestukken om de registerwijzigingen mee uit te voeren en van het buffelspel dat maakte dat het vierde register van de Vlaamse instrumenten kon worden gebruikt.

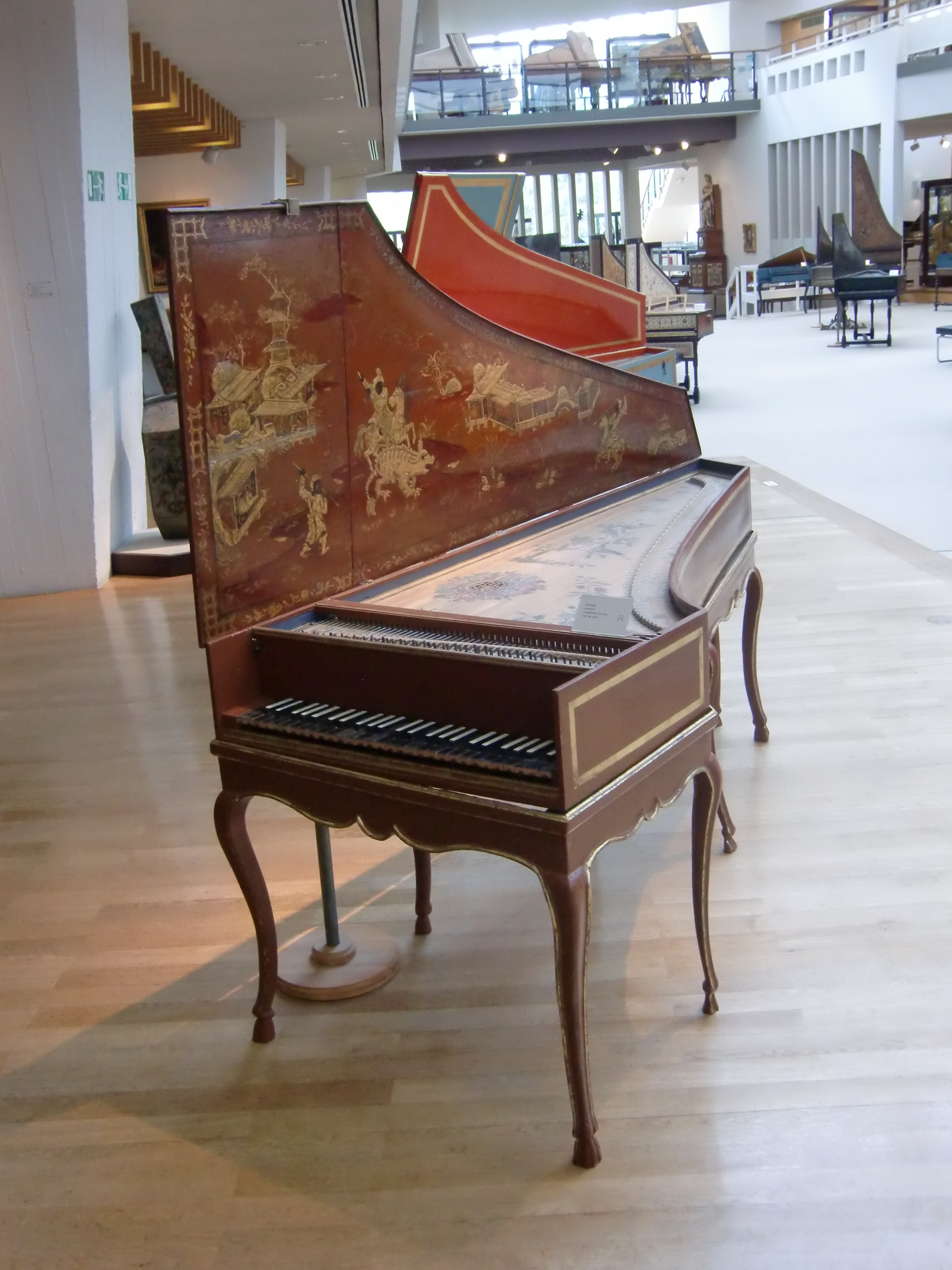
Anoniem, rond 1720
Deksel met Chinees decor
Berlijn, Musikinstrumentenmuseum

Het algemeen aspect gaf een indruk van macht, elegantie en raffinement. Het pootgedeelte had geen horizontale dwarsstukken, maar, al naargelang de mode, een variërend aantal (vaak zeven) poten in Lodewijk XV- of Lodewijk XVI-stijl. De versiering was gevarieerd, naargelang de middelen en de smaak van de klant. De harmonietabel had een gesofisticeerder bloemendecoratie en was minder pittoresk dan bij de Vlamingen en voorzien van een verguld rozet met de initialen van de bouwer. De binnenkant van het deksel kon gelakt zijn of beschilderd (landschap, mythologische scène, etc.). Ook de kast was vaak gelakt (in groen, zwart, etc.) met panelen die afgelijnd werden met vergulde banden. De rijkere decoratie gebruikte een overdaad aan goud, chinoiserieën en schilderwerk.
Tijdens de jaren 1751 tot 1778 werd in Parijs de ’Encyclopédie ou Dictionnaire raisonné des sciences, des arts et des métiers gepubliceerd onder de leiding van Denis Diderot en Jean d'Alembert. In het werk stond zeer veel informatie over het klavecimbel en de aanverwante instrumenten, met verschillende schema's die de fabricatie uitlegden. Nochtans waren heel wat schema's verzonnen. De ondervraagde bouwers wilden wellicht hun vakgeheimen niet prijsgeven.

### Duitsland
In Frankrijk en in Engeland was het klavecimbel zonder twijfel het meest gebruikte snaren- en klavierinstrument. In Duitsland was het enigszins anders omdat daar het klavichord meer geapprecieerd werd. Klavecimbels werden in hoofdzaak gebouwd door orgelbouwers, voor wie het klavecimbel een nevenactiviteit was. Er waren wel heel wat steden waar klavecimbelbouwers gevestigd waren (in de eerste plaats Hamburg, Dresden en Berlijn), maar hun aantal lag toch veel lager dan in Parijs of Londen. Heel wat Duitse bouwers waren trouwens geëmigreerd. In Parijs trof men Christian Vater, Jean Goermans, Benoist Stehlin, de gebroeders Hemsch aan en in Londen Burkhardt Tschudi en Jakob Kirchmann. Ze vonden er waarschijnlijk een betere omgeving voor hun activiteiten. De concentratie in beide hoofdsteden maakte ook dat een duidelijke getypeerde nationale stijl kon tot stand komen wat niet het geval was in het Duitse Keizerrijk.
In 1768 verscheen in Berlijn een belangrijk boek over het bouwen van klavierinstrumenten, meer bepaald van klavecimbels, Musica mechanica organoedi geschreven door Jakon Adlung.

#### Hamburg
In Hamburg, waar een vijftiental bouwers actief waren, klinken als prominent vooral de namen van Fleischer, Hass et Zell. Ze hadden een paar punten gemeenzaam, in de eerste plaats de afgeronde vleugel in het verlengde van de kromme zijwand, hetgeen aan de Hamburgse instrumenten een wat massief uitzicht gaf. Ook gebruikten ze wat bredere toetsen. Toch kan men niet van een echte 'school' spreken, want daarvoor is het aantal bewaarde exemplaren te gering en hun kenmerken te uiteenlopend om van een standaardtype te kunnen gewagen.
In de familie Fleischer was Hans Christoph (1638-voor 1694), de eerste als viool- en klavecimbelbouwer. Twee zonen volgden hem op, Johann Christoph (1676 – ca. 1728) en Carl Conrad (1680-1737).

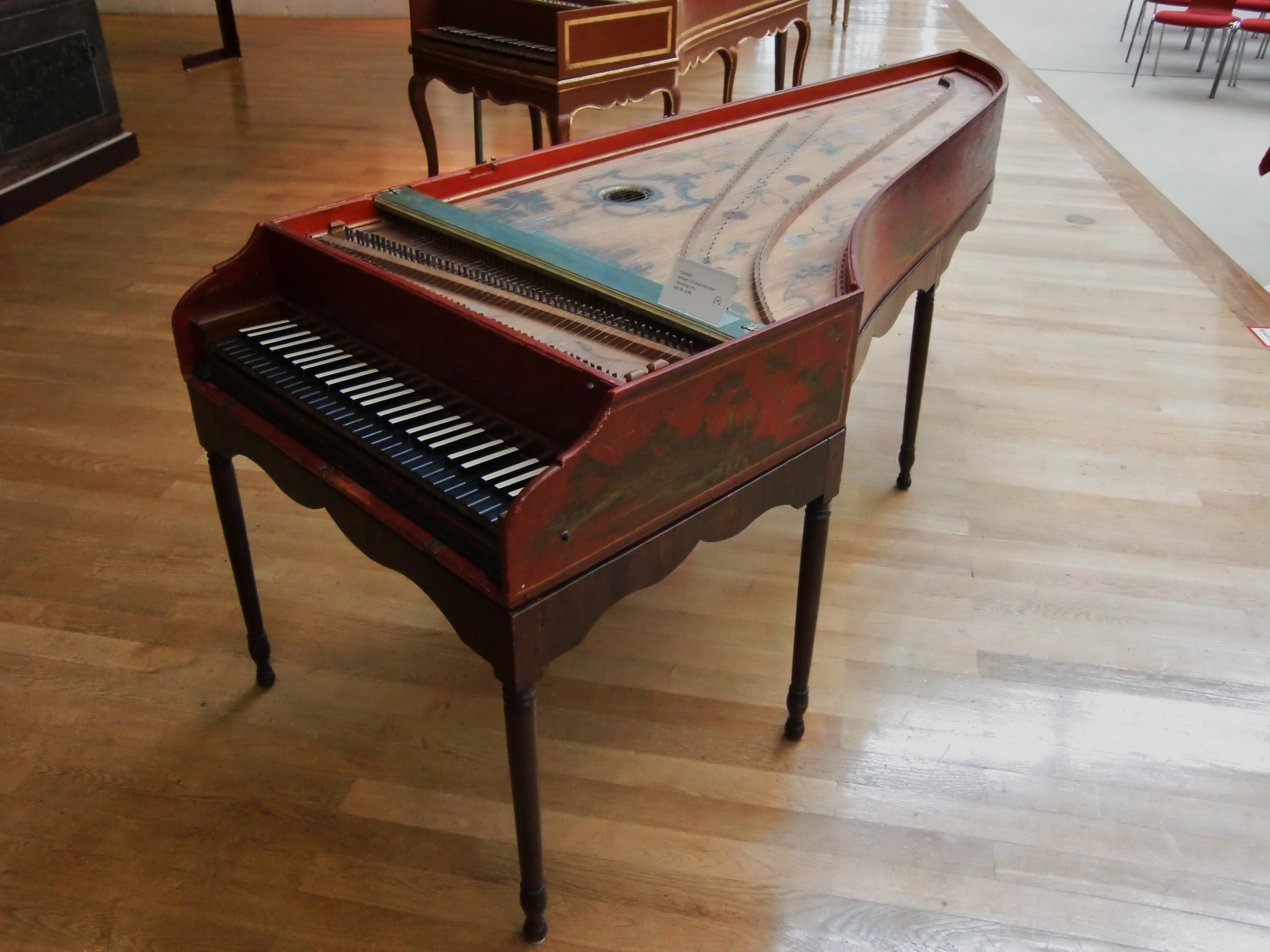
klavecimbel gesigneerd J.C. Fleischer, 1710, Berlijn, Musikinstrumentenmuseum

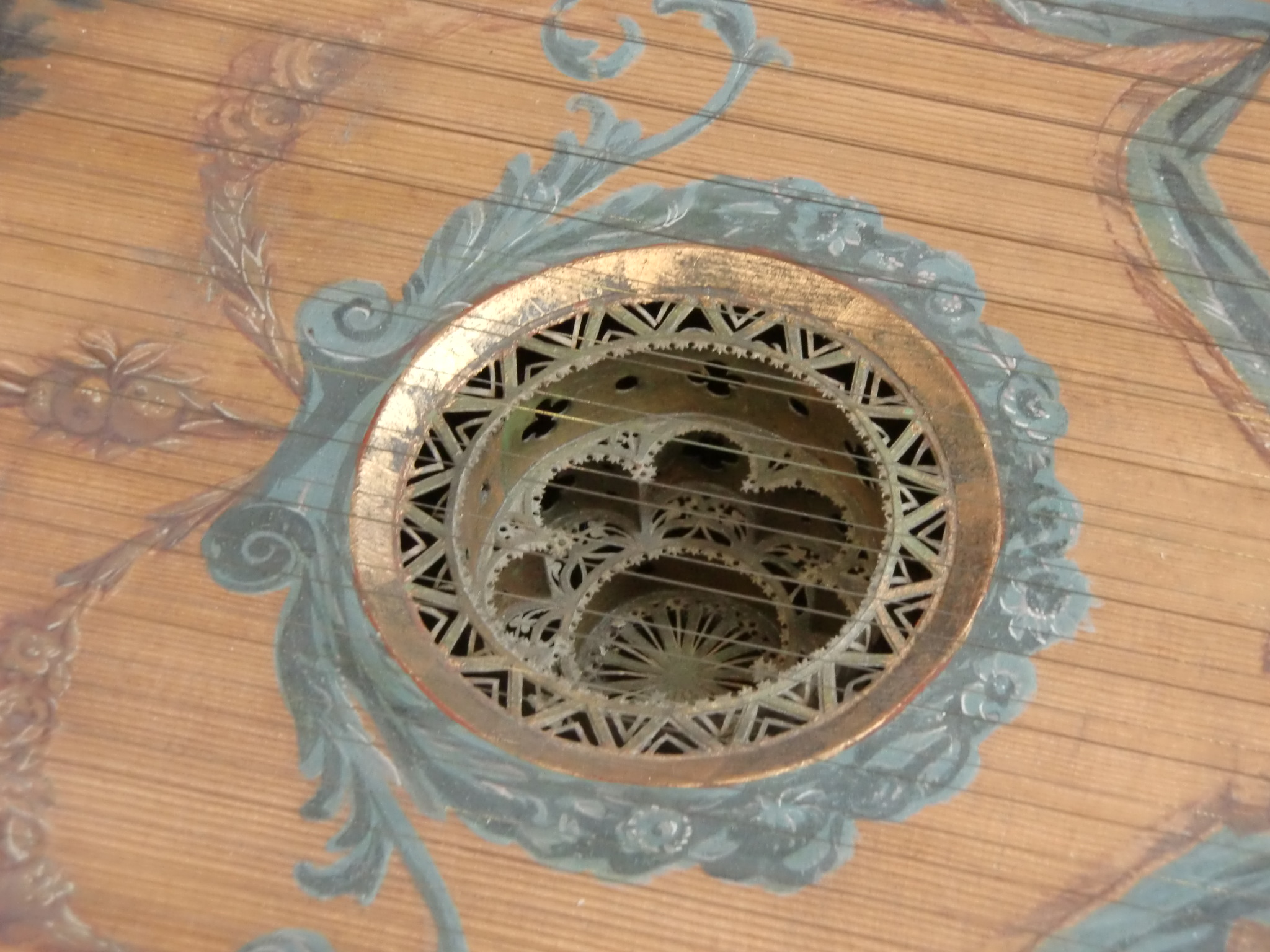
Rozet op kalvecimbel 1710 door J.C. Fleischer

Van Johann Christoph Fleischer zijn zes instrumenten bewaard (vijf klavichords en één klavecimbel uit 1710). Dit oudste Hamburgse klavecimbel heeft één klavier en een reikwijdte van 'sol' naar 'do'. Met een dispositie 2 × 8' + 1 × 4', had hij twee snarenreeksen, waarbij de twee spelen op 8' dezelfde snaren gebruikten. Ze werden niet tegelijk bespeeld, en dienden enkel om het timbre te variëren. Het spel op 4', zonder toondempers, klonk harmonisch. Het instrument is betrekkelijk klein (223 × 83 cm) en verfijnd en elegant van uitzicht, ook al heeft het achteraf het deksel verloren. De kast, met een minimale inwendige versterking is versierd met chinoiserieën op een rode ondergrond. De harmonietafel is voorzien van een rijke bloemendecoratie en het klankgat van een rozet uitgevoerd in perkament en verfijnd bewerkt.
Van Carl Conrad zijn drie klavecimbels bewaard, waarvan één gedateerd 1716 en een ander 1720. Deze instrumenten hebben een dispositie 2 × 8' + 1 × 4' met luitspel. De reikwijdte blijft beperkt (vier octaven van 'do' naar 'do' voor het exemplaar uit 1716, van 'sol' naar 'do' voor dat van 1720. De invloed van de Ruckers is duidelijk en het instrument van 1716 valt op door de rijke decoratie, zelfs van de rug (omdat die gewoonlijk tegen de muur stond, werd hij niet versierd).
Bijzonder aan de klavecimbels van Fleischer waren de rozetten die bestonden uit verschillende lagen perkament op elkaar, fijngesneden, gekleurd of verguld, hetgeen door Edward L. Kottick werd beschreven als een ondersteboven gedraaide huwelijkstaart (upside-down wedding cakes).

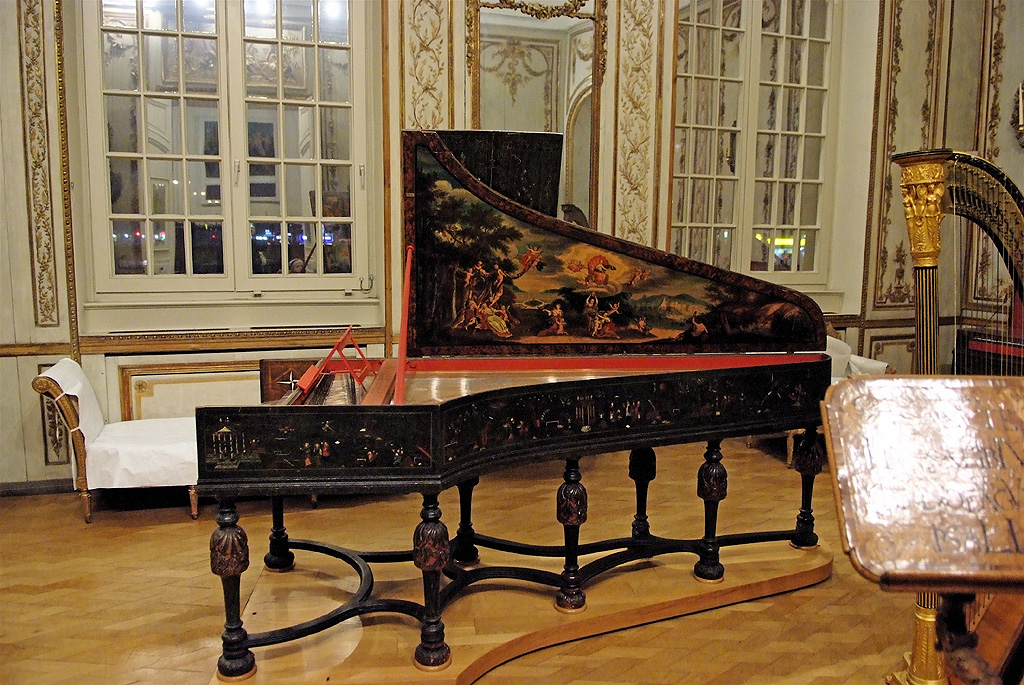
klavecimbel door Christian Zell 1728, Hamburg, Museum für Kunst und Gewerbe

Christian Zell, die verwant was met de Fleischers liet drie klavecimbels na die dateren van respectievelijk 1728 (met twee klavieren), 1737 en 1741 (één klavier). Het eerste is een van de merkwaardigste instrumenten uit de 18e eeuw, zowel op het vlak van de musicaliteit als op dat van de versiering. Met een dispositie 2 × 8', 1 × 4' en luitspel, met een reikwijdte van 'fa' naar 're' was de structuur van het internationale type, met een ronde eindpunt. De harmonietafel was geïnspireerd op Ruckers, evenwel zonder rozet. De decoratie was bijzonder rijk: kast met chinoiserieën op groene achtergrond, harmonietafel met bloemendecor en veelkleurige vogels, deksel in drie delen beschilderd met mythologische scènes, pootgedeelte met acht gesculpteerde en geschilderde poten, onderaan met elkaar verbonden door uitgezaagde dwarsstukken.

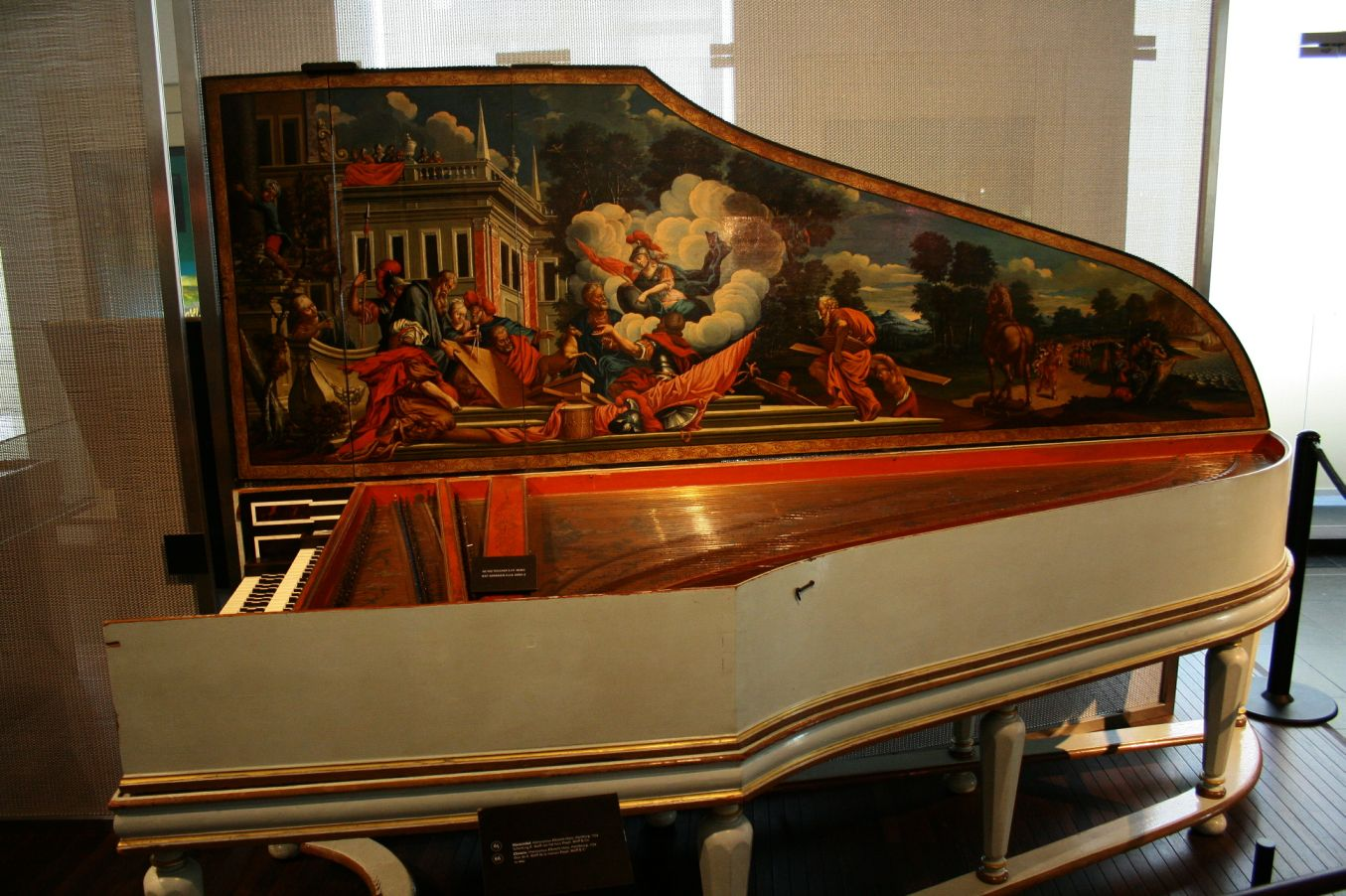
Klavecimbel door Hieronymus Albrecht Hass, 1734, Brussel, Instrumentenmuseum

Hass (1689- na 1744) en zijn familie liggen aan de oorsprong van de meest complexe en uitgewerkte klavecimbels ooit. Na de vader kwam zoon Johann Adolph (actief van 1740 tot 1775). Van Hieronymus Albrecht zijn zes instrumenten bewaard, gedateerd 1721 tot 1740 en van Johann Adolph, twee, gedateerd 1760 en 1764.
De grote kwaliteit en de complexiteit van de klavecimbels van vader en zoon Hass zijn opvallend, hoewel geen enkele van de bewaarde exemplaren dezelfde versiering (van een eenvormige kleur tot de meest gesofisticeerde versiering) of dezelfde dispositie vertoont. Alle hebben evenwel een structuur die geïnspireerd is op de Vlaamse modellen, afgeronde vleugel en massief uitzicht.
Sommige disposities zijn zonder weerga onder de klavecimbels, zoals de twee dubbels met drie spelen van 8' en verschillende met de zeldzamen spelen 16' en 2'. Drie instrumenten hebben één klavier, vier hebben er twee en één heeft er drie. Die laatste is het enige origineel instrument met deze dispositie.
Het klavecimbel door Hieronymus Albrecht gebouwd in 1740, het laatste van hem dat tot ons is gekomen, is een technologisch meesterwerk, bijna 3 mp lang, met drie klavieren en zes rijen dokjes, twee harmonietafels en een unieke dispositie 1 × 16' + 2 × 8' + 1 × 4' + 1 × 2' + nasaal + luit, beschouwd als het meest gesofisticeerd klavecimbel ooit. Zijn reikwijdte bedraagt vijf octaven, van 'fa' tot 'fa', eerste Hamburgs klavecimbel om dit te bereiken. De twee bovenste klavieren vertonen een gelijklopende dispositie met die van Engelse klavecimbels uit dezelfde periode (8' met dogleg en nasaal op bovenste klavier, 4' en 8' met luitspel op het middelste klavier; het onderste klavier kan volledig, of gedeeltelijk als men de spelen 16' en 2' volledig wil benutten om volle klank te bekomen. De weelderigheid van de decoratie was in overeenstemming met de complexe structuur: kast beschilderd met chinoiserieën, klavierkast en klavieren met ivoor en schelfers belegd, deksel beschilderd met een scène die de bouwer voorstelt terwijl hij zijn werk aan een edeldame aanbiedt, pootgedeelte van zeven poten onderaan met elkaar verbonden door uitgezaagde dwarsstukken en versierd in harmonie met de kast.

#### Berlijn
Van Berlijn kent men tien bouwers waarover echter weinig is geweten. Van twee onder hen zijn instrumenten bewaard: Michael Mietke (voor 1665-1726 of 1729) en Johann Christoph Österlein (ca. 1728 – na 1792).

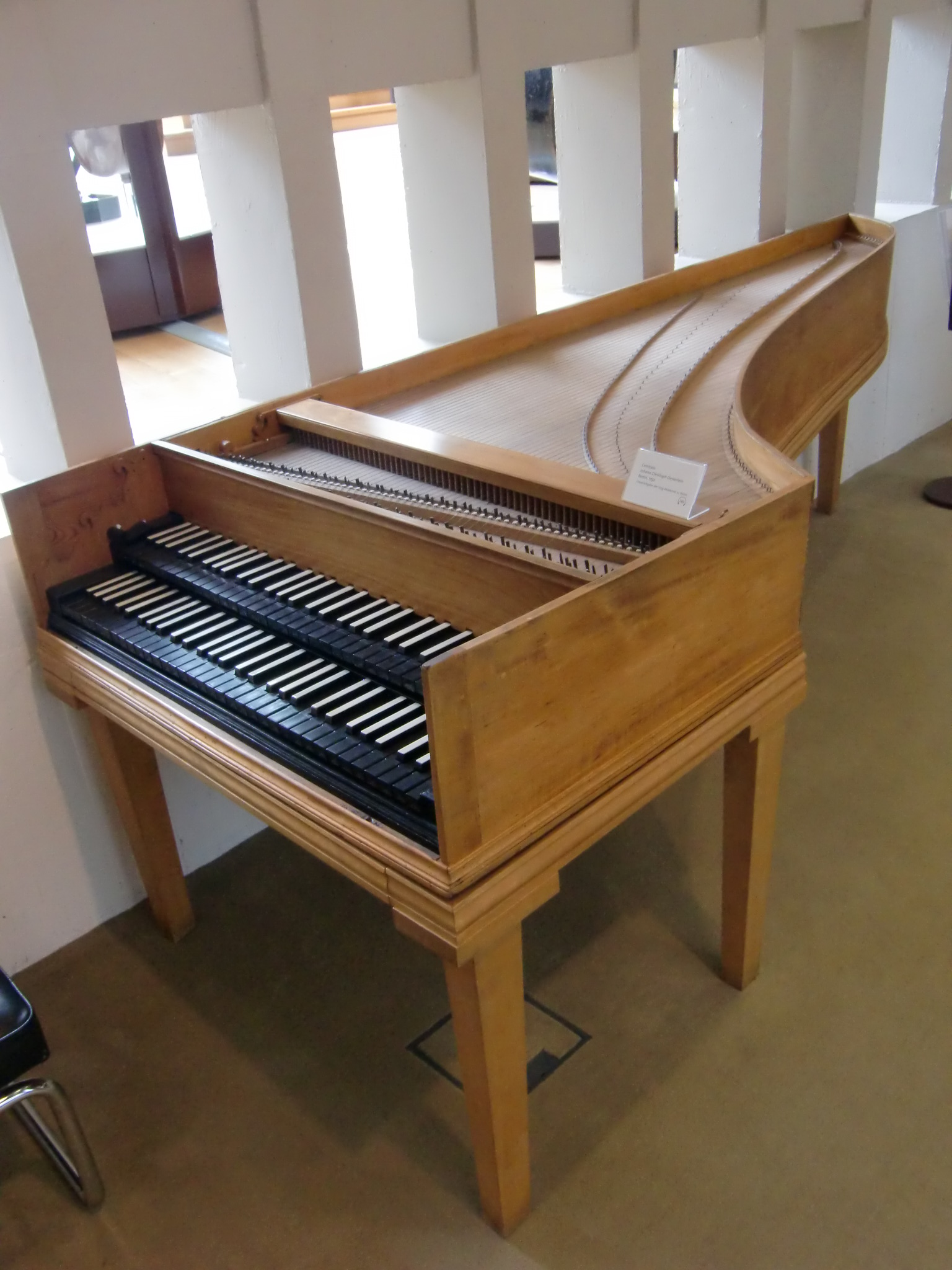
Klavecimbel door Oesterlein, 1792), Berlijn, Musikinstrumentenmuseum

Michael Mietke is de bekendste: drie van zijn klavecimbels zijn bewaard (twee met één klavier, gedateerd 1702/1704 en 1710 en één met twee klavieren gedateerd 1703/1713) met klassieke dispositie van 2 × 8' of 2 × 8' + 1 × 4'.
Hun kast is in populierenhout, van gemiddelde dikte, met een structuur die de versterkingen op zijn Italiaans combineert met die op zijn Vlaams. Het potgedeelte, met zeven of acht poten, met elkaar verbonden met lage dwarsstukken is versierd zoals de kast. Uitzonderlijk zijn de kast en de harmonietafel niet versierd met een geschilderd decor of een rozet. Oorspronkelijk hadden deze instrumenten uiteenlopende reikwijdten, van 'sol' naar 'do' of van 'fa' naar 'do', later uitgebreid. De toetsen zijn met ebbenhout bekleed, de 'feintes' in ivoor; de module van de octaaf is eerder smal, zoals bij de Fransen. Het klavecimbel uit 1702/1704 is vooral merkwaardig voor zijn zeldzamen versiering in polychrome en vergulde chinoiserie, aangebracht op een witte porseleinachtige achtergrond, werk van de beroemde schilder aan het Pruisissche hof Gérard Dagly. Het klavecimbel met dubbelklavier uit 1703/1713 heeft een vergelijkbare decoratie op zwarte achtergrond en waarschijnlijk van dezelfde kunstenaar. Michael Mietke heeft een bijzonder belang in de geschiedenis van het klavecimbel door het feit dat Johann Sebastian Bach de opdracht kreeg van prins Leopold von Anhalt-Köthen bij die bouwer een groot en uitzonderlijk duur tweeklavierig instrument aan te kopen, dat thans niet meer bestaat. De hoge prijs kan doen veronderstellen dat het om een instrument met een 16' spel kon gaan, want sommige bronnen vermelden dat Mietke zo een instrumenten maakte.
Van Johann Christoph Österlein is een instrument van 1792 overgebleven, met dispositie 2 × 8' + 1 × 4', met reikwijdte van vijf octaven van 'fa' tot 'fa'. De inwendige structuur ervan is vergelijkbaar met de klavecimbels van Moitke, maar het instrument is langer. Zonder decoratie, rust het op een eenvoudig pootgedeelte.

#### Dresden
Dresden, hoofdstad van Saksen, was een belangrijk centrum waar de familie Gräbner domineerde, met negen bouwers over vier generaties en over méér dan een eeuw, met als eerste Johann Christoph Gräbner die in de 17e eeuw leefde.
Van die dynastie zijn vier klavecimbels bewaard:
- uit 1722 een instrument gebouwd door Johann Heinriech Gräbner de Oudere, zoon van Johann Christoph, waarop Mozart in 1787 in Praag zou gespeeld hebben bij de creatie van Don Giovanni;
- klavecimbels uit 1739 en 1774 door Johann Heinrich de Jonge, zoon van de voorgaande;
- uit 1782 een instrument door Karl August, zoon van de voorgaande.

Ondanks de spreiding in de tijd hebben deze klavecimbels heel wat gemeenschappelijke kenmerken die eerder zeldzaam waren in de Duitse constructie en eerder Italiaans aandeden (onder meer wat betreft de inwendige structuur) of zelfs Frans (klavieren ondersteboven met nauwere toetsen, dispositie 2 × 8', 1 × 4' met luitspel. De oudste hebben registers die verder van elkaar verwijderd zijn en derhalve met een meer individuele klank. Deze instrumenten hebben een hoekige punt, een eenvoudig pootgedeelte en decoratie: het waren geen pronkstukken. Alleen de twee laatste hadden de klassieke reikwijdte van vijf octaven, 'fa' tot 'fa'.

#### Andere oorden
Enkele talentvolle bouwers zijn terug te vinden in wat meer afgelegen plekken.

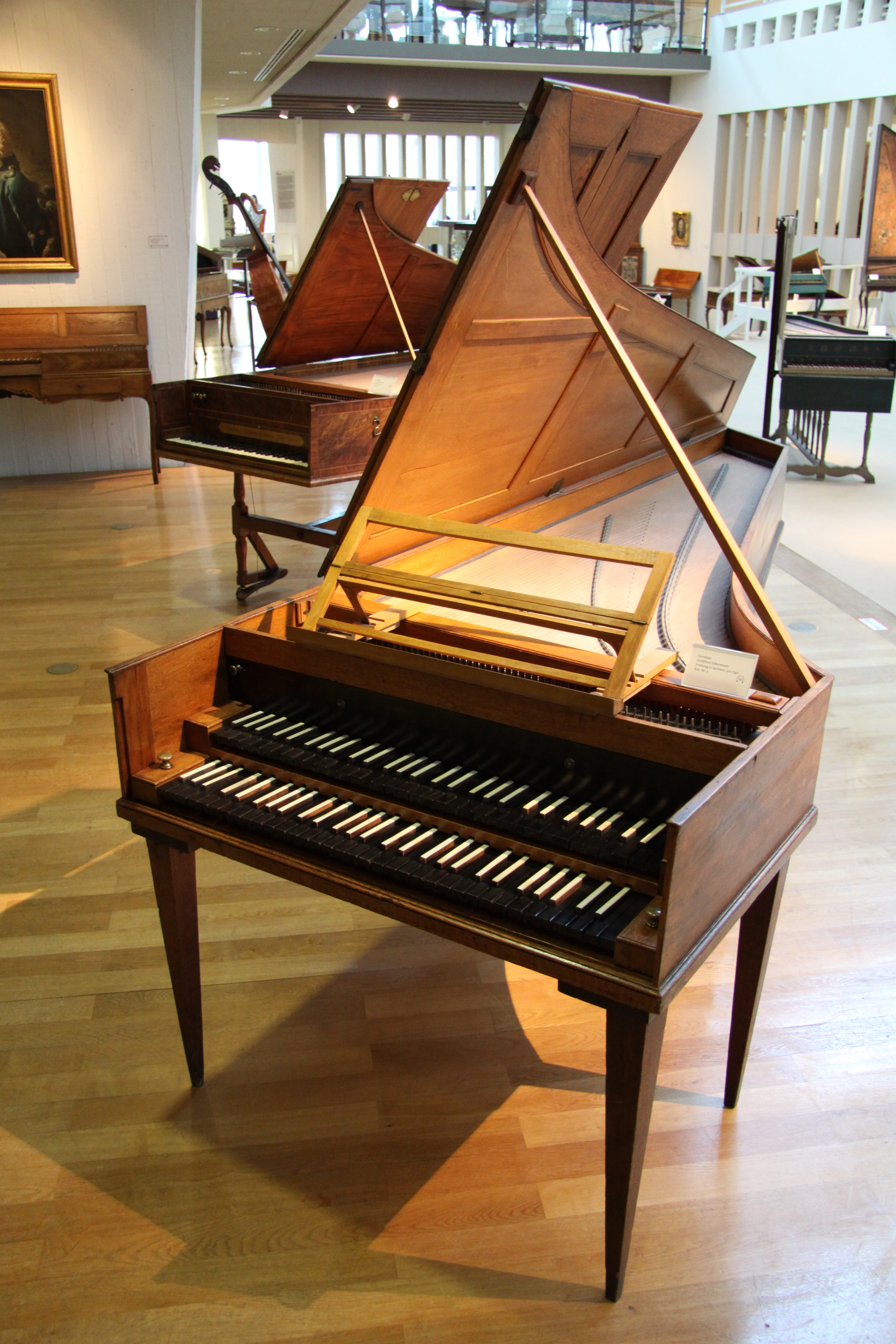
G. Silbermann, 1740, Berlijn, Musikinstrumentenmuseum

In Freiberg, stadje in Saksen werkte Gottfried Silbermann (1683-1753), een vriend van Johann Sebastian Bach die, net als de andere leden van de familie Silbermann ook orgels bouwde en later pianofortes.
Er rest één klavecimbel die aan hem wordt toegeschreven (1740), zonder absolute zekerheid trouwens. Dit grote instrument met minimalistisch versierde eiken kast maar in verzorgd schrijnwerk heeft kenmerken die aansluiten bij de Franse uit die tijd met een reikwijdte van vijf octaven, van fa naar fa en een dispositie 2 × 8', 1 × 4'.
In Hannover werkte Christian Vater (1679-1756) die uit Hamburg kwam. Net als zijn vader Martin was hij vooral orgelbouwer, kunst die hij bij Arp Schnitger had geleerd. Zijn broer, Antoine Vater (1689-1759) vestigde zich in 1715 in Parijs en werd er een befaamd klavecimbelbouwer.
Van hem is één klavecimbel bewaard (1738), die in een aantal opzichten herinnert aan de Franse productie uit de 17e eeuw, onder meer met de wanden van gemiddelde dikte, en zijn pootgedeelte bestaande uit spiraalvormige balusters, met een lage uitgezaagde verbinding. Hij heeft één klavier, met een reikwijdte van 'sol' naar 'si'-'mi', met een korte octaaf en een dispositie 2 × 8'. De vleugel is afgerond op zijn Hamburgs, de kast is zwart geschilderd met grote vergulde barokmotieven, de binnenkant van het deksel werd nooit beschilderd.
In Großbreitenbach, stadje in Thüringen was de familie Harrass actief en vier leden ervan zijn bekend. Er is maar één gesigneerd klavecimbel van hun makelij overgebleven, gedateerd 1710.
Wegens gelijkende kenmerken, zonder zekerheid echter, wordt een groot klavecimbel aan een Harass toegeschreven, dat bekendstaat onder de naam Bachflügel (klavecimbel van Bach). Men heeft anderzijds lang verondersteld dat het instrument door Gottfried Silbermann gebouwd werd en aan Bach toebehoorde. De huidige, niet originele dispositie van 1 × 16', 1 × 8' op het hoofdklavier en 1 × 8', 1 × 4' op het bovenklavier werd beschouwd als door Bach ingegeven en daarom werden talrijke instrumenten in de 19e eeuw op dit model gebouwd.
In Augsburg was Johann Andreas Stein (1728-1792) gevestigd, vooral bekend als promotor van de Weense pianoforte en voor zijn relaties met de familie Mozart. Hij interesseerde zich voor alle klavierinstrumenten (orgel, klavecimbel, klavichord, pianoforte). Tussen 1750 en 1777 bouwde hij 21 klavecimbels waarvan er slechts één tot ons is gekomen. In de familie van de knijpsnaren zijn er echter twee imposante en verbazende instrumenten overgebleven, die klavecimbel en pianoforte combineerden. Beide instrumenten werden als 'vis à vis' opgebouwd en in elkaar verwerkt langs hun gebogen zijwanden. De oudste (1777) heeft één klavier voor de pianoforte en drie voor het klavecimbel; de reikwijdte is van vijf octaven, de dispositie is 1 × 16', 2 × 8', 1 × 4' met dogleg voor een van de 8' en met een uiterst zeldzaam arpichordum. Het tweede instrument is simpeler, met slechts twee klavieren voor het gedeelte klavecimbel. Deze vis-à-vis hebben geen bijzondere versiering en zelfs geen rozet. Het schrijnwerk is sober en het hout is in natuurlijke staat gebleven.

### Engeland
De productie van grote klavecimbels was in het eerste kwart van de 18e eeuw beperkt in Engeland. Het gevolg hiervan is dat er slechts een tiental instrumenten bewaard zijn gebleven, allen van verschillende bouwers. De eerste instrumenten met dubbel klavier werden gebouwd en de reikwijdte bereikte vijf octaven.
De kenmerken van de twintigste eeuw bleven bewaard, in het bijzonder de notelaren kast, de eerder korte module en de uitgesproken welving van de zijwand, de gemiddelde dikte van de wanden, de nazaalklank en de rijen in dogleg geplaatste dokjes, de opgeplaatste moulures, de eenvoudige en eerder zeldzame geschilderde versieringen.
De bijzonderste bouwer was de uit Nederland ingeweken Londenaar Hermann Tabel. Hij zou, volgens een onzekere traditie, door de laatste Couchet zijn opgeleid. Van hem is maar één klavecimbel bewaard (1721, twee klavieren, toeschrijving is wel onzeker). Hij werd de leermeester van de twee bouwers die in de volgende decennia en tot het einde van de eeuw de klavecimbelbouw in Engeland zouden domineren.

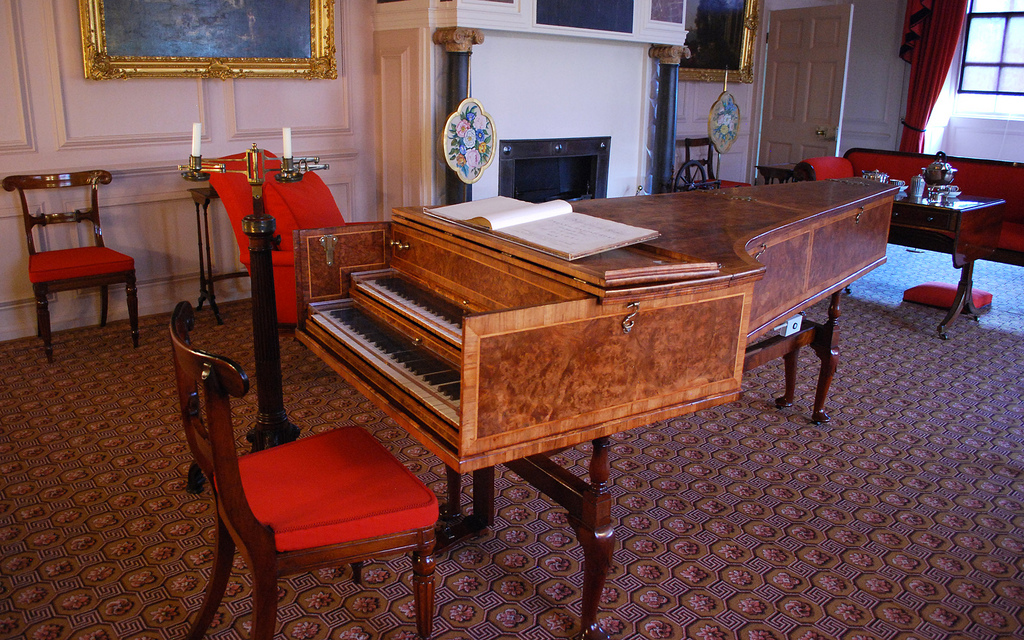
Klavecimbel door Burkat Shudi, met typisch pootgedeelte, Londen, Kew Gardens

Burkat Shudi, die een schrijnwerkersopleiding had gevolgd, en in Zwitserland was geboren, werkte bij Tabel in de jaren 1720 en vestigde zich zelfstandig in 1728. Het eerste van hem bekende klavecimbel is gedateerd 1729. Zijn onderneming werd welvarend. Hij nummerde en dateerde zijn instrumenten en het laatste droeg het nummer 1155 en de datum 1793. Thans zijn er een vijftigtal van bewaard. In 1770 associeerde hij zich met zijn schoonzoon John Broadwood en tegen het einde van de eeuw werden voornamelijk pianofortes gebouwd. Hij was bevriend met Händel en telde onder zijn klanten de Prince of Wales, keizerin Maria-Theresia van Oostenrijk, koning Frederic II van Pruisen, Franz Joseph Haydn enz. In 1769 nam hij een brevet op wat Venetian swell werd genoemd, een soort deksel binnenin bestaande uit oriënteerbare luiken die door een pedaal regelbaar waren en die effecten van crescendo-decrescendo mogelijk maakten.

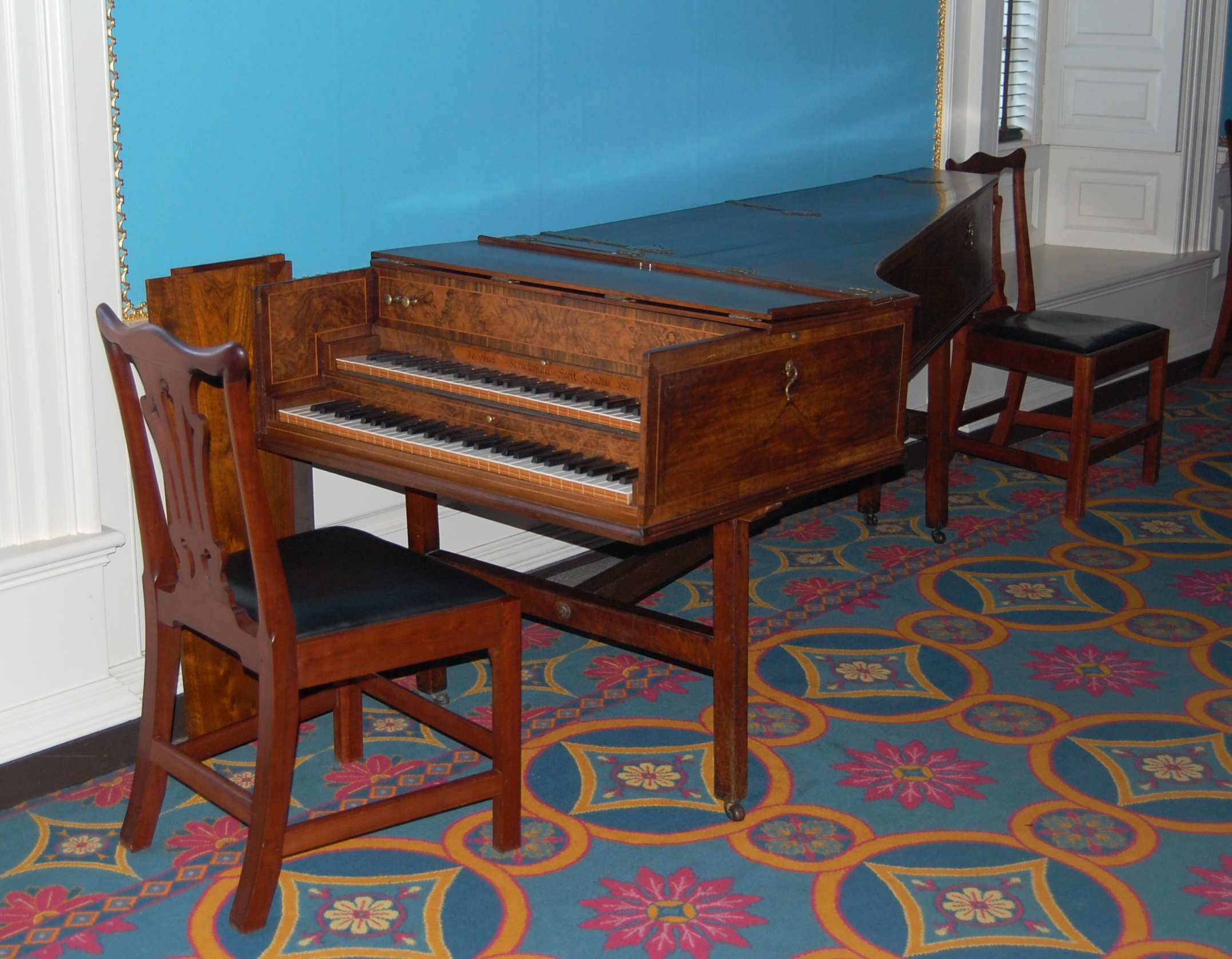
Klavecimbel door Jacob Kirckman, Londen 1758, Williamsburg (Virginia), paleis van de Gouverneur

Jacob Kirkman die eveneens een schrijnwerkersopleiding volgde en uit de Elzas kwam, was leerling bij Tabel in de jaren 1730 en toen die in 1738 stierf, trouwde hij met de weduwe en nam het atelier over. Hij dreef de productie naar ongekende hoogten. Van hem zijn 110 klavecimbels bewaard gebleven, gebouwd tussen 1744 en 1800 (of 1809). Zijn productie was minstens het dubbele van die van Shudi, hetzij méér dan 2000 instrumenten. In 1772 nam hij zijn neef Abraham als vennoot en had onder meer de koningen George II en George III als klant.
Na 1740 hadden Shudi en Kirkman praktisch het monopolie van de klavecimbels in Londen. Hun concurrenten moesten zich tevredenstellen met het vervaardigen van kleine instrumenten. Wat de twee firma's bouwden was zeer gelijklopend en kan als het archetype van het 18e-eeuwse Britse klavecimbel beschouwd worden en dit volgens drie modellen: een simpel klavier 2 × 8', een simpel klavier 2 × 8', 1 × 4' en een dubbel klavier 2 × 8' (dogleg), 1 × 4', met nazaal en soms luit. De instrumenten met dubbel klavier vertegenwoordigden ongeveer de helft van de productie. Heel wat instrumenten waren voorzien van het mechanisme machine-stop dat via de pedaal snelle registratiewijzigingen mogelijk maakte. De kasten waren in eik, met notelaar of later acajou er op geplakt en met panelen die waren onderverdeeld door streepjes in een andere houtsoort. De harmonietafel was niet versierd en bij Kirkman (niet bij Shudi) was er een rozet in verguld tin op aangebracht. De toetsen waren bedekt met ivoor, de halve tonen met ebbenhout of palissander, hetgeen later op het pianoklavier werd overgenomen. Het pootgedeelte bestond uit vier poten, met horizontale verbindingstukken verenigd, demonteerbaar bij vervoer. De poten konden verschillend zijn: vierkant, recht, slank of gedraaid. De interne structuur was door het Vlaamse model geïnspireerd met toevoeging van versterkingen in de lengte, iets wat typisch was voor de Engelse productie.
De klankkwaliteit werd geroemd, zodat men zelfs eerder op de sonoriteit lette dan op de muziek zelf. Charles Burney schreef in 1771: To persons accustomed to English harpsichords all the keyed instruments on the continent appear to great disadvantage. (...) I found three English harpsichords in the three principal cities of Italy which are regarded by the Italians as so many phenomena.. Frank Hubbard, nochtans bewonderaar van de Franse klavecimbels, deelde die mening en schreef, niet zonder enige tegenstrijdigheid: Although these almost mass-produced harpsichords did not have as musical a disposition as their French contemporaries, it is possible that they represent the culmination of the harpsichord maker's art. For sheer magnificence of tone, reedy trebles and sonorous basses, no other harpsichords ever matched them.

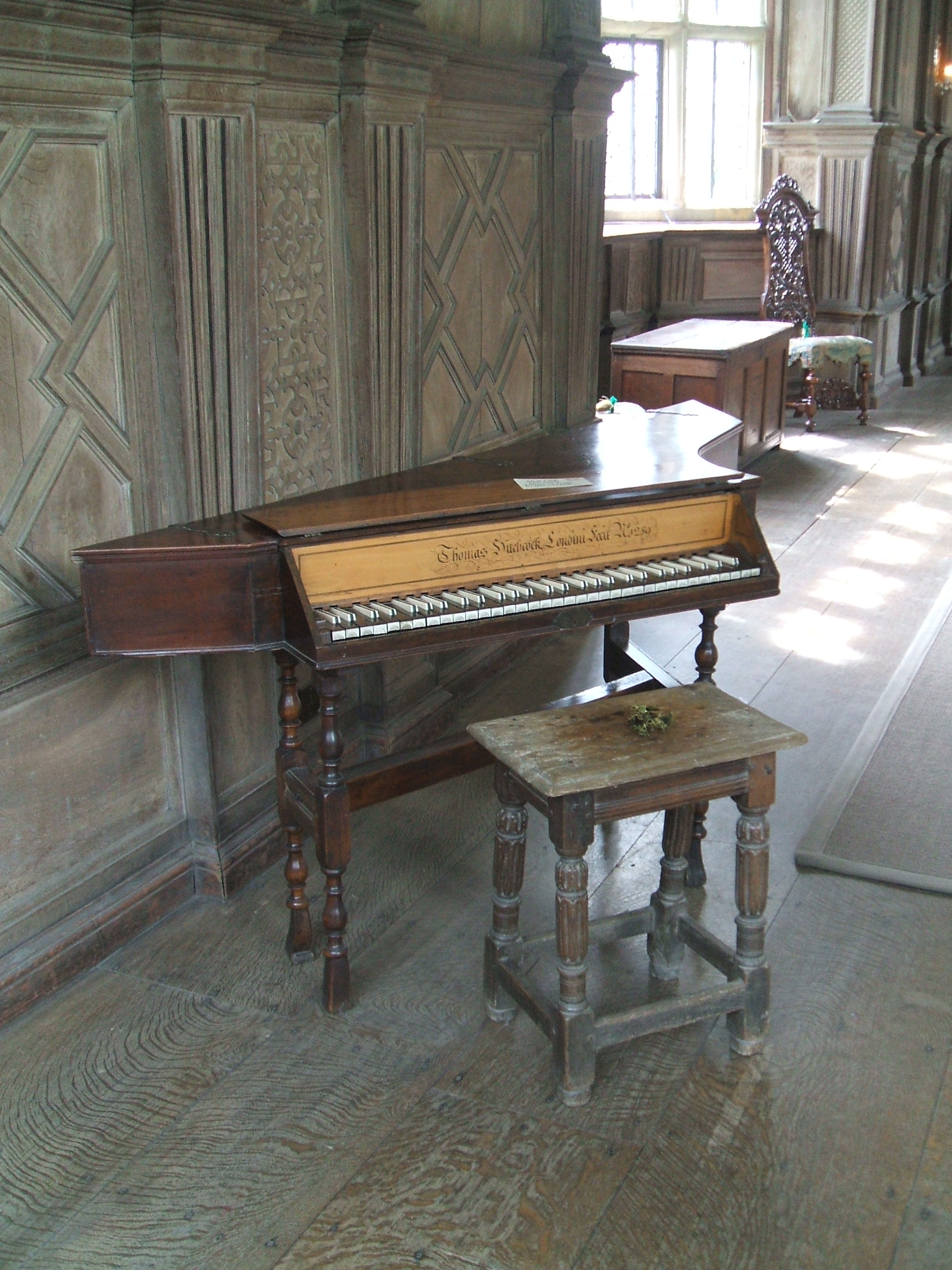
Spinet door Thomas Hitchcock, Haddon Hall (Derbyshire)

Het nadeel voor deze instrumenten was dat ze op de markt kwamen toen de beste tijd voor de klavecimbels voorbij was. In elk geval te laat opdat componisten zich door de nieuwe technische snufjes zouden hebben laten inspireren. De grote componisten voor het klavecimbel, François Couperin, Johann Sebastian Bach, Händel, Jean-Philippe Rameau, Domenico Scarlatti — componeerden allen minstens twintig jaar vroeger dan het hoogtepunt van de Engelse klavecimbelbouw.
Vanaf 1767 ondervonden Kirkman en Shudi concurrentie van een commercieel vennootschap dat klavecimbels verkocht van minder bekende bouwers. James Longman was er de stichter van en verkocht allerlei instrumenten. In 1775 associeerde hij zich met Francis Broderip. De firma Longman & Broderip ging in 1798 failliet. Van dit merk zijn 36 klavecimbels en spinetten overgebleven.
Er was ook nog de bescheiden bouwer Thomas Haxby in York, die ook orgels, pianofortes, violen en citharen bouwde.
De ganse eeuw door werden talrijke gebogen spinetten (bentside spinet) geproduceerd. Ze waren het equivalent van de rechte piano vandaag: minder duur, minder plaats innemende, toegankelijker voor de middenklasse, maar toch met een ruime reikwijdte (vijf octaven). Ze geleken meestal op elkaar, met hun uniforme kast in schrijnwerk zonder decoratie. Voor enkele bouwers, zoals die van de families Hitchcock en Harris werd dit hun specialiteit.
Het was tegen het einde van de eeuw dat er belangstelling kwam voor het hybride instrument klavecimbel-pianoforte. Jean-Joseph Merlin (1735-1803), migrant die zich in Londen vestigde, bouwde de meest bekende. Een instrument, gedateerd 1780, wordt bewaard in München in het Deutsches Museum. Het is van een dispositie 1 × 16' + 1 × 8' + 1 × 4'; het pianomechanisme is omgedraaid met hamers die de snaren van boven betokkelen; pedalen maken actie mogelijk op het spel 16' en op het gedeelte piano. Daarbij was er een dispositief gemonteerd dat de registratie toeliet op papierrollen van de gespeelde stukken.

## Andere Centra

### Spanje
Spanje is een geval apart. Men bouwde er blijkbaar al klavecimbels in de 15e eeuw, maar naar het woord van Beryl Kenyon de Pascual zijn de Spaanse klavecimbels een mysterie gebleven. Ze werden nochtans vernoemd in de voornaamste werken over muziek van die tijd, zoals die van Juan Bermudo of Tomas de Santa Maria.
De terminologie is een eerste probleem. Als men het had over clavicimbalo bedoelde men het grote klavecimbel, maar clavicordio was een algemeen woord voor alle klavierinstrumenten. Dit herinnert aan de ambiguïteit tussen het virginaal in Engeland en het spinet in Frankrijk in de 17e eeuw.
Vervolgens lijkt het er sterk op dat het aantal gebouwde klavecimbels steeds beperkt is gebleven. De bewaarde exemplaren zijn uiterst zeldzaam. In tegenstelling tot andere Europese landen was de Spaanse adel weinig geïnteresseerd in muziek en investeerde dan ook weinig in dit volgens haar minderwaardig tijdverdrijf. Als er instrumenten nodig waren, werden die uit Vlaanderen of Italië ingevoerd.
Dit betekent niet dat er helemaal niets was. Voor de 15e en de 16e eeuw zijn niettemin een paar namen bekend. In de documenten vindt men Juce Albariel (in Saragossa, rond 1469), Maestro Enrique (in Sévilla, rond 1470), Mohama Mofferiz (bijgenaamd 'de Moor van Saragossa', rond 1483-1545) en Pedro Bayle (Saragossa, rond 1505). Ze bouwden klavecimbels, orgels en claviorganums.
Voor de 17e eeuw kennen we de namen van Pedro Luis de Berganos (rond 1629), Bartolomeu Angel Risueno (rond 1664), Domingo de Carvaleda (overleden in 1684) en de Italiaan Bartolomé Jovernadi die rond 1635 werkte voor koning Filip IV van Spanje. Hij vond een cimbalo perfetto uit, waar we weinig over weten. In een beschrijving door de monnik Pablo Nassare werden de verschillende instrumenten die men bouwde opgesomd: grote klavecimbels met 1 tot 3 rijen snaren, spinetten van 8 of 4 voet. Hij maakte daarbij de opmerking dat Spanje zeer weinig instrumentenbouwers kende.
Het klavecimbel kreeg een bevoorrechte plaats in de koninkllijke paleizen vanaf de 18e eeuw en dit dankzij koningin Maria Barbara die in Sevilla en vervolgens in Madrid haar klavecimbelleraar Domenico Scarlatti in haar kielzog meesleepte. Zelf goede klaveciniste, bezat ze twaalf instrumenten, verdeeld over haar verschillende paleizen (Escorial, Aranjuez en Buen Retiro), waaronder pianofortes die uit Italië kwamen. Ze gaf echter de voorkeur aan het klavecimbel. Twee pianofortes werden trouwens verbouwd tot klavecimbels. Onder haar instrumenten waren er Italiaanse, Spaanse en één Vlaamse, waarschijnlijk een Ruckers. De inventaris na haar dood vermeldde drie grote Spaanse instrumenten met een kast in notelaar, waaronder een instrument dat gebouwd was door de aan het hof verbonden Diego Fernandez (1703-1775) die in het ontwerpen was bijgestaan door de castrata Farinelli die eveneens aan het hof van koning Filips V verbonden was en die trouwens het instrument erfde. De Spaanse bouwers uit die tijd ondergingen de invloed van zowel de Italiaanse als de Franse bouwers.

### Portugal
Portugese klavecimbels zijn zeldzaam en niet ouder dan de 18e eeuw. Er zijn weinig bouwers bekend. De bekendste waren Joachim José Antunes (rond 1785) en Manuel Antunes (rond 1789), die waarschijnlijk verwanten waren. Verder nog Jozé Calisto en Manuel Anjos de Beja. De nog bewaarde klavecimbels dateren van het einde van de 18e eeuw . Met één klavier en met een dispositie 2 × 8', vertonen ze een sterke Italiaanse invloed gekoppeld aan enkele kenmerken uit het Noorden. Typisch is het pootgedeelte bestaande uit vier rechte planken onderaan twee per twee aan elkaar verbonden.

### Ierland
De in Dublin geconcentreerde Ierse klavecimbelproductie vertoonde enkele specifieke kenmerken die haar onderscheiden van de Engelse. De tot ons gekomen klavecimbels hebben allen maar één klavier, er waren nogal wat clavicytheriums (vier van de negen bewaarde instrumenten), de kniestukken hadden de voorkeur boven de pedalen voor het in werking stellen van de registers, van de machine stop en van het dispostief van de persiennes vénitiennes, de reikwijdte eigen aan Ierland was van 'fa'/'sol' tot 'sol'.
De klavecimbelbouwers waarvan we de namen kennen dankzij de van hen bewaarde instrumenten, waren:
- Ferdinand Weber (1715-1784), Duitser die zich in 1739 in Dublin vestigde (vier klavecimbels, een spinet en twee deux clavicytheriums) ;
- Henry Rother en Robert Woffington (van allebei een clavicytherium en van de tweede ook een claviorganum).

De clavicytheriums van Rother en Weber hebben een 'piramidale' vorm: het instrument heeft een verticale symmetrie, dankzij de diagonaal geplaatste snaren of door een verkort systeem vergelijkbaar met het orgel, waarbij de lage tonen in het midden aangebracht zijn en de hoge tonen aan beide zijden ervan.

### Noord-Amerika
De meest gefortuneerde bewoners van de 'Nieuwe Wereld' lieten hun klavecimbels uit Londen komen. In de 18e eeuw begon echter een lokale productie het daglicht te zien onder impuls van Engelse en Duitse migranten of van geboren Amerikanen die aan de slag konden zonder zich te bekommeren om de dwingende regels die in Europa golden.
De in Amerika, voor en na de onafhankelijkheid, gebouwde instrumenten waren hoofdzakelijk spinetten en verschilden weinig van de uit Engeland ingevoerde exemplaren.
Het oudste bewaarde spinet dateert van 1739 en werd gebouwd door de ingeweken Duitser Johann Gottlob Klemm (1690-1762), leerling van Gottfried Silbermann. Een bedrijvig bouwer was de Engelsman John Harris.
Slechts twee Amerikaanse klavecimbels bleven bewaard. Het eerste werd gebouwd door de Duitser David Tannenberg (1725-1804) die voornamelijk orgels bouwde en een leerling was van Klemm. Het tweede werd gebouwd door Trute & Wiedberg (dubbel klavier met vijf octaven, met luit, nazaal en machine stop). Het onderscheidde zich van de Engelse exemplaren door zijn kast in acajou.

### Oostenrijk
In de 17e eeuw waren enkele bouwers actief in Salzburg, Linz, Praag en Innsbruck maar de meeste waren toch in de hoofdstad Wenen geconcentreerd. In de meeste gevallen werd klavecimbelbouw als een secundaire activiteit beschouwd, naast het bpouwen van orgels en klavichords.
Er zijn acht grote klavecimbels en drie spinetten bewaard gebleven. Ze gelijken op de instrumenten uit Zuid-Duitsland en Italië, eerder conservatief gebouwd, op afstand van de innovaties uit het Noorden van Europa. De structurele en decoratieve elementen maakten er een homogeen geheel van. De kasten in notelaar hadden dunne wanden, het geboende hout was niet beschilderd. Alleen de klavierbox werd versierd. Twee klavecimbels, een anoniem uit Praag (rond 1680-1700) en dat door Johann Christoph Pantzner (1747) hebben een pootgedeelte onder de vorm van een commode met schuifladen. Er was altijd maar één klavier in dispositie 2 × 8', toetsen waren in been of ivoor en 'feintes' in zwart hout. De meest recente instrumenten hadden een chromatisch klavier, terwijl de oudste een paar typische Oostenrijks kenmerken vertoonden op gebied van dispositie en akkoorden. De snarenmodule was kort tot zeer kort en de registers zwaar, op zijn Italiaans, zonder hendel om ze te doen werken.
De algemene structuur van deze instrumenten werd zonder wijziging overgenomen voor de pianofortes, op het einde van de 18e eeuw waren sommige nieuwe instrumenten trouwens zonder meer verbouwde klavecimbels.
Er is praktisch niets bekend over de 16e- tot 18e-eeuwse producties in de Habsburgse landen die thans tot Hongarije, Tchekië en Polen behoren.

### Zwitserland

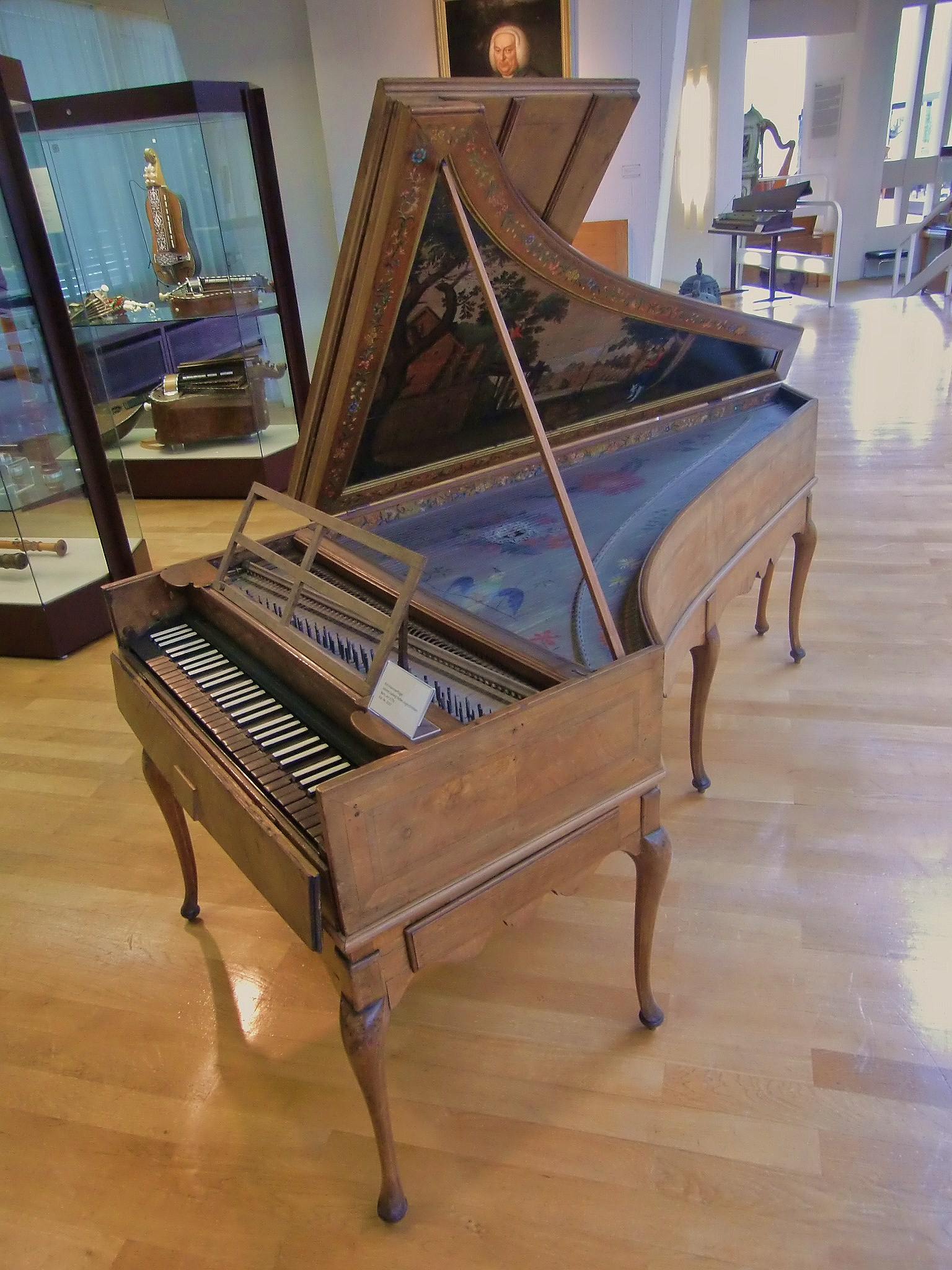
Klavecimbel-piano Hellen, (Bern, voor 1779), Berlijn, Musikinstrumentenmuseum

In Zwitserland bleef de klavecimbelbouw een marginale activiteit. In de 18e eeuw kende het land een tiental bouwers, die zowel orgels, klavecimbels als andere instrumenten bouwden. De meesten waren Duitsers van geboorte of oorsprong. De productie concentreerde zich in Bazel, Bern en Zürich. Wat er nog is overgebleven (drie spinetten, een klavecimbel, een gecombineerde klavecimbel-piano toegeschreven aan Johann Ludwig Hellen, een ottavino) getuigen niet van een eigen Zwitserse traditie, maar van een overwegend Duitse invloed.

### Scandinavië

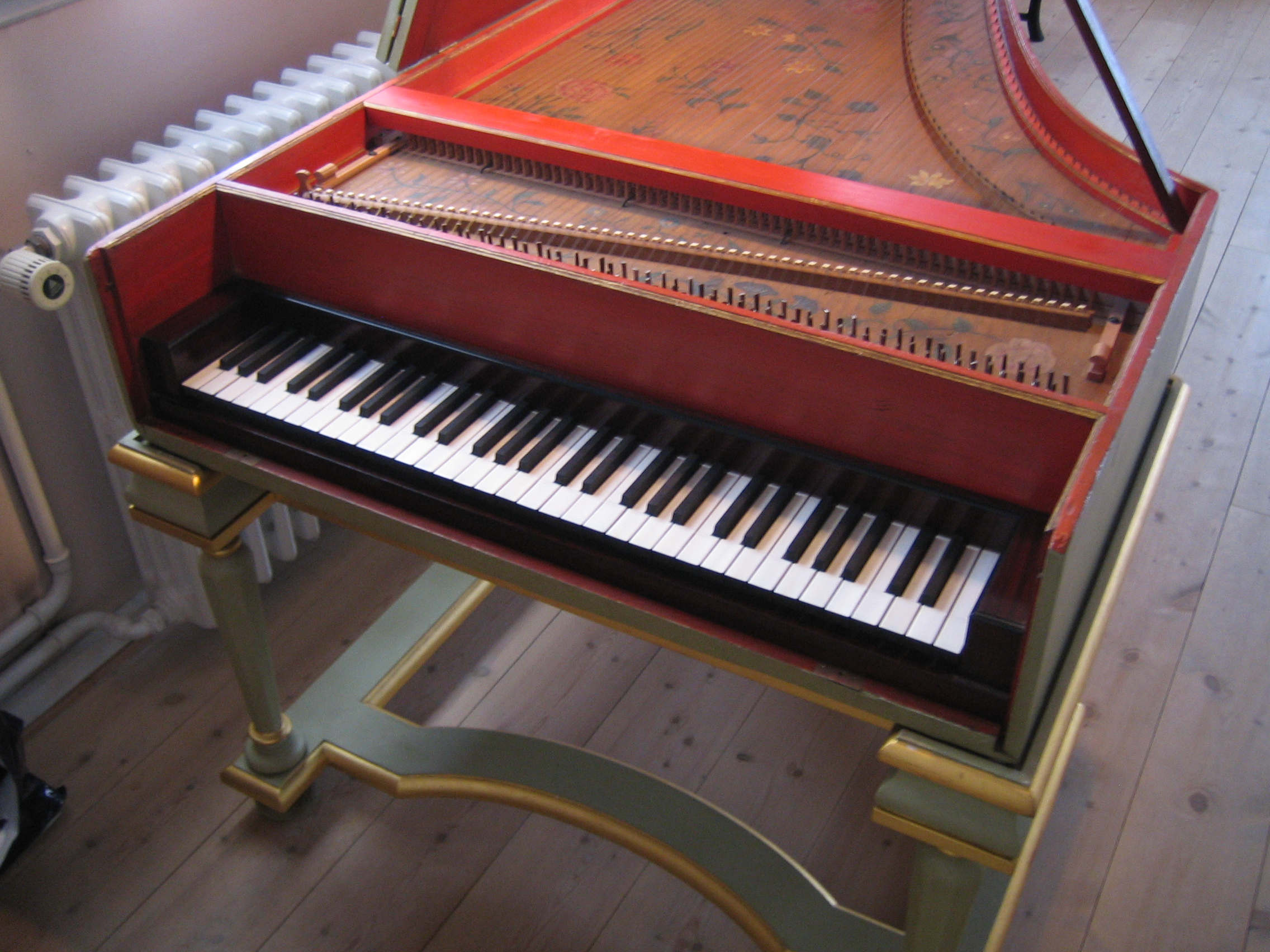
Klavecimbel door Moshack (1770), Nykøbing Falster, Falster Minder Museum

In de Scandinavische landen was vooral de Hamburgse invloed zichtbaar.
In Denemarken waren er enkele klavecimbelbouwers, onder wie Moritz Georg Moshack in Kopenhagen (1730 – ca. 1772) van wie één enkele klavecimbel met één klavier, gedateerd 1770, is overgebleven.
Voor het overige was vooral Stockholm een centrum. In die stad werkte in de 17e eeuw Girolamo Zenti. Enkele bewaarde instrumenten leveren de namen van bouwers: Lars Kinström (1710-1763), Philip Jacob Specken (ca. 1685-1762), Gottlieb Rosenau (ca. 1720 – ca. 1790). Van de meest originele onder hen, Johann Broman (ca. 1717-1772) zijn twee instrumenten bewaard in het Muziekmuseum van Stockholm. Die uit 1756 is het langste klavecimbel dat ooit werd gebouwd (360 cm). Het heeft daarbij een bijzondere dispositie 3 × 8', 1 × 4', een nazaal die gelijkenis vertoont met de instrumenten van Hass in Hamburg. Ook de versiering spiegelde zich aan Hamburgse voorbeelden.

## 19e eeuw
De productie van de zogenaamd 'historische' bouwers liep ten einde. In Engeland bouwde een telg van de dynastie Kirkman in 1809 nog een klavecimbel (het laatste van hem bewaarde klavecimbel dateert van 1800). De productie stopte weliswaar niet helemaal, maar instrumenten gebouwd na 1800 zijn zeer zeldzaam. Onder hen negen virginalen gebouwd als rechtopstaande piano's en geproduceerd in verschillende Noord-Italiaanse steden, met als laatste een exemplaar gebouwd in Brescia door een zekere G. Borghetti en gedateerd 1844. Er bleven enkele gepassioneerden over (Charles Fleury, Louis Tomasini) die oude instrumenten bleven restaureren.
Vanaf het begin van de 19e eeuw behoorde het klavecimbel tot het verleden, vaak naar de zolder verwezen, zo niet gewoon vernield. Van de émigrés werden tijdens de Franse revolutie 61 klavecimbels en 7 spinetten afhandig gemaakt en toegewezen aan het Conservatorium in Parijs. De bibliothecaris van het Conservatorium Jean Baptiste Weckerlin schreef in 1890 dat in 1816, tijdens een bitterkoude winter, verschillende van die instrumenten als brandhout werden opgestookt teneinde de klaslokalen te verwarmen.
Het klavecimbel verdween nochtans niet helemaal en werd onder meer nog verder gebruikt bij particulieren of tijdens operavoorstellingen als continuobegeleiding. Giuseppe Verdi, geboren in 1813, had een polygonaal virginaal als eerste klavierinstrument ter beschikking. Voor publieke concerten verdween echter het klavecimbel volledig, in het voordeel van de piano. Enkele zeldzame amateurs of zelfs beroepsmusici behielden niettemin de passie voor het oude instrument, met onder hen Ignaz Moscheles, Charles Salaman en Ernst Pauer
Stilaan herleefde de belangstelling voor de 'Oude Muziek'. Ze werd gevoed door de werken van Jean-Baptiste Laurens over Couperin, (1841), door het in 1851 opgerichte Bach Gesellschaft, door studies over (Händel door Friedrich Chrysander (vanaf 1859), en over Rameau door Aristide Farrenc (1861) enz.

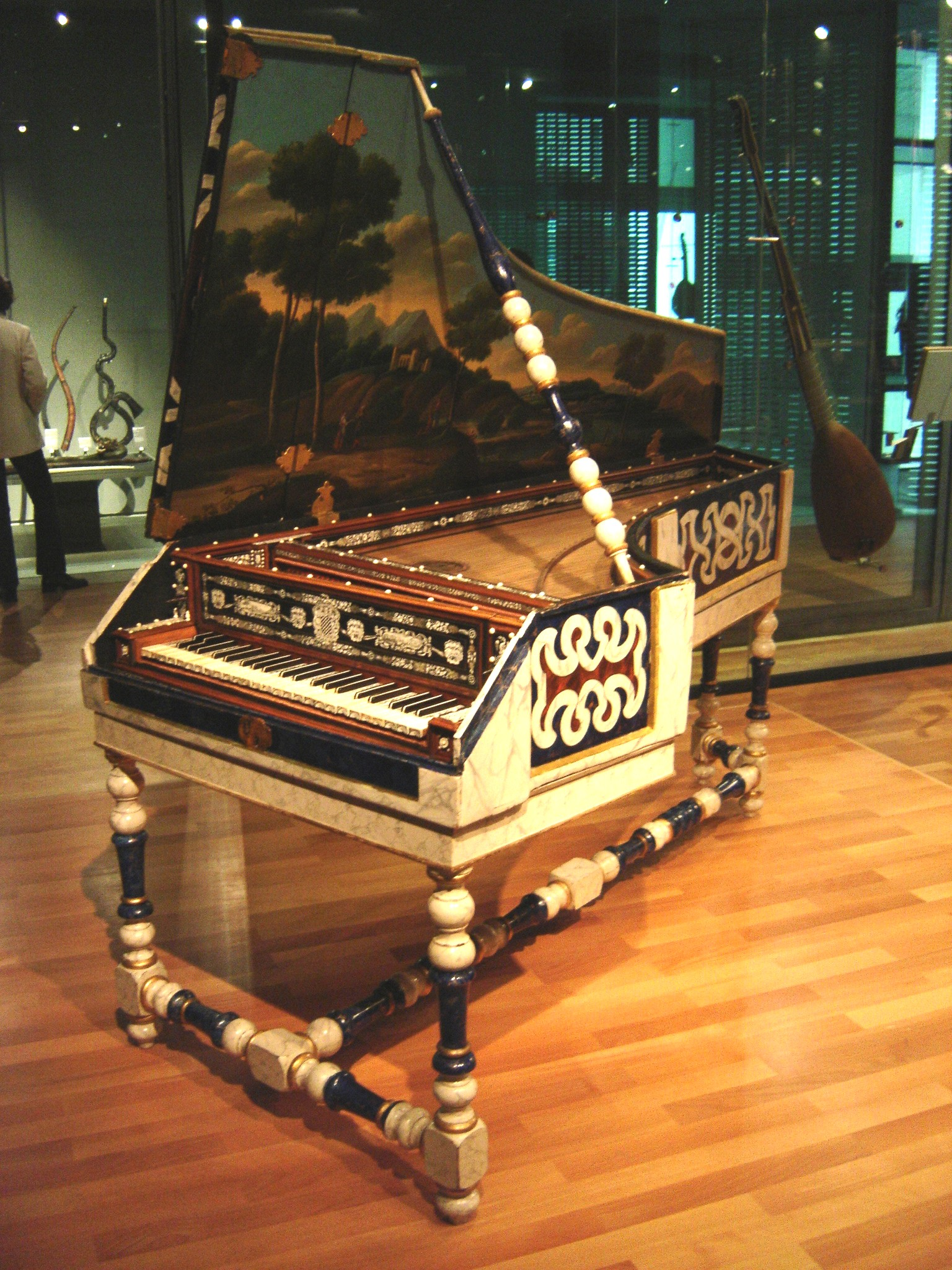
Klavecimbel uit 1681 door Pietro Faby, in 1856 aan Musée de la Musique in Parijs geschonken door de collectionneur Alexandre-Louis Sauvageot (1781-1860)

Klavecimbels dienden ook soms als antieke objecten waarmee rijke interieurs werden gestoffeerd of waren het voorwerp van de belangstelling van collectionneurs. De belangrijkste collecties van klavecimbels en aanverwante instrumenten werden in die tijd aangelegd en door legaten, giften en aankopen kwamen een aantal terecht in openbare musea. Onder die collectioneurs zijn te vermelden: Carl Engel, George Donaldson in Engeland, Louis Clapisson in Frankrijk, César Snoeck, Paul de Wit, Johann Christoph Neupert, Wilhelm Heyer in Duitsland, François-Joseph Fétis in België, Morris Steinert, Mary Crosby Brown in de Verenigde Staten.
In Parijs interesseerden zich twee technici aan het restaureren van oude klavecimbels. Charles Fleury restaureerde een Pascal Taskin uit 1786 en een Hass uit 1734. Louis Tomasini restaureerde onder meer een pedaalklavecimbel van Swanen uit 1786 en bouwde zelf verschillende instrumenten naar vroegere Franse modellen.
De hernieuwde belangstelling bracht de Florentijn Leopoldo Franciolini op ideeën. Toen hij een tekort aan instrumenten vaststelde, begon hij oude klavecimbels te vervalsen en na te bootsen. Voor de geschiedenis en de herkenbaarheid van de instrumenten heeft hij een heel kwalijke rol gespeeld. Niet alleen fabriceerde hij 'nieuwe' oude instrumenten, maar hij gebruikte authentieke stukken uit oude instrumenten die hij uit elkaar haalde, er signaturen op uitveegde om ze door die van meer prestigieuze bouwers te vervangen, Hij wijzigde onbeschaamd instrumenten om ze nieuwe kenmerken te geven. Volgens E. Kottick gaat het bij het grootste deel van de Italiaanse instrumenten met twee of drie klavieren, om exemplaren die door Franciolini zijn aangepast.
Tegen het einde van de 19e eeuw gaf Alfred Hipkins concerten, met uitleg erbij, op Kirkman of Shudi klavecimbels uit zijn collectie.
Met de Wereldtentoonstelling van Parijs in 1889 werd de wedergeboorte van het klavecimbel ingeluid. Voor het groot publiek werden drie instrumenten te zien en te horen voorgesteld. Het ging om reconstructies gedaan door Louis Tomasini en door de Franse pianobouwers Pleyel en Erard. Het waren getrouwe kopieën van de Taskin van 1769 die kort daarvoor door Tomasini gerestaureerd was. (Deze drie instrumenten zijn thans in het Musikinstrumenten Museum in Berlijn). Louis Diémer concerteerde er herhaaldelijk op. Hoewel ze er uitwendig gelijk uitzagen, was alleen de reconstructie door Tomasini trouw aan het origineel, terwijl de twee andere te sterk door hun pianoverleden geleid werden.

De drie klavecimbels voorgesteld op de Wereldtentoonstelling van 1889
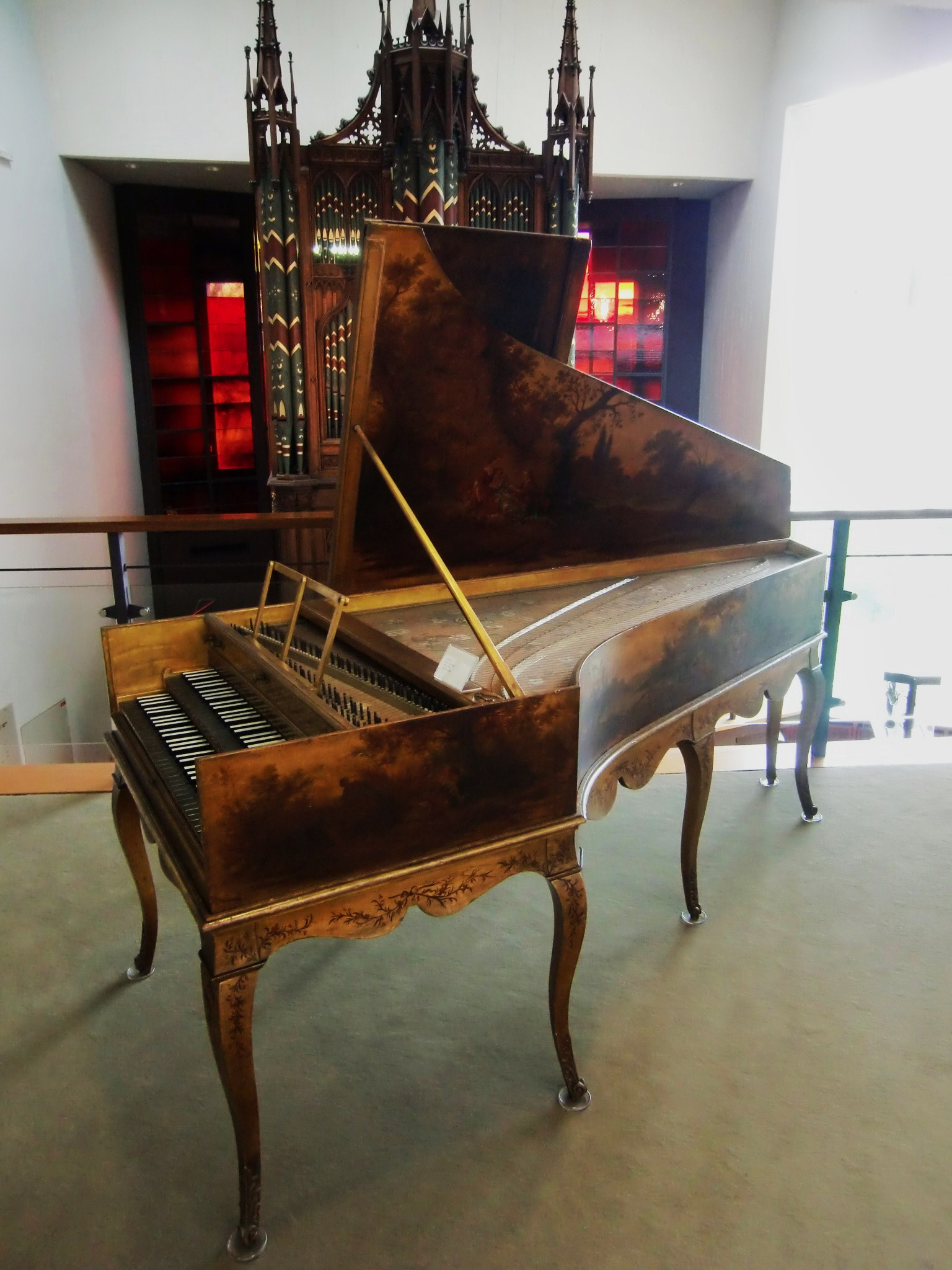
Het klavecimbel Louis Tomasini Musikinstrumenten Museum, Berlijn
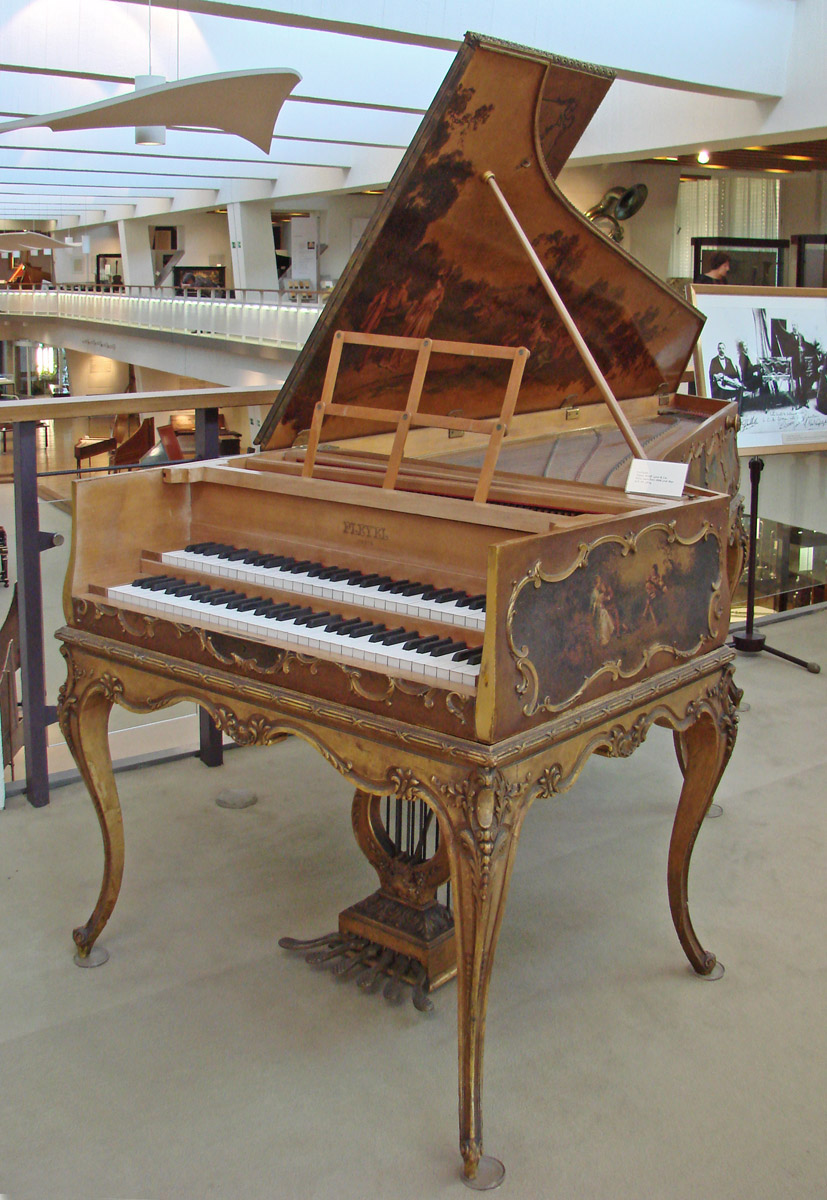
Het klavecimbel Pleyel Musikinstrumenten Museum, Berlijn
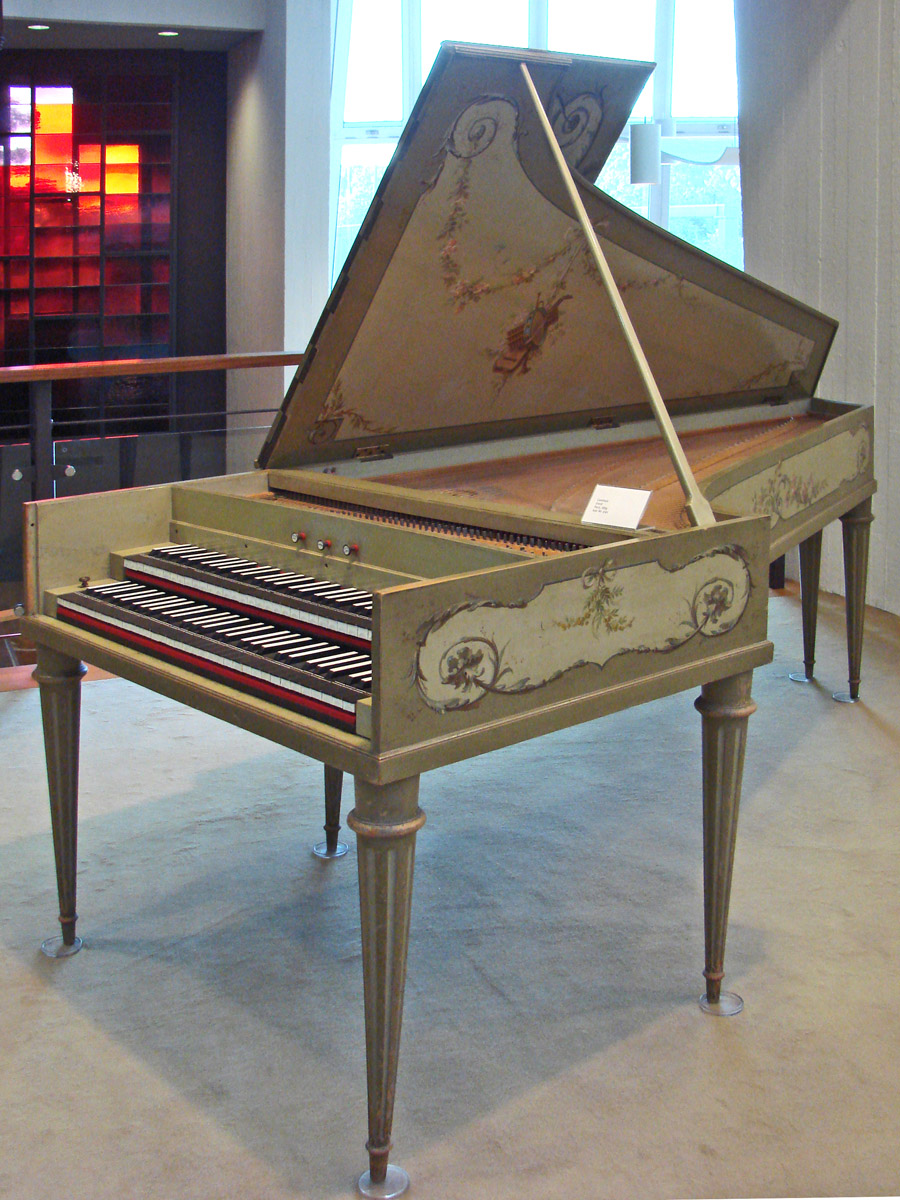
Het klavecimbel Érard Musikinstrumenten Museum, Berlijn

Het stijgende succes maakte dat de pianobouwers ook verder klavecimbels bouwden. Ze ontleenden hierbij de pedaal aan de piano.

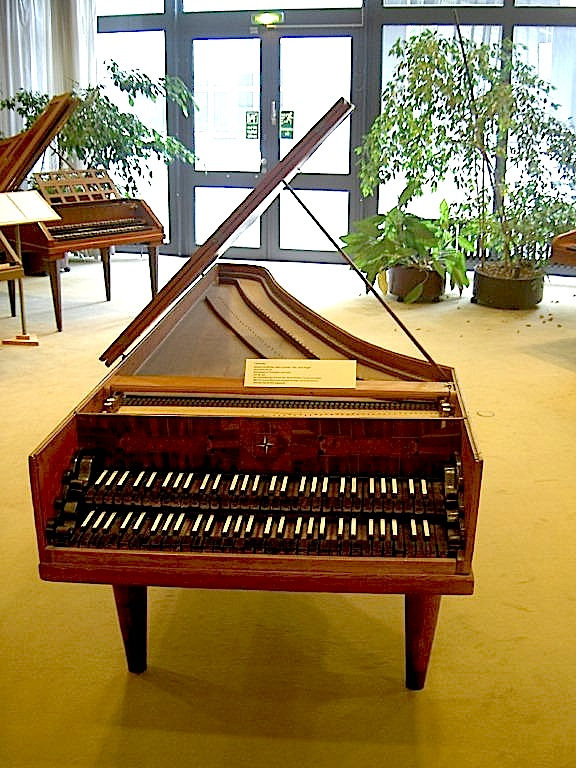
Het zogenaamde Bachflügel
Musikinstrumenten Museum, Berlijn

In 1892 al was, op verzoek van Philipp Spitta, een groot Duits 18e-eeuws klavecimbel in de collectie beland van de Berliner Hochschule für Musik. Met zijn eerder bijzondere en niet-traditionele disposities, ging het instrument door als ooit in het bezit te zijn geweest van J.S. Bach. Oskar Fleischer bevestigde later dat deze Bachflügel inderdaad aan de Meester had toebehoord, gebouwd werd door Gottfried Silbermann en door Wilhelm Friedemann Bach aan zijn vader was geschonken. (Zie: Führer durch die Sammlung alter Musik-instrumente (1892), p. 111). In 1922 volgde Curt Sachs hem hierin gedeeltelijk, maar twijfelde aan de toeschrijving aan Silbermann. In een artikel uit 1955, Der Flügel Johann Sebastian Bach ontkrachtte Friedrich Ernst de theorie van beide voornoemden. Niettemin werden de 'jeu de 16 pieds' en de legendarische Bachdisposition lange tijd beschouwd als onvermijdelijke elementen bij de moderne klavecimbelbouw. Thans oordeelt men dat het klavecimbel in kwestie omstreeks 1700 gebouwd werd door Johann Heinrich Harrass, nooit aan Bach heeft toebehoord en een dispositie heeft die niet origineel is. In 1899 werd door Wilhelm Hirl een eerste kopie gemaakt van dit mythische instrument en een aantal andere volgde.
In 1896 werd de in Engeland gevestigde Arnold Dolmetsch aangesproken om een nieuw klavecimbel te bouwen 'à l'ancienne'. Hij had toen al verschillende oude instrumenten gerestaureerd. Het werd de Green harpsichord (bewaard in het Horniman Museum in Londen). Dit vaag op Italiaanse voorbeelden gebaseerde instrument werd met succes bespeeld bij uitvoeringen van Don Giovanni en van The Faerie Queene.
Tegen het einde van de eeuw was het een voldongen feit: het klavecimbel was terug van weggeweest. De beweging zou zich doorzetten en aanzwellen.

## 20e eeuw

### Renaissance van het klavecimbel

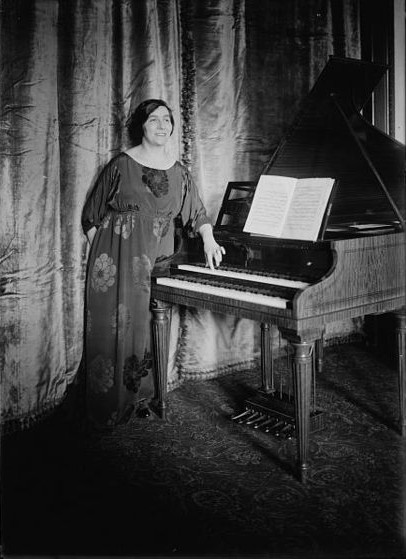
Wanda Landowska naast een Pleyel klavecimbel

Na studies in Warschau en Berlijn, vestigde de Poolse pianovirtuose Wanda Landowska zich in Parijs, waar ze het klavecimbel ontdekte en gepassioneerd werd door dit instrument. Vanaf 1903 begon ze tijdens haar pianoconcerten ook een paar werken op klavecimbel uit te voeren. In 1904 gaf ze in de Hochschule für Musik in Berlijn haar eerste volledig op klavecimbel gespeelde concert. Ze deed dit op een Pleyel, met pedaalregistratie. Ze wijdde zich stilaan volledig aan het klavecimbel en werd hierin zeer succesvol. Ze droeg er aanzienlijk toe bij dit vergeten instrument – in een gemoderniseerde uitvoering – door de muziekliefhebbers te doen herontdekken.
Ook de oprichting in München in 1905, door Ernst Bodenstein van de Deutsche Vereinigung für alte Musik droeg tot de herontdekking bij.
Arnold Dolmetsch, van zijn kant, was in 1904 met zijn derde vrouw naar de Verenigde Staten vertrokken en was er ingehuurd door de pianobouwers Chickering & Sons in Boston, met de opdracht klavecimbels te bouwen. Hij introduceerde het spel met 16 voet (maar niet de Bachdisposition) met een kam die bovenop kwam van een spel met 8 voet en gefileerde snaren. De plectra waren in verhard leder, de registratie werd door de pedalen gedirigeerd evenals de samenwerking tussen de twee klavieren. Die instrumenten waren weliswaar nog verder verwijderd van de oude modellen dan de Green Harpsichord van 1896, maar Dolmetsch zegde hierover: I understood that copying other people's work, the best training for a beginner, should only be a step to higher achievements. The masters did not copy one another.
In Duitsland begonnen pianobouwers vanaf 1907 opnieuw klavecimbels te bouwen: Neupert in Bamberg, Steingräber in Berlijn, Mändler-Schramm in München.

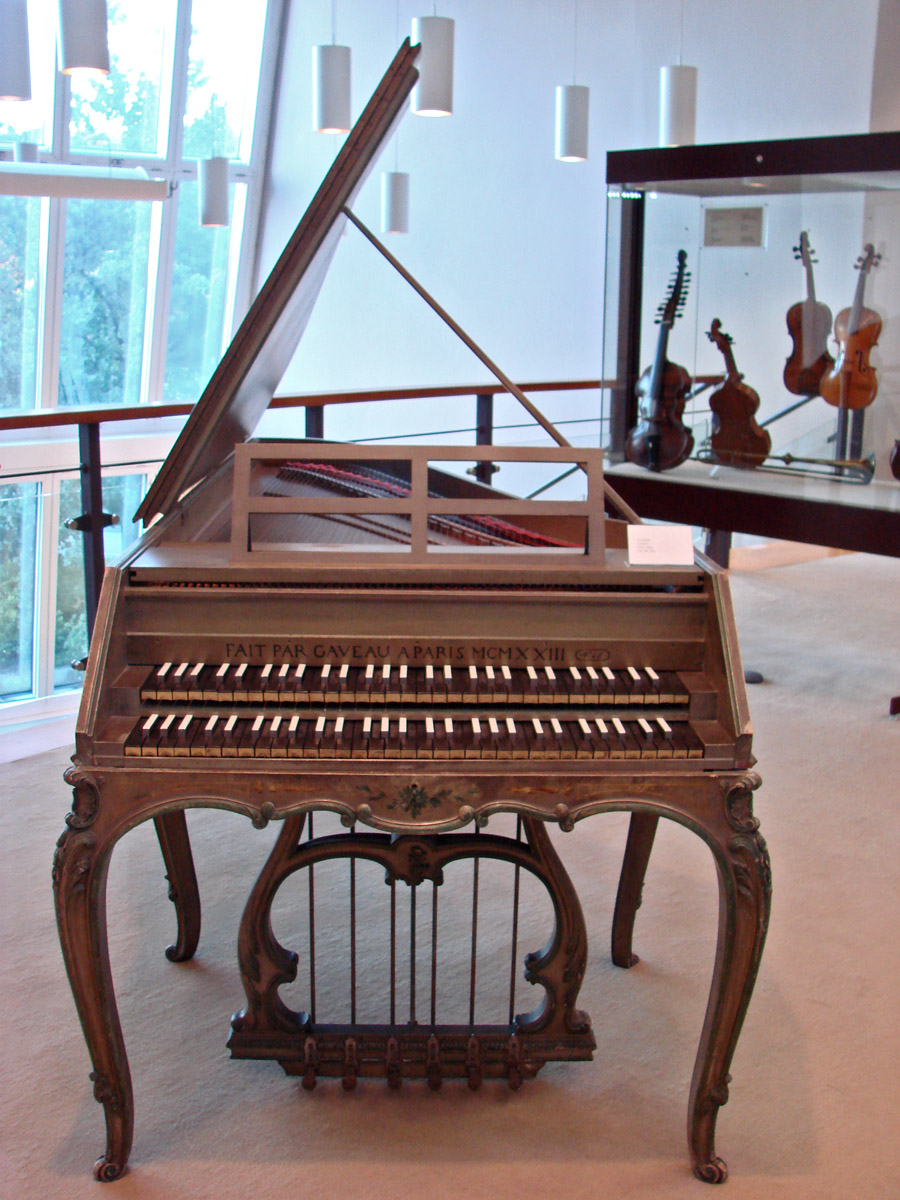
Een Gaveauklavecimbel, (1923), Musikinstrumenten Museum, Berlijn

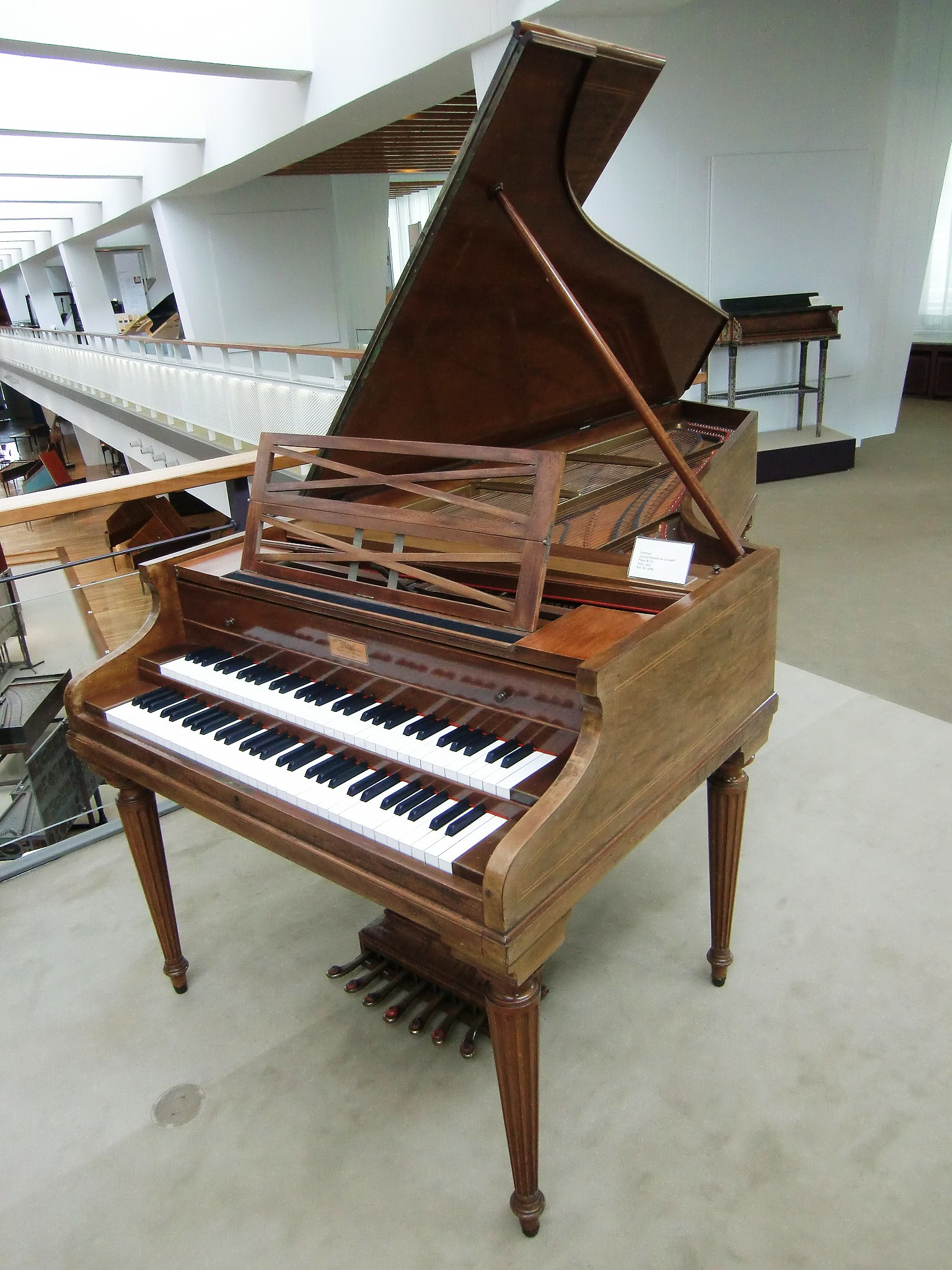
Een Pleyelklavecimbel (1927), Grand Modèle de Concert, Musikinstrumenten Museum, Berlijn

De samenwerking tussen Dolmetsch en Chickering duurde tot in 1910, toen Chickering besliste met de productie te stoppen. Dolmetsch verhuisde weer naar Frankrijk en werkte er met Gaveau tot in 1914. Hij bouwde er de modellen die hij voor Chickering had ontwikkeld.
Al van voor de Eerste Wereldoorlog werd de naam van Wanda Landowska gekoppeld aan die van Pleyel. Het was op een Pleyel dat ze haar concerten gaf, ook toen ze in 1908-09 in Rusland ging concerteren. De enge samenwerking met het huis Pleyel resulteerde in het op punt stellen in 1912 van de fameuze Grand modèle de concert die ze gedurende haar volledige verdere carrière zal bespelen. Het imposante instrument, ver verwijderd van de oude modellen, had een spel van 16 voet, zonder echter de Bachdisposition die eerder een Duitse specialiteit bleef en zonder het metalen geraamte dat vanaf 1923 zou gebruikt worden. In 1913, opende de beroemde vertolkster de eerste klas voor klavecimbel in de Hochschule für Musik in Berlijn en gaf er les tot in 1919. Het Pleyelklavecimbel beschikte over twee aan elkaar koppelbare klavieren, een dispositie met registers van 16, 8 en 4 voet op het onderste klavier, en van 8 voet met nasaal en luit op het bovenste klavier, en een pedaalas met zeven pedalen. Het model kende een tijdlang succes in Duitsland vooraleer de bouwers terugkeerden naar de Bachdisposition of, voor simpeler instrumenten, naar de Ruckersdisposition, hetzij 2 × 8' / 1 × 4'.
Na de oorlog vestigde Arnold Dolmetsch zich definitief in Haslemere in Surrey. Hij ontwikkelde er gevarieerde activiteiten: bouwer van instrumenten, restaurateur van oude instrumenten, deskundige, leraar, uitvoerder. Veel Engelse en Amerikaanse studenten werden door hem opgeleid, onder hen Robert Goble, Hugh Gough, John Challis en Frank Hubbard. Een bekende concurrente van Landowska, de flamboyante Violet Gordon-Woodhouse maakte deel uit van de entourage van Dolmetsch en liet zich opmerken als uitstekende klaveciniste evenzeer als door haar schandaalverwekkend levenswijze (ze woonde samen met haar man en drie andere mannen. In 1920 maakte ze de eerste opname op klavecimbel. Haar activiteit bleef beperkt tot Engeland, waar ze veel succes had. Dolmetsch werkte verder aan de verbetering van het mechanisme en de structuur: nieuw uitlaatsysteem voor het plectrum, klankdempers manoeuvreerbaar met de pedaal, een vibratosysteem, een metalen kader. Die 'uitvindingen' bleven zonder gevolg.
Duitsland zag op het einde van de jaren 1920 de oprichting van nieuwe productiehuizen: Ammer in Eisenberg en Neupert in Bamberg. De Duitsers domineerden de wereldmarkt met hun serieproductie, die aanzienlijk was maar nog weinig gemeen had met de oude instrumenten. Ze namen stormenderhand de concertzalen en de conservatoria in, en konden aldus de uitvoerders en het publiek winnen voor hun esthetiek.
In de jaren 1930 werden ook in Engeland nieuwe ateliers opgericht (Alec Hodsdon, Thomas Goff, Robert Goble) en in de Verenigde Staten (John Challis). Het pedaalklavecimbel werd heruitgevonden (Ammer, Neupert, Mändler-Schramm in Duitsland, Hodsdon in Engeland).
De Tweede Wereldoorlog legde overal de klavecimbelactiviteiten lam. Ateliers vielen stil of werden vernield, stocks van oude en geselecteerde houtsoorten verdwenen.
Na de oorlog konden de activiteiten stilaan hernomen worden. Pleyel en Neupert herbegonnen, niet zonder moeilijkheden. Nieuwe namen kwamen tevoorschijn, vaak van oud-medewerkers van de grote huizen. Pleyel bouwde nog amper twee klavecimbels per jaar en hield er weldra mee op. Ook de andere bouwers deden het met zeer bescheiden producties.
Wie tot in de jaren 1970 de markt bleven domineren waren de Duitse producenten van Serieninstrumente, op basis van gestandaardiseerde modellen. In hun catalogi werden een serie modellen voorgesteld, zeer vergelijkbaar van de ene producent naar de andere. Ze gaven aan die instrumenten vaak de naam van een beroemde componist of klavecimbelbouwer, zoals Scarlatti, Schütz, Couperin, Vivaldi, Cristofori enz. Wolfgang Zuckermann merkte op dat het gebruik van deze namen niet ernstig was. Hij schreef: Het Ammermodel 'Scarlatti' is een klavecimbel met één klavier en een bereik AA-f3. Welnu, Scarlatti is een van de weinige componisten wier muziek twee klavieren vereist en een bereik FF-g3 Het model dat Bach werd gedoopt was altijd het meest uitgewerkte, met twee klavieren en vijf octaven van fa tot fa, en een dispositie 1 × 16', 2 × 8', 1 × 4' . Er kwam een 'Bachmodel' voor in de aanbieding bij Ammer, Neupert, Sassmann, Sperrhake en Wittmayer.

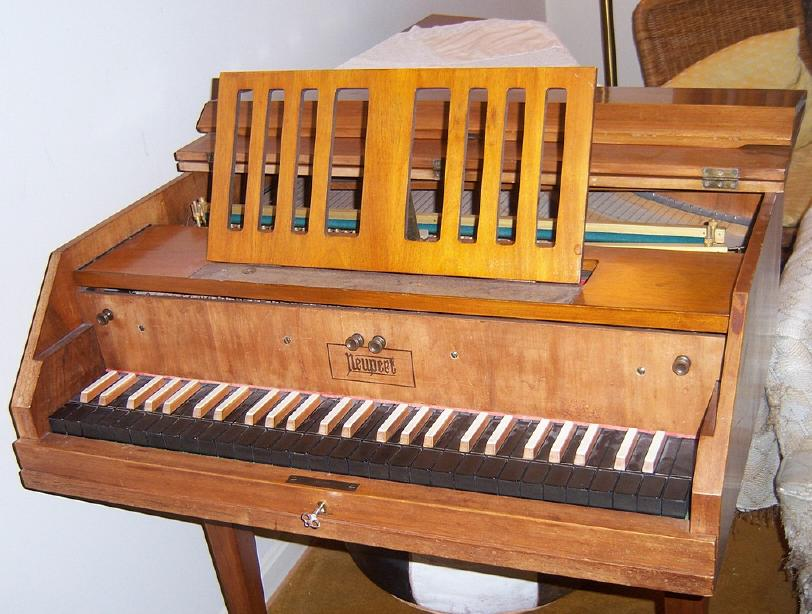
Neupertklavecimbel van de jaren 1950

Neupert werd de belangrijkste producent met een jaarproductie die in 1969 opklom tot 400 instrumenten (klavecimbels, spinetten en klavichords).
Kurt Sperrhake, een pianobouwer die ook klavecimbels van Ammer had verdeeld voor de oorlog, begon vanaf 1948 zelf te bouwen. Hij had ongeveer zestig man in dienst en produceerde tot 600 klavecimbels per jaar.
Kurt Wittmayer, die zich in 1946 meermaals bij Neupert liet zien omdat hij er blijkbaar over nadacht zelf klavecimbels te gaan bouwen, en bij deze firma wat onderdelen aanschafte als model, begon met een eigen atelier in 1949. Hij produceerde ongeveer 400 klavecimbels per jaar.
Konrad Sassmann, ook een oud-medewerker van Neupert, begon zelfstandig in 1955. Met een twintigtal medewerkers, produceerde hij in 1969 een 120-tal klavecimbels. In Engeland begon Hugh Gough in 1946 zeer eenzaam met een eigen productie van allerhande instrumenten: klavecimbels, klavichords, virginalen, spinetten, pianofortes. Hij voerde ook heel wat restauraties uit. Na enkele jaren week hij uit naar de Verenigde Staten waar hij nog enkel luiten en klavichords bouwde. Nieuwe ateliers kwamen tot stand door William de Blaise in 1952 en John Morley in 1955.
In de Verenigde Staten beslisten twee studenten literatuur, Frank Hubbard en William Dowd, te verzaken aan hun oorspronkelijke studierichting en zich te wijden aan hun passie, het bouwen van instrumenten volgens de oude methoden. In 1949 stichtten ze hun atelier Hubbard & Dowd in Boston. Frank Hubbard genoot een opleiding bij Dolmetsch en Hugh Gough en reisde de wereld rond om in musea en collecties de historische instrumenten te bestuderen. Hij maakte heel wat opmetingen en in een baanbrekend traktaat over de historische klavecimbelbouw beschreef hij hun kenmerken. Dit boek dat nog steeds gezaghebbend is, heette Three centuries of harpsichord making. William Dowd werkte bij John Challis. Hubbard en Dowd waren de eersten om ernstig werk te maken van het bouwen van instrumenten volgens de principes van de historische klavecimbelbouw.
In Frankrijk opende Claude Mercier-Ythier, een leerling van Wittmayer, in 1960 het eerste klavecimbelatelier sinds de Franse revolutie van 1789.

### Het moderne klavecimbel

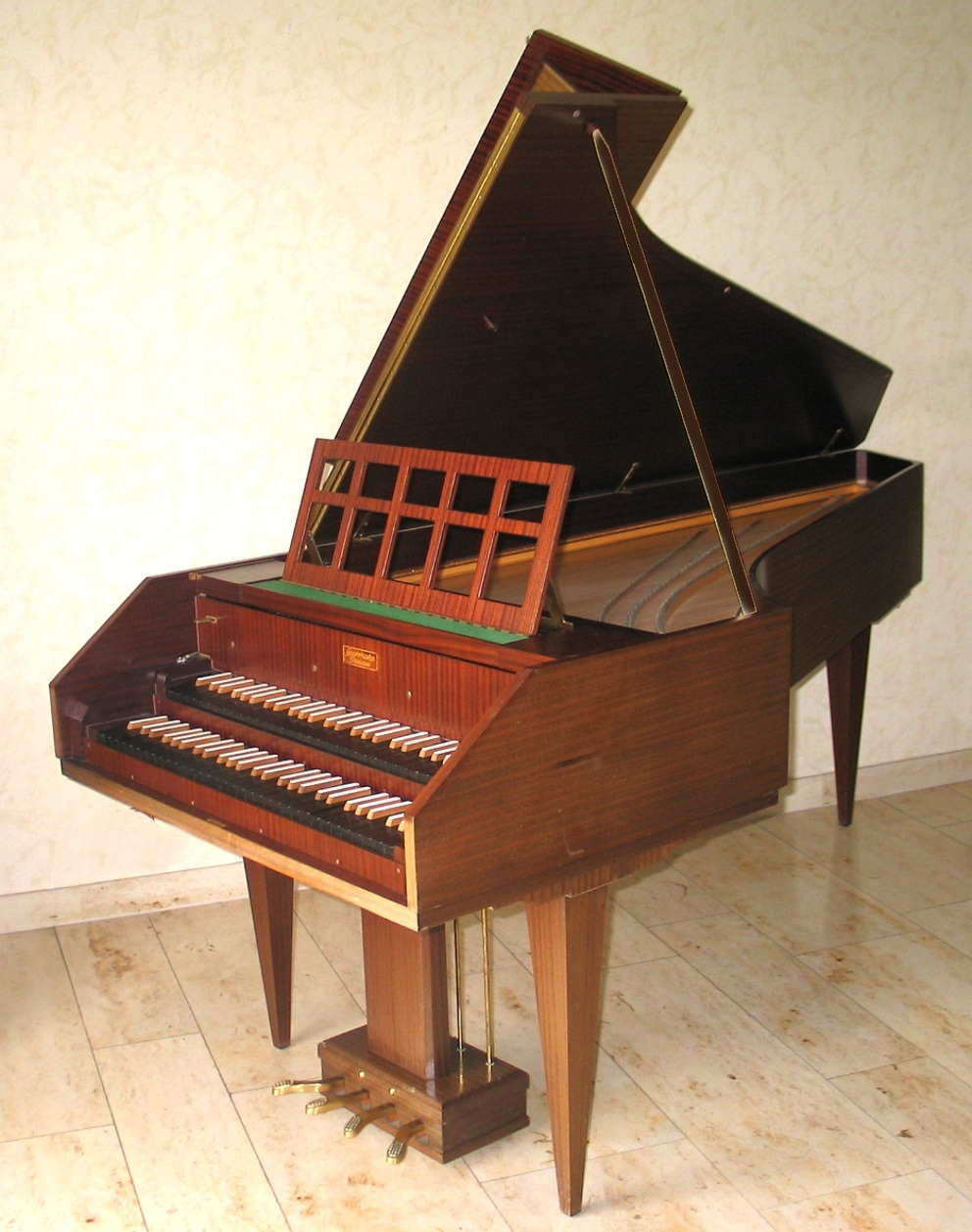
Een 'modern' klavecimbel door Sperrhake, eind van de jaren 1970

De traditie van de klassieke bouw was verloren gegaan sinds het einde van de 18e eeuw. Aangezien de pianobouwers de eersten waren om zich weer op het klavecimbel toe te leggen gingen ze de weg terug. De eerste piano's werden gebouwd in klavecimbelkasten, de eerste klavecimbels die men 'historisch' wilde, maakte men door dokjes in te brengen in een pianokast. Men vergat dat de evolutie die destijds goed was voor de pianoforte, omgekeerd niets bijbracht bij knijpsnaren. Ze konden hun instrumenten trouwens niet vergelijken met de oude klavecimbels die sinds decennia niet meer onderhouden waren en onbespeelbaar waren geworden. Waar het op aankwam was een instrument te maken dat niet de onvolmaaktheden en zwakheden vertoonde van de vroegere instrumenten met als voornaamste doel er trouw de klank van weer te geven, of minstens wat men dacht de vroegere klank geweest te zijn.
Hanns Neupert schreef: Het is verkeerd te willen eisen dat een nieuw klavecimbel de klank van een oude Ruckers zou hebben, want die oude Ruckers klonk in zijn jonge tijd heel anders dan vandaag. De opdracht voor een hedendaagse bouwer is klavecimbels te bouwen die beantwoorden aan wat een Ruckersinstrument was voor zijn tijd.
Dezelfde doelstellingen werden door andere bouwers nagestreefd: stabiliteit van het snarengeheel, klanksterkte vergelijkbaar met de piano, vermenigvuldiging van de klankeffecten. Hanns Neupert merkte fier op dat zijn Schütz model, van kleine afmetingen (90 × 160 cm) 29 verschillende registratiemogelijkheden had, dankzij zijn twee klavieren, zijn dispositie 2 × 8' + 4', zijn twee koppelingsmogelijkheden, zijn luitspel en zijn pianozug (gedeeltelijk werkingstelling van het plectrum), gemak en snelheid van registreren, materialen en productiemethoden die seriewerk toelieten, polyvalente instrumenten die evengoed oude muziek als hedendaagse composities konden laten spelen.
Hanns Neupert was de overtuigde advocaat van deze zienswijze. Hij schreef: In het voordeel van het metalen kader dient gezegd dat veertig jaar geleden het concertklavecimbel ten strijde trok tegen de concertpiano. Nu de renaissance van het klavecimbel een feit is, kan men wel op basis van betere kennis het vroegere afkammen en verwerpen, maar ik denk niet dat het toen vermijdbaar was, want het succes en de erkenning gingen toen naar het krachtigste instrument. Men sprak toen nog niet van orkesten die een bescheidener en meer aangepaste klank produceerden, in een tijd dat het concertleven bijna volledig in grote concertzalen plaatsvond.
Verder betoogde hij: De klavecimbelspeler heeft nood aan een instrument dat de mogelijkheden in zich verenigt van de verschillende modellen en zowel bruikbaar is voor de weergave van eenvoudige virginaalmuziek, voor het weergeven van de gekunstelde Franse klavecimbelmuziek of voor de contrapuntische interpretatie van de werken van Bach.

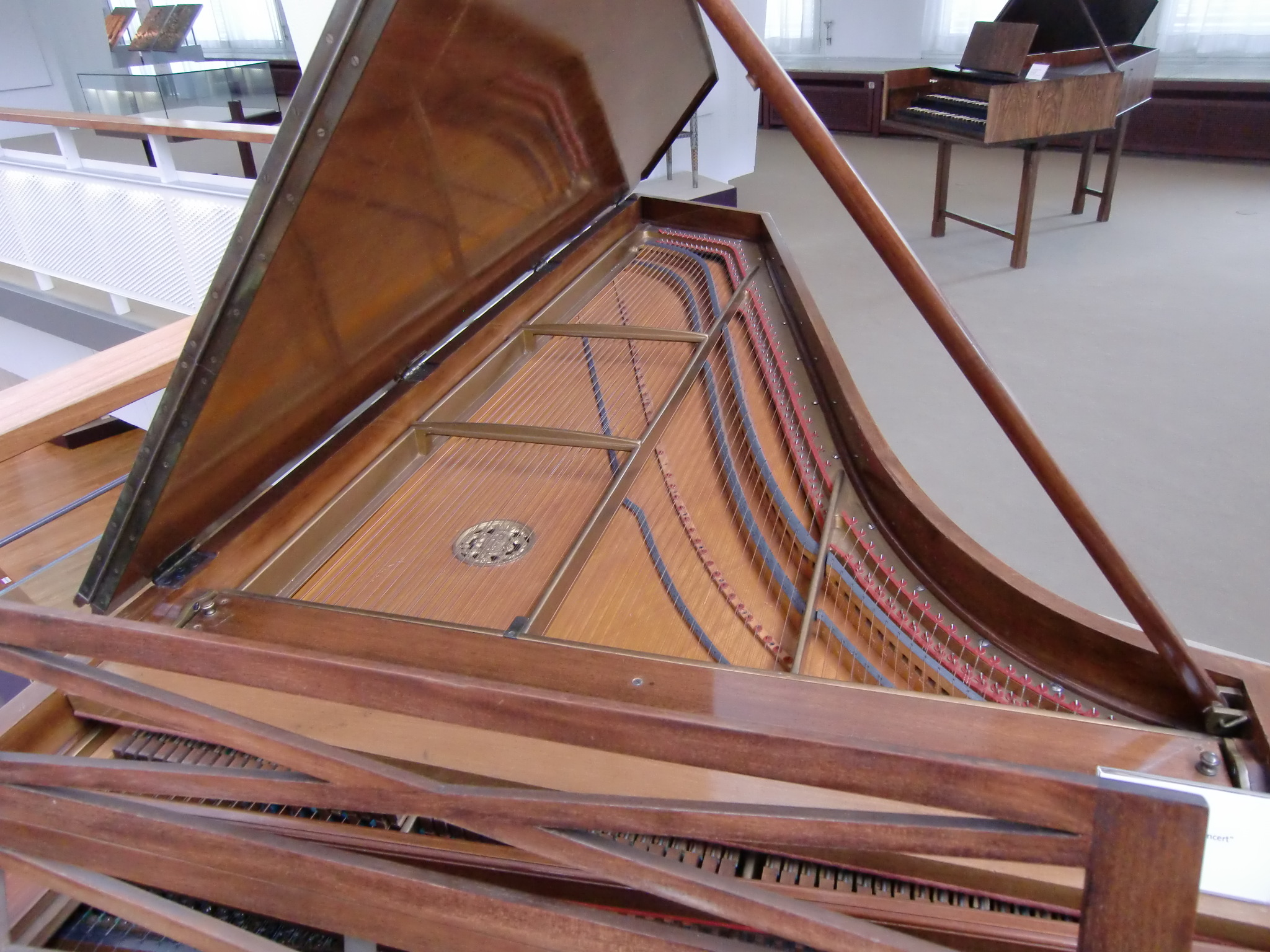
« Grand Modèle de Concert » (Pleyel, 1927), detail van de harmonietafel met een gietijzeren kader

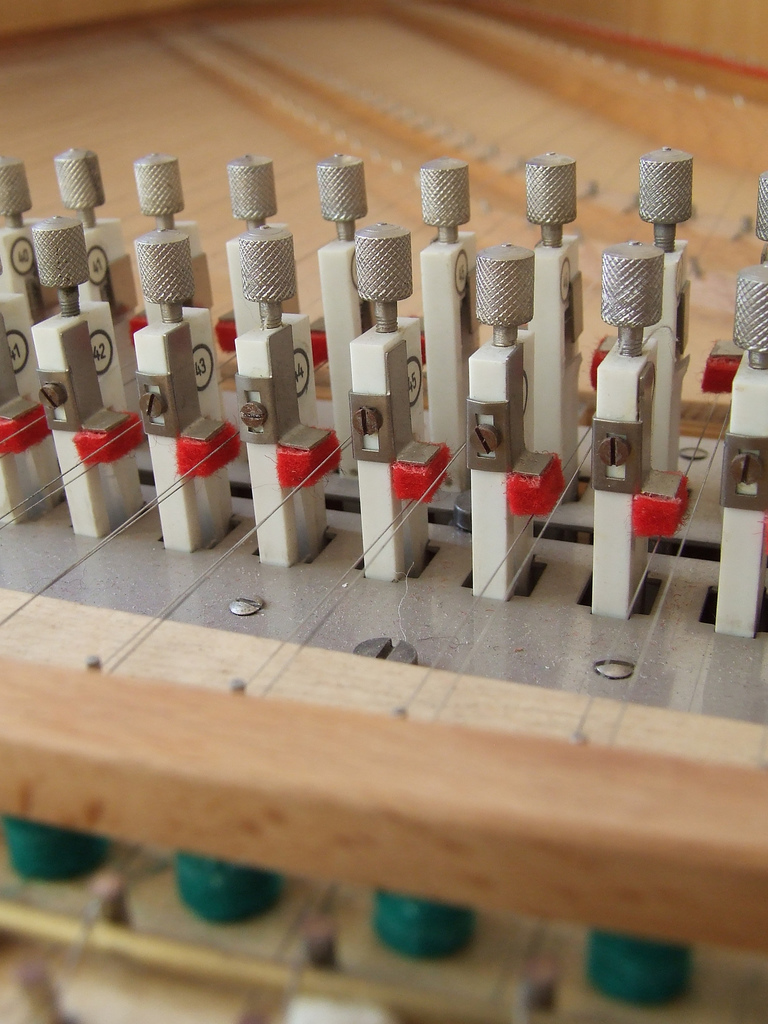
Modern klavecimbel van het merk Lindholm. De registers zijn in metaal, regelvijzen en dokjes zijn in kunststof

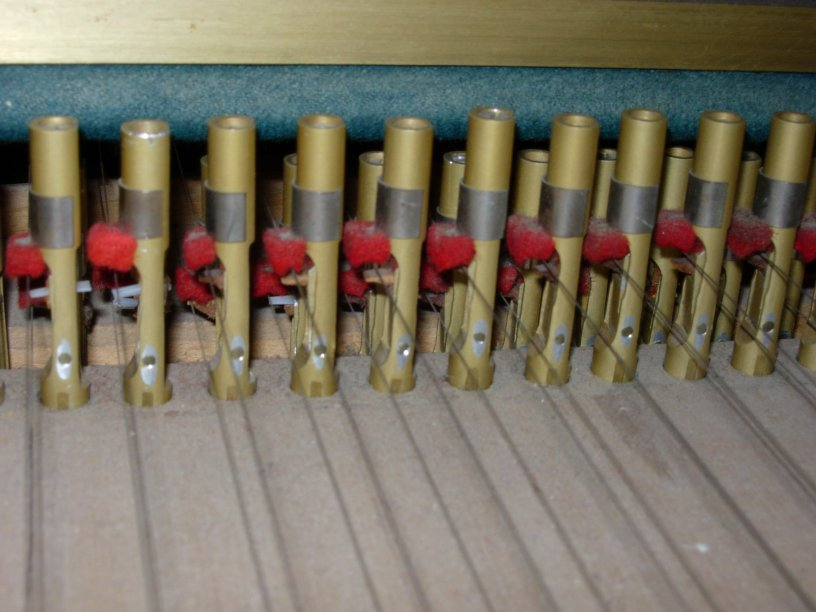
Cilindrische dokjes van het merk Neupert (type 'OK')

Om de door Neupert geformuleerde doelstellingen te bereiken was evolutie vereist, experimenteel of meer duurzaam, voor het 'moderne' klavecimbel. Sommige evoluties kwamen voor bij een of andere bouwer en waren vaak niet blijvend (Dolmetsch, Mändler). Andere kenden een zeker succes maar weerstonden niet aan de kritiek en verdwenen. Zo verging het de metalen kaders die Pleyel had ingebracht, die eerst door de Duitse bouwers werden overgenomen, maar vervolgens bekritiseerd en verlaten. De evoluties werden niet algemeen aanvaard. In 1949 verklaarde Norbert Dufourcq dat men ongelijk had de bodem van het instrument open te laten en zegde hij dat de harmonietafel nu geprangd zat in een gietijzeren kader die op de klank van het instrument ongunstig inwerkte, hoewel hij eraan toevoegde dat alleen dit kader toeliet de beschikbare snaren voldoende te spannen om het klavecimbel met het moderne diapason in overeenstemming te brengen.
De evoluties hebben alvast hun invloed uitgeoefend op de totaliteit van het instrument:
- de moderne kast in stevig hout en open naar beneden, versterkt door een massieve interne structuur en door een metalen kader, van uitzicht méér gebald had niet tot doel bij te dragen tot de klank, maar een perfecte en stabiele spanning van de snaren te bereiken. Hanns Neupert schreef hierover:

De massieve structuur is inderdaad zwaarder dan de traditionele, maar dat is dan ook het enige ongemak. Ze oefent geen enkele invloed uit op de sonoriteit, aangezien het geraamte een dood, niet vibrerend deel van het instrument is.
- die zware inactieve kast was belegd met bleek hout, zwaar van uitzicht, zonder fantasie noch elegantie. Bij Neupert woog het Hassmodel (kopie van een oud instrument) 68 kg, voor een afmeting van 255 × 93 cm), terwijl het wat afmetingen betreft vergelijkbare moderne Bachmodel (260 × 105 cm) 170 kg woog. W. Zuckermann verwees naar het Bachmodel van Wittmayer dat 200 kg woog. Dit was het tegenovergestelde van de traditionele kast die een gesloten geheel was van lichte constructie, met dunne zijwanden, dienstig als klankkast.
- De moderne snaren hadden een lang module, soms méér dan 40 cm. Ze volgden dus de juiste pythagorische proportie niet en, teneinde hun forse spanning te compenseren, moesten ze hard gefileerd worden, zeker voor de lage tonen, en meer bepaald voor het spel met 16 voet, die vaak de kam deelde met het spel van 8 voet. De traditionele snaren daarentegen, met hun veel kortere module van minder dan 35 cm lieten de juiste proporties toe naar de hoge tonen en waren fijn en zwak gespannen. Als het spel van 16 voet er bestond werd het met een afzonderlijke kam bediend.
- De moderne klavecimbelklavieren hebben pianotoetsen, die lang en hard zijn en uitgebreid met vilt gedempt. In tegenstelling hiermee zijn de traditionele klavieren met zeer korte en lichte toetsen en zeer weinig gedempt. Ze passen uitstekend voor het meer delicate spel van de klavecinist. Hij moet niet harder slaan, want dit beïnvloedt het klankvolume niet, terwijl de lichtheid en de extreme reactiviteit troeven zijn bij het uitvoeren van de talrijke ornamenten in de barokmuziek.
- De meeste moderne bouwers hebben hun eigen dokje uitgevonden, die verondersteld werd beter te zijn dan dat van de andere. Uiteenlopend materiaal werd gebruikt: metaal, plastiek, plexiglas. Hetzelfde gold voor de registraties. Men experimenteerde met nieuwe vormen, zoals Neupert met de cilindrische dokjes. De plectra waren meestal in hard leder, dik en vierkantig, teneinde de zware en strakgespannen snaren aan te kunnen. Hetzelfde gold voor de kleppen, soms in één vorm gegoten samen met de tuit. Voor de veren verkoos men metaal of plastiek boven de borstels van het wilde zwijn. Er kwamen steeds méér regelvijzen bij: om de hoogte van het dokje bij te stellen, voor de tuitprojectie, voor de demperregeling. Er werden onderhoudsdispositieven uitgevonden die vaak lastiger waren dan doeltreffend. De traditionele dokjes blonken overal uit door de eenvoud van hun conceptie, het gemak waarmee ze konden geregeld en onderhouden worden, de homogeniteit van hun structuur.
- Het moderne klavecimbel heeft een nogal zware harmonietafel (méér dan 5 à 6 mm) met een belangrijk balkensysteem. De harmonietafel is niet vaak gedecoreerd maar eerder gevernist. Wat de traditionele harmonietafel betreft ze was nooit dikker dan 3 mm, met een minimum aan balken en vaak met bloemenmotieven versierd.
- De moderne registratie verkoos de Bachdisposition: 1 × 8' + 1 × 16' voor het onderste klavier en 1 × 8' + 1 × 4' voor het bovenste. Dit kwam zelden of nooit voor in de traditionele registratie, waar het 16' spel zeldzaam was en het 4' spel altijd op het onderste klavier gebeurde. Volgens Wolfgang Zuckermann, die gedurende jaren onderhoud uitvoerde op moderne instrumenten was de complexiteit van hun concept oorzaak van moeilijkheden bij onderhoud en reguleren, bij zoverre dat sommige modellen nauwelijks fatsoenlijk konden werken. De klank was daarbij, zo verklaarde hij, meestal ontgoochelend.

Velen oordelen dat het moderne klavecimbel heel verschillend is en alleen maar de naam gemeen heeft met het historische klavecimbel. Het wordt thans niet meer gebruikt voor concerten of platenopnamen, tenzij dan voor 20e-eeuwse werken die er speciaal voor gecomponeerd werden. Een uitzondering hierop was de klavecimbelspeler Paul Wolfe die nog in 1998 twee cd's opnam op moderne instrumenten onder de titel When they had pedals.
Claude Mercier-Ythier merkte eens op: Men kan zich afvragen waarom Wanda Landowska verder op een Pleyel klavecimbel bleef spelen, hoewel ze ervan overtuigd was dat niets boven de oude instrumenten ging om de werken uit hun tijd te laten weerklinken.

### Elektronische interventies
Om de kracht van de klank te verhogen werd soms door enkele bouwers de elektronische versterking te hulp geroepen.
In 1936 ontwierp Hanns Neupert in samenwerking met professor Trautwein, een 'elektrisch klavecimbel' (elektrifiziertes Cembalo) voor een uitvoering van Herakles op de scène Dietrich-Eckart van het olympisch stadium in Berlijn.
Later vormde Rolf Drescher, agent van Steinway in Berlijn, twee klavecimbels van Kurt Wittmayer om, door er een versterking in te bouwen. De luidsprekers stonden opgesteld ter hoogte van de harmonietafel, de elektronisch apparatuur zat in de kast verstopt en de elektronische receptoren hingen boven de snaren. De instrumenten werden gebruikt voor concerten gedirigeerd door Herbert von Karajan in Carnegie Hall New York. Hiermee eindigde het experiment.

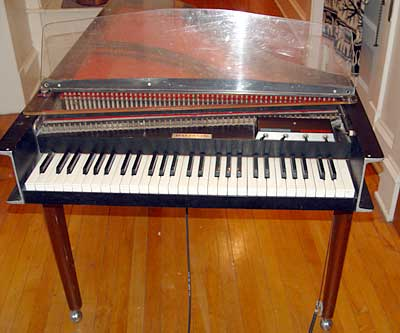
Het Combo-model van Baldwin

De Amerikaanse vennootschap Baldwin produceerde in de jaren 1960-1970, het 'elektronische klavecimbel' onder de naam Combo, dat zich resoluut afzette tegen de traditionele instrumenten. Het kon nog de naam klavecimbel dragen, aangezien het met knijpsnaren en dokjes werkte, maar zonder gebruik te maken van de harmonietafel. De klank werd elektronisch opgevangen alvorens te worden verspreid en het signaal werd behandeld met de hulp van een klein pedaal. Het instrument en zijn uiterlijke verschijningen werden uiteraard méér geapprecieerd in de jazz- en rockmiddens dan in die van de oude muziek, die zich beriep op de traditie, waar zijn kleine dimensie, zijn aluminium constructie, zijn synthesizer, zijn plexiglas deksel op geen enkele wijze bij aansloot.
Er werden ook volledig elektronische instrumenten gebouwd die de klank van het klavecimbel wilden nabootsen. Ook al lukte dit soms wel aardig, ging het hier toch niet om snaarinstrumenten maar om synthesizers.

### De terugkeer naar de oude bouwmethoden
Vanaf het midden van de jaren 1960 vond een duidelijke terugkeer naar de historische bouwmethoden plaats. Nog in 1965 kon Hanns Neupert tijdens een congres de moderne instrumenten verdedigen en verklaren dat men met een zakencijfer van 5 miljoen D Mark, gerealiseerd door de vier voornaamste Duitse bouwers (Neupert, Sassmann, Sperrhake en Wittmayer) toch niet op het slechte pad zat.

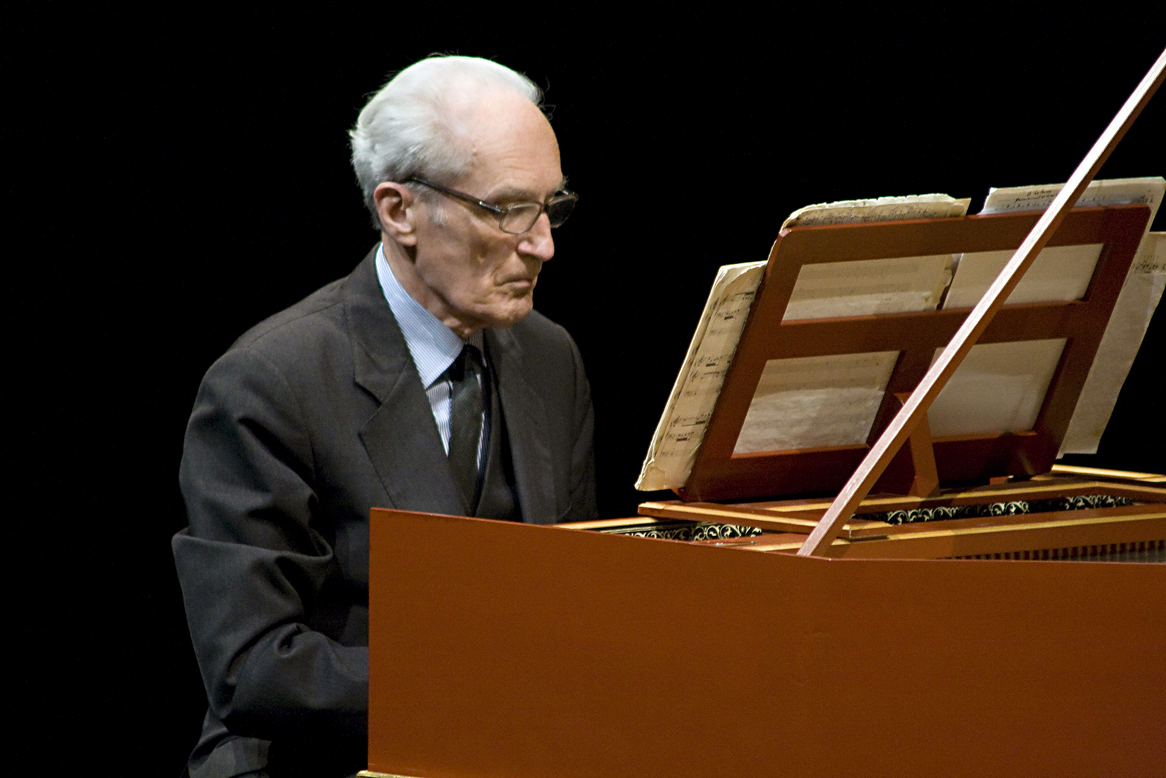
Gustav Leonhardt op het MAfestival in Brugge

Derek Adlam zag het Festival voor Oude Muziek en het klavecimbelconcours in Brugge in 1965 als het duidelijke keerpunt. Was de bescheiden expo in 1965 nog gedomineerd door de Duitse Serieninstrumente, met slechts één exposant van een artisanaal klavecimbel, dan explodeerde de terugkeer naar de traditie tijdens de volgende expo in 1968. De beweging die was ingeluid door bouwers zoals Frank Hubbard, William Dowd en Martin Skowroneck werd ondersteund door uitvoerders, met op de eerste plaats Gustav Leonhardt. De terugkeer naar de authentieke uitvoeringspraktijk was ingezet en triomfeerde weldra over diegenen die tot dan de barokmuziek hadden gespeeld in de stijl van het romantisme en het symfonisme.

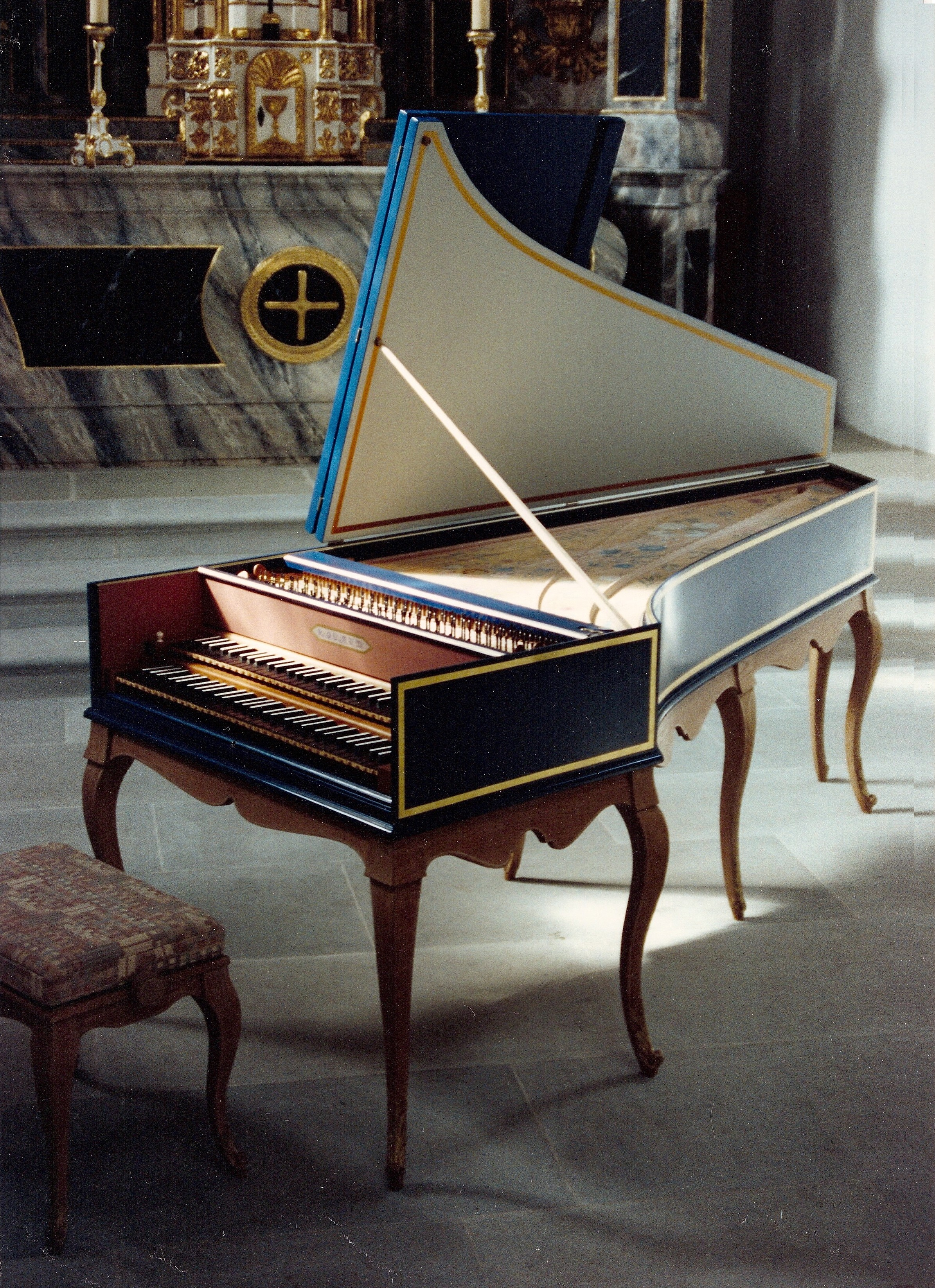
Klavecimbel Franse stijl (Jean-Paul Rouaud) naar Nicolas Dumont, 1707

De terugkeer naar de traditionele bouwmethoden gaf de mogelijkheid aan talrijke vaklui om met werktuigen die noch duur noch ingewikkeld waren, de markt te veroveren met hun kopieën van oude instrumenten. Ze waren vaak duurder dan de in serie gebouwde instrumenten maar beantwoordden beter aan de muzikale esthetiek die voortaan gezocht werd.
De deskundige studie en de restauratie van oude instrumenten heeft aanleiding gegeven tot het opmaken van gedetailleerde plannen. Sommige zijn ter beschikking in grote musea, aldus toelatende aan de bouwers om getrouwe kopieën te maken van beroemde exemplaren. De meest geapprecieerde zijn de Vlaamse klavecimbels (« à grand ravalement »), de Franse en de Italiaanse, vervolgens de Duitse, maar weinig de Engelse, die wellicht benadeeld zijn doordat er geen specifiek repertoire voor is geschreven en dat ze met hun geraffineerd schrijnwerk nogal duur uitvallen.
De getrouwheid van de oorspronkelijke voorbeelden kan verschillend zijn. Ofwel gaat het om getrouwe kopieën van historische instrumenten, in hun oorspronkelijke of achteraf gewijzigde vorm. Ofwel wordt gewerkt volgens de traditionele principes en methoden, zonder helemaal de moderniteit af te zweren. Zo kan men kopieën van vroegere modellen zien waarbij plastiek dokjes worden gebruikt, of ook nog Delrintuiten, volledig chromatische klavieren en een uitgebreider reikwijdte.

### Het zelfbouwpakket

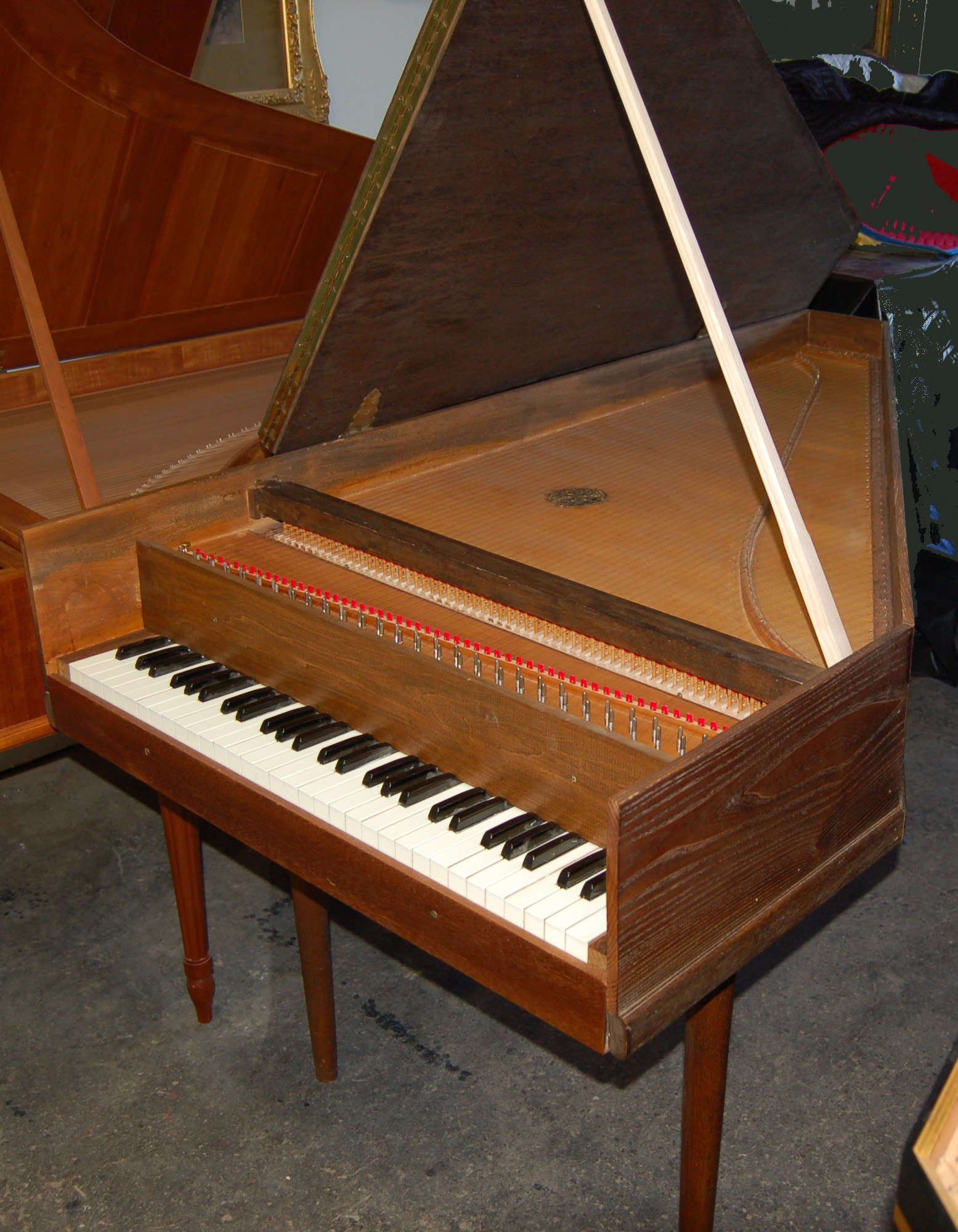
Klavecimbel genaamd « Z-Box » van Zuckermann

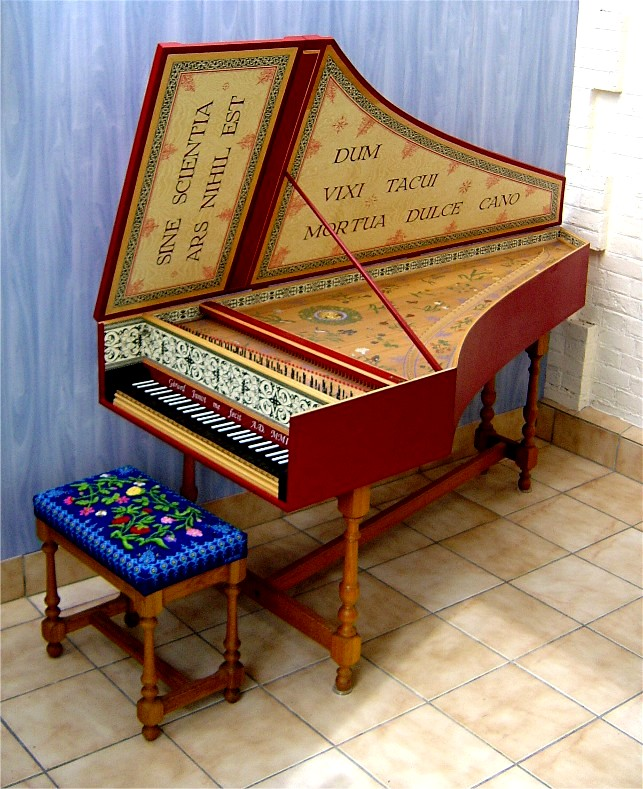
Klavecimbel Vlaamse stijl gebouwd met een Zuckermannkit

In 1960 kwam Wolfgang Zuckermann op het idee in een 'kit' alle onderdelen te leveren aan doehetzelvers om ze toe te laten zelf een klavecimbel te bouwen en te decoreren. Zuckermann werd in 1922 in Duitsland geboren en emigreerde naar de Verenigde Staten in 1938. Hij specialiseerde zich in onderhoud van piano's en klavecimbels. In 1954 bouwde hij een eenvoudig instrument en dit bracht hem op het idee van het klavecimbel in bouwpakketvorm.
De eerste 'kit', verkocht voor 150 dollar, werd een groot succes. Het enigszins primitief instrument, met rechte wanden en niet-traditionele afmetingen gaf de mogelijkheid aan veel amateurs een instrument te bezitten, wat voordien financieel onmogelijk was.
Het voorbeeld van Zuckermann kende navolging. Ook Hubbard begon kits te verkopen. De kwaliteit werd steeds beter en de bouw steeds meer gebaseerd op historische instrumenten. Ook andere huizen volgden. Er zijn tienduizenden van die kits verkocht. Zuckermann evalueerde dat er in 1969 al 20.000 verkocht waren.
Niet alleen amateurs, maar ook professionele bouwers vertrekken soms van kits. Dit laat hen toe hun aandacht voornamelijk te richten op de kwaliteit van het mechanisme, op de sonoriteit en op de decoratie.